# Progrès
Pour les articles homonymes, voir Progrès (homonymie).
 (janvier 2023).

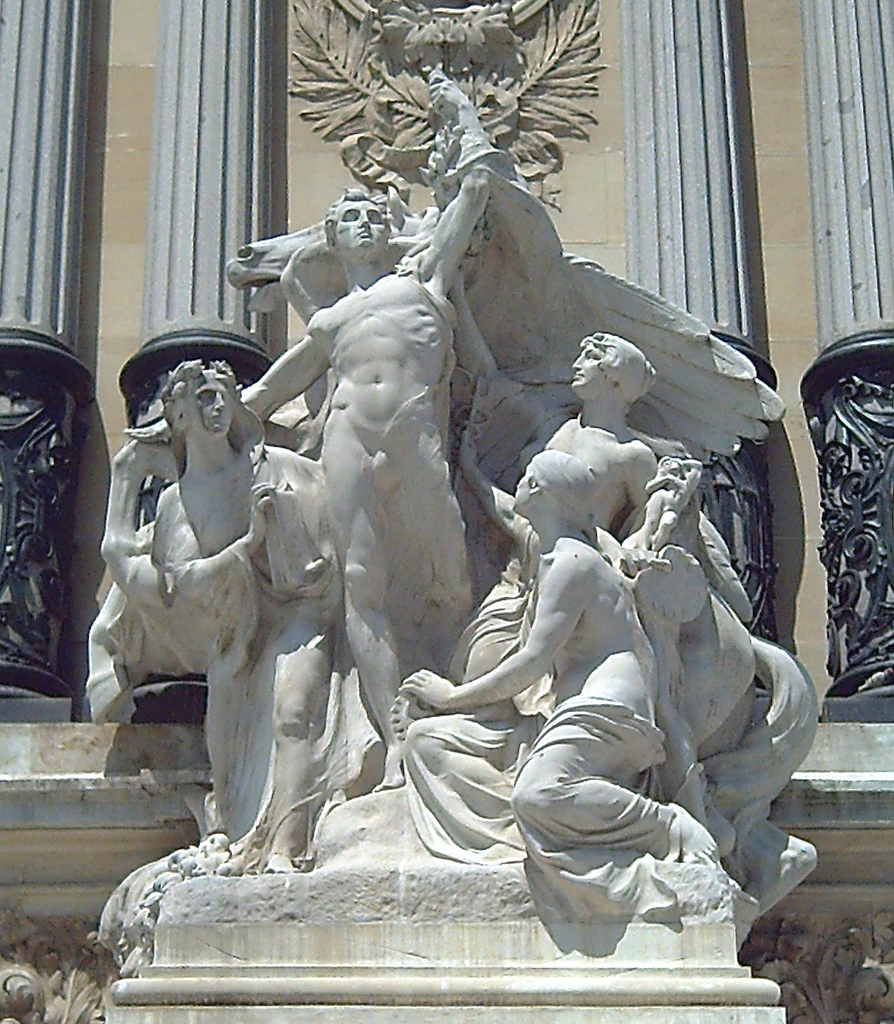
Le Progrès, sculpture allégorique de Miguel Ángel Trilles, Parc du Retiro, Madrid (1922). Derrière lui, Pégase, symbole de la vitesse. Les trois femmes symbolisent la Littérature, l'Industrie et le Commerce et les Arts.

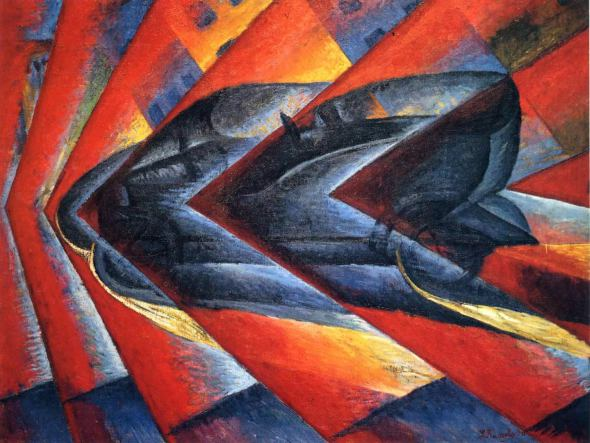
Au début du XXe siècle, certains artistes se livrent à un véritable éloge du progrès, notamment les futuristes italiens. Ici, une œuvre de Luigi Russolo, Dynamisme d'une voiture, 1913.

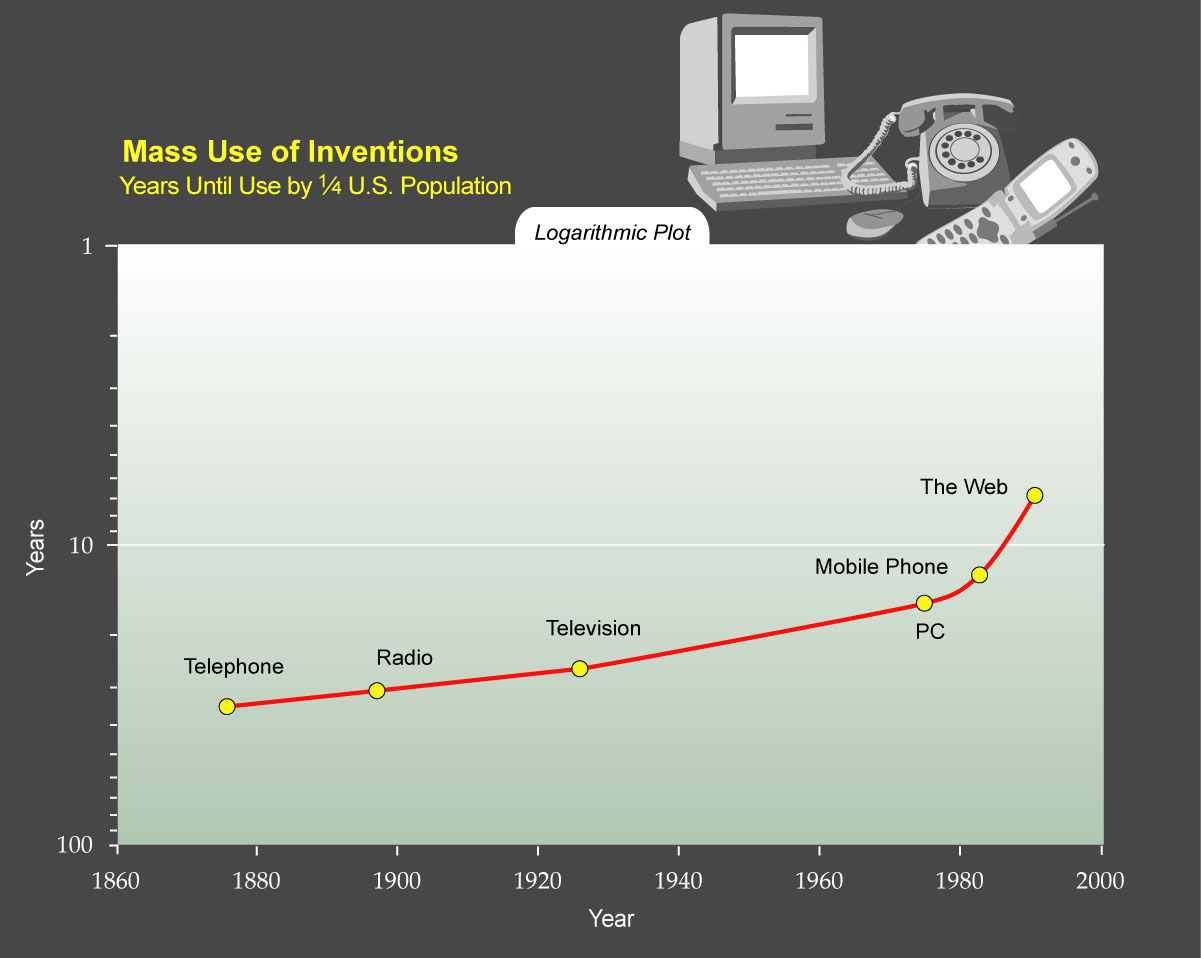
Graphique illustrant la loi de Moore et la notion de progrès accéléré. Les points indiquent en ordonnées le nombre d'années séparant la conception d'une invention et son utilisation par le quart de la population des États-Unis.

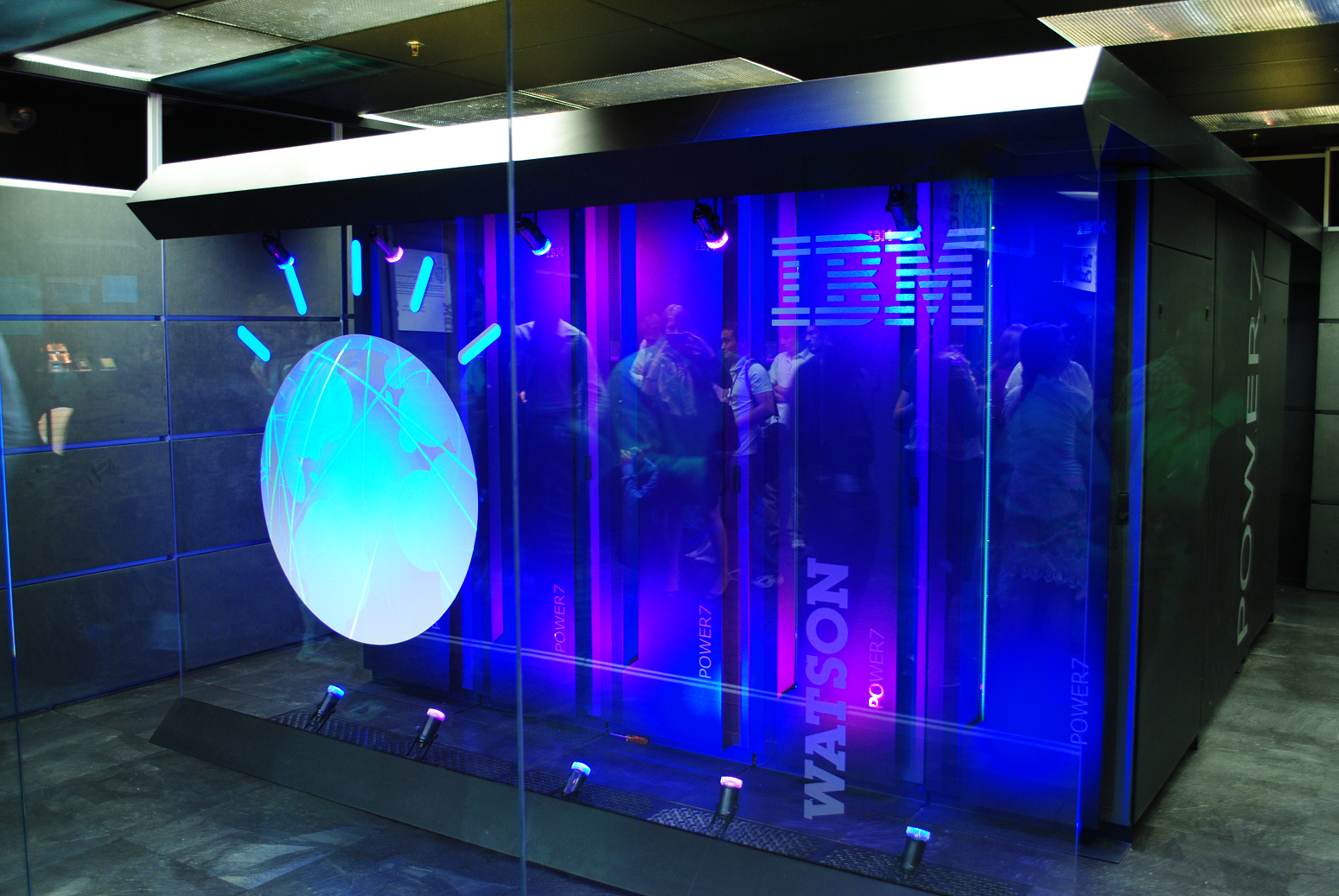
Alors que la notion de progrès est traditionnellement associée à l'idée de domination de la nature par l'homme, le développement de l'intelligence artificielle suscite une question au XXIe siècle : peut-on et doit-on craindre ou espérer que celle-ci dépasse un jour en capacité les compétences « naturelles » de l'homme ?
Illustration : prototype de l'équipement en IA Watson, d'IBM, 2011.

Le progrès est le processus évolutif orienté vers un achèvement : l'idéal. Le concept de progrès, popularisé au XIXe siècle, s'appuie sur l'idée sous-jacente d'un sens à l'histoire. Cette notion s'observe dès l'Antiquité et sa définition a évolué au fil des différents paradigmes intellectuels.

## Premières occurrences du terme

### Étymologie
Le mot progrès est issu du latin progressus (de pro : « en avant » et gressus : « marche », « démarche »), dont la traduction littérale est « marche en avant », notamment au sens militaire, sans idée d’amélioration.  Le terme progressus en latin peut également désigner, au sens figuré, un accroissement (progressus aetatis : « progrès de l'âge ») ou un développement (progressus facere in studiis : « faire des progrès dans les études »).
Jusqu'au début du XIXe siècle, selon l'historien des sciences Wolf Feuerhahn, le terme est toujours associé à un domaine spécifique : « Il faut attendre les années 1820-1830 pour que le progrès ne soit plus suivi d’un complément de nom, et s’apparente, dans les esprits, à une avancée immanquablement positive de toute chose ».

### Origine dans la culture française
La première occurrence du terme progrès en français remonte au XVIe siècle. Il s'agit d'une traduction littérale du mot latin "progressus" que Rabelais emploie en 1546 dans Le Tiers Livre pour qualifier l'idée d'avancement ou de développement d'une action "vers le mieux". En 1588, Montaigne lui confère le sens d'une transformation graduelle "vers le mieux", avec une connotation morale. En latin (pour le sens figuré), comme dans les premières occurrences françaises, le terme de "progrès" a donc une connotation positive.

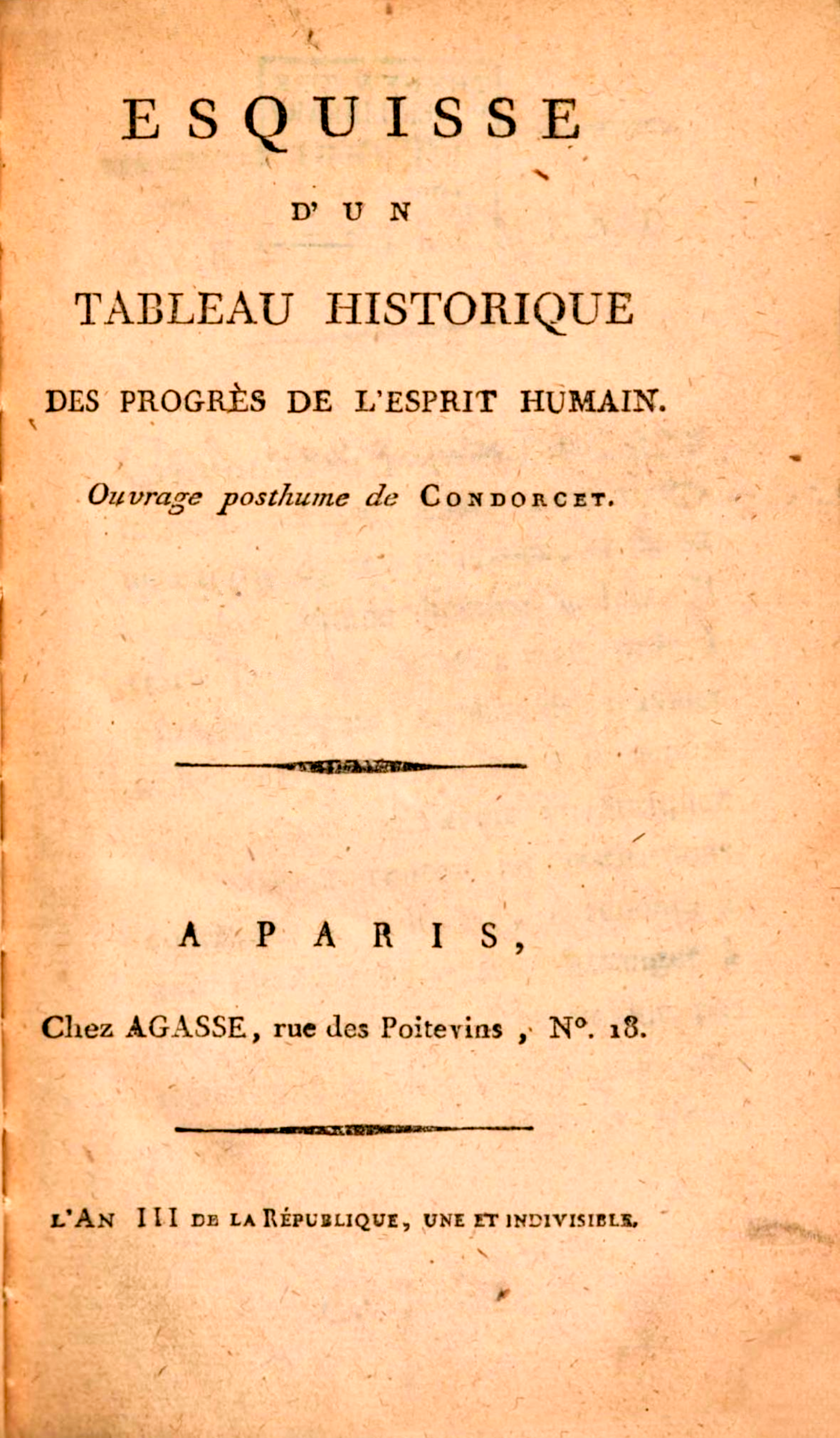
Page de couverture de l'Esquisse d'un tableau historique des progrès de l'esprit humain de Condorcet.

Pour le politologue Pierre-André Taguieff, Francis Bacon apporte une dimension temporelle au terme : 

« Le mot « progrès » qui, conformément à son étymologie, désignait une avancée, une simple marche en avant (latin progressus), n'était jusque là doté que d'un sens spatial. Bacon lui donne son sens temporel, et plus précisément sa temporalité linéaire, d'où son caractère cumulatif, qui le constitue comme idée proprement moderne : la simple action d'avancer, le simple mouvement en avant dans l'espace se transforme en processus de développement et d'amélioration. Par cette innovation conceptuelle, qui permet de concevoir le processus d'amélioration du savoir (progressus scientiarum) comme continu et cumulatif, et sans fin, il a ouvert la « voie à la conception moderne du progrès », même s'il convient d'identifier une autre source, celle-là française, de la vision du progrès, peut-être initiée par Montaigne faisant sien le sens moral du mot latin progressio, le « chemin vers la vertu ». »

— Pierre-André Taguieff, L'idée de progrès. Une approche historique et philosophique.

### Critique du progrès
Selon le Dictionnaire d'économie et de Sciences sociales (1993), le terme est à la source d'ambiguïtés, voire de confusions :

« Concept central de la pensée des Lumières et des courants évolutionnistes, le progrès incarne la croyance dans le perfectionnement global et linéaire de l'humanité ; la société, tout en se développant, évolue vers le "mieux" : augmentation des richesses, progrès scientifique et technique… mais aussi amélioration des mœurs et des institutions, voire progrès de l'esprit humain. […] En réalité, rien n'assure que le progrès économique entraîne mécaniquement le mieux-être. »

De fait, depuis son émergence au XVIIIe siècle, le terme a été très diversement interprété, évoluant de l'éloge à la critique acerbe.

## Histoire de la notion jusqu'auXXesiècle
La notion de progrès a été diversement interprétée selon les époques, mais peut globalement se comprendre comme une combinaison de « progrès moral »; « progrès social », « progrès scientifique », « progrès technique », « progrès spirituel » et - à partir du XVIIIe siècle - de « progrès économique » (on parle alors plutôt de « croissance économique »).
Toutefois, elle ne naît pas ex nihilo mais a partie liée avec celle d'évolution. Il y a lieu donc de remonter non seulement aux origines mêmes de l'histoire de l'humanité mais aussi à ce qui précède celle-ci.

### Avant l'humanité

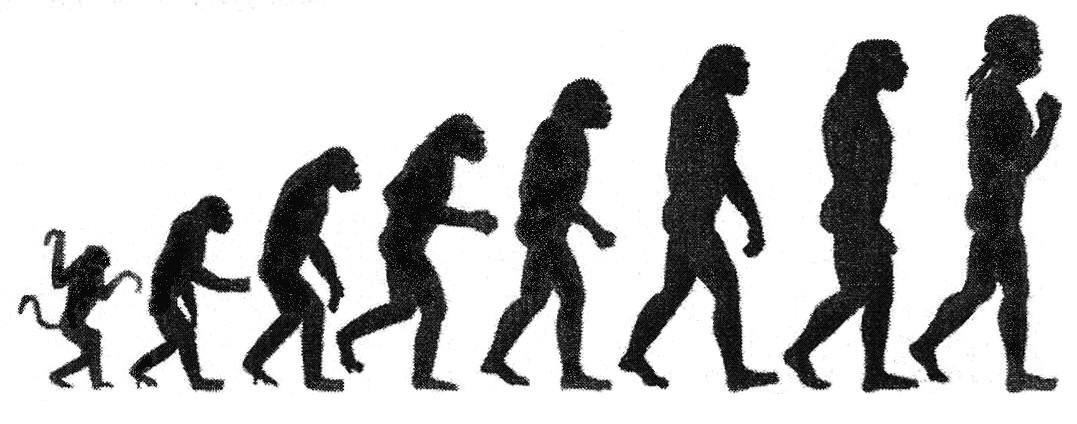
Schéma caricatural inexact de la Marche du Progrès, telle qu'imaginée en 1965 par le paléoanthropologue Francis Clark Howell.

Pour cette période, la notion de progrès n'a vraiment été débattue qu'à partir du XIXe siècle, avec la nouvelle conception de ce qu'est un progrès à l'époque, notamment après 1859, quand le paléontologue Charles Darwin a fait connaître ses théories sur la sélection naturelle et l'évolution des espèces et que le questionnement sur les origines de l'humanité est devenu de plus en plus collectif : la fameuse phrase « l'homme descend du singe » (qui caricature la pensée de Darwin mais qui n'est pas de lui) a choqué un moment bon nombre de gens et, encore aujourd'hui, au-delà des milieux créationnistes, reste débattue[réf. nécessaire]. Afin d'évaluer la différence d'échelle entre « évolution » (biologique) et « progrès » (culturel), « pour comprendre notre nature, notre histoire et notre psychologie, il nous faut entrer dans la mentalité de nos ancêtres chasseurs-cueilleurs » et même rappeler brièvement quelques données relatives à la vie sur Terre avant l'apparition de l'homme.

### Préhistoire
À la préhistoire avec l'invention d'objets par l'homme, la distinction avec les autres groupes d'animaux se fait ; naissance de l'artisanat, progrès dans le mode de vie. Une progression se fait par l'invention de l'art : l'art rupestre et l'art d'enterrer les morts ; À cause de sa large diffusion, progrès non discuté sur l'évolution du groupe humain rassemblé, mais problématique encore au XXIe siècle sur ce que cela représente : peut-être un repère temps, ou des repères de ressources.

### Antiquité

#### Civilisation post-préhistorique sumérienne
Progrès non discuté par l'apport de l'écriture, de la numération sur des groupes humains qui se sédentarisent. Et apport de la musique jouée et écrite. La guerre est alors définie comme un système de régulation de conflit entre groupes armés associant le progrès technique acquis sur les armes et engins qui servent à se déplacer : cela sera l'art de la guerre comportant les chants guerriers. L'échange d'objets existe pour les sédentaires ce qui progressera vers le commerce.

#### Civilisation grecque

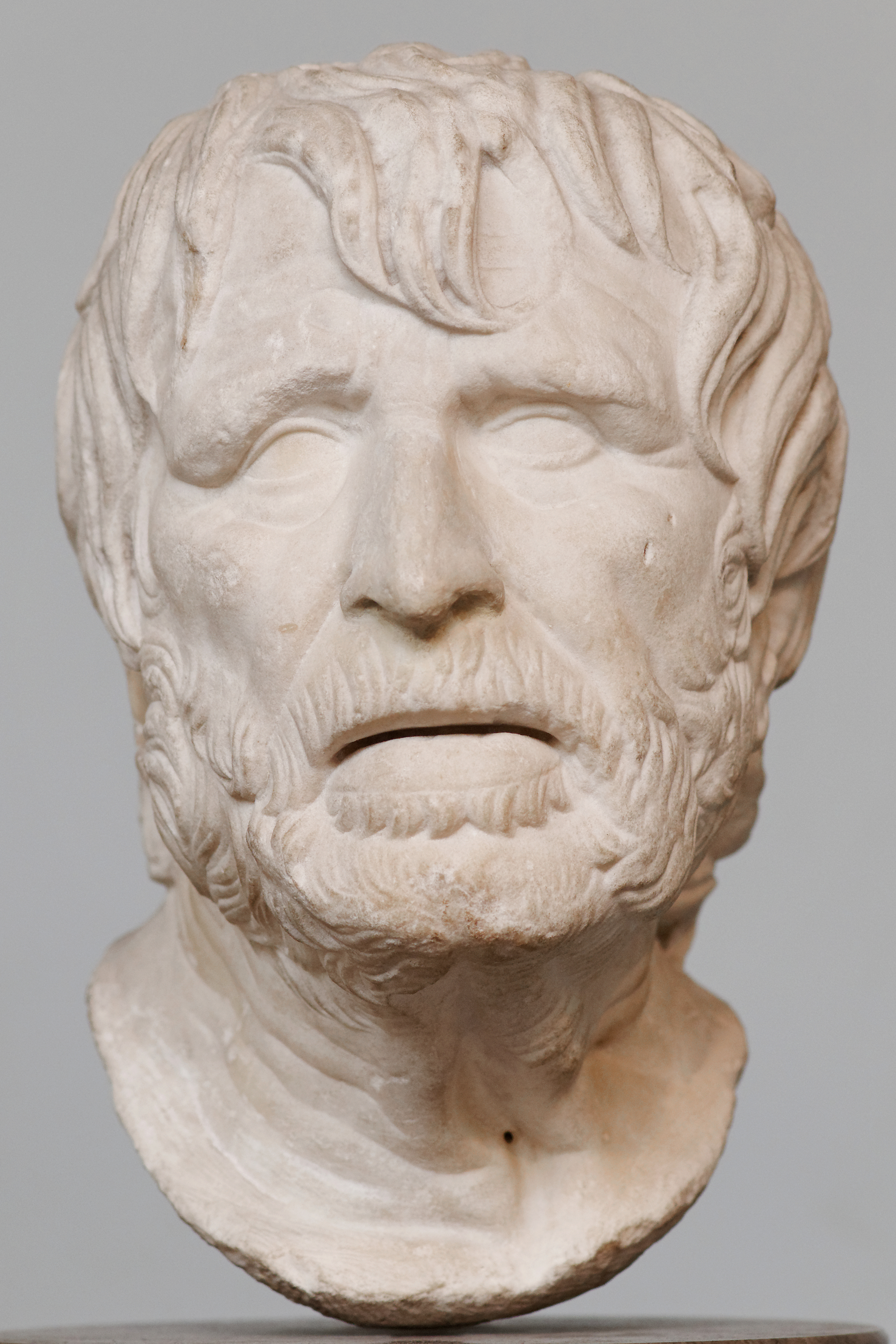
Buste d'un philosophe parfois attribué à Hésiode.

Alors que sont établies différentes structures de pensée correspondant à la progression des Villes-états et leurs moyens économiques, progression relativement semblable dans les régions-nations d'Inde, de Chine, d'Arabie et du pourtour méditerranéen. Pour l'Occident, la culture grecque est majeure. L'historien Jacques Le Goff voit dans les poèmes didactiques d'Hésiode (VIIIe siècle av. J.-C.) les premières grandes réflexions sur l'évolution de l'humanité.
La figure de Prométhée sera régulièrement interprétée comme emblématique de la malédiction qui résulte de toute volonté de puissance et des risques que celle-ci, immanquablement, fait courir à l'humanité,.

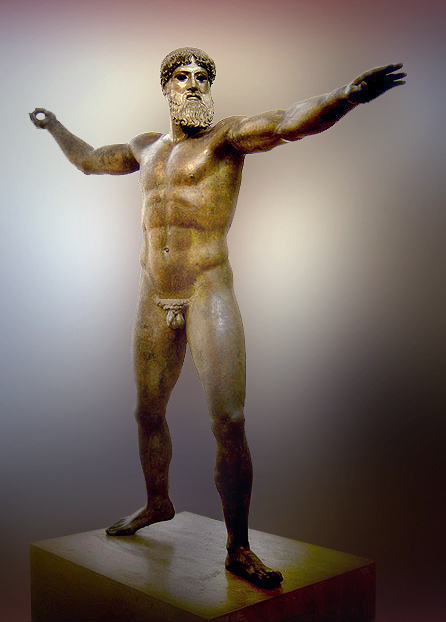
Le Dieu de l'Artémision,

En Grèce, un renversement des valeurs se produit entre le VIIe siècle av. J.-C. et le Ve siècle av. J.-C. Les sciences grecques constituent l'expression d'une véritable pensée rationnelle et logique, elle-même fondée sur la capacité d'abstraction. La période des Présocratiques premiers philosophes marque le passage de la pensée mythique à la raison par la maitrise de soi : à la place des légendes expliquant la création du monde ou les phénomènes naturels, on formule des théories avec des arguments qui sont dans une logique définissant le corps civique. Du reste, Thalès, Pythagore, Héraclite, Parménide, Hippocrate, Démocrite sont à la fois mathématiciens, physiciens aussi bien que  médecins : sciences et philosophie s'alimentent respectivement, au point qu'il est difficile d'établir une frontière entre les deux domaines. Il est d'usage de qualifier de « miracle grec » cette fusion,.

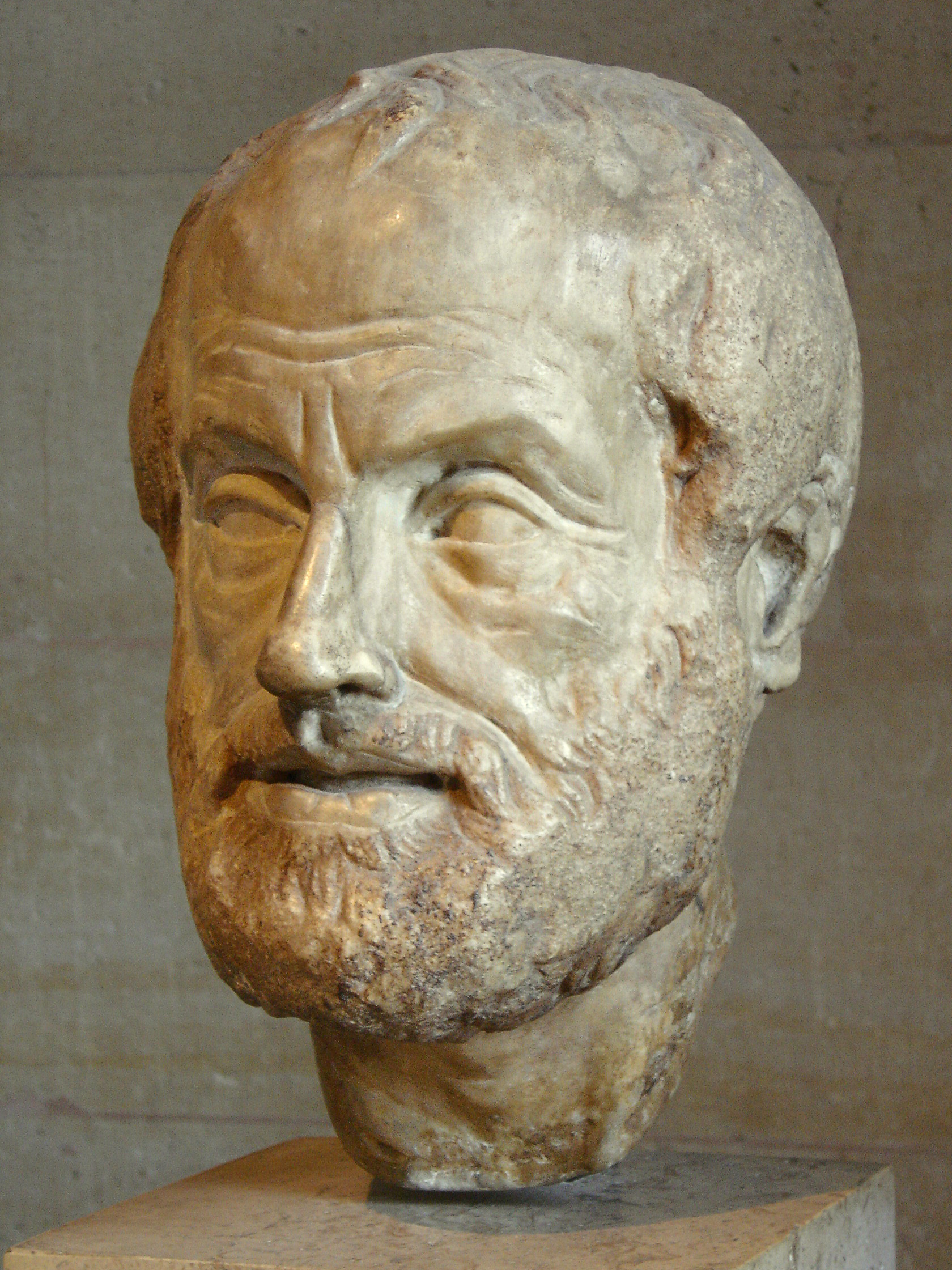
Aristote s'efforce de concilier la réflexion sur la pensée humaine et la connaissance scientifique du monde sensible.

Se fondant sur les recherches de l'historien des sciences Abel Rey, Jacques Ellul considère que, chez les Grecs, à la différence notable de ce que l'on observera plus tard dans la civilisation romaine, le progrès scientifique ne s'accompagne nullement d'un progrès technique ; du moins, pas dans les mêmes proportions : 

« (Certes), les Grecs sont les premiers à avoir une activité scientifique cohérente (...) mais il se produit alors un phénomène qui n'a pas fini d'étonner l'histoire : c'est la séparation presque totale entre la science et la technique. (...) Les besoins matériels sont méprisés, la recherche technique apparaît indigne de l'intelligence, le but de la science n'est pas l'application mais la contemplation. Platon se refuse à tout compromis d'application, même pour faciliter la recherche scientifique. C'est l'exercice de la raison la plus abstraite qui doit seul être conservé. »

#### Civilisation romaine
Née au VIIIe siècle av. J.-C. avec la fondation de Rome et son patriarcat, la civilisation romaine s'est manifestée sous trois régimes successifs :  
1. La monarchie (jusqu'au Ve siècle av. J.-C.) ;
2. La République (du Ve au Ier siècle av. J.-C.), caractérisée par une séparation des pouvoirs législatif et exécutif ainsi que par un système juridique élaboré et une administration très hiérarchisée ;
3. L'Empire (du Ier au Ve siècle), période durant laquelle les Romains dominent l'ensemble du monde méditerranéen et de l'Europe de l'Ouest par la conquête militaire, puis l'assimilation des élites locales avec l'obligation pour celles-ci d'une conception du monde nouvelle (langage, écriture, monnaie).

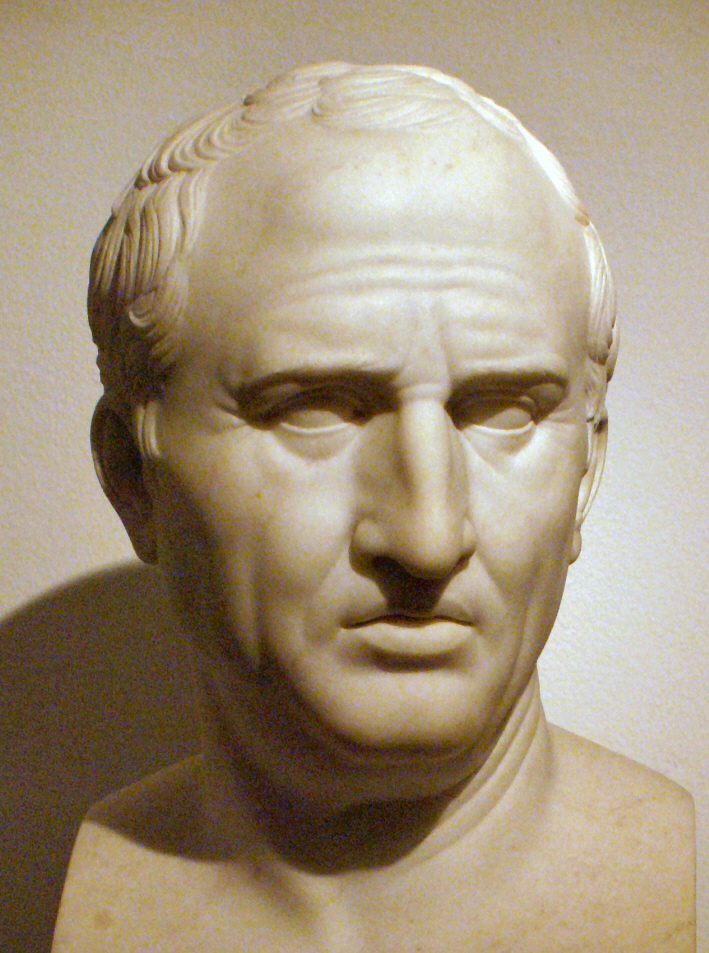
Buste de Cicéron.

L'idée de progrès émerge principalement durant la République, soit du IIIe siècle av. J.-C. au Ier siècle av. J.-C., selon Antoinette Novara « une maxime unique pourrait résumer les idées de la Rome républicaine sur le progrès : le progrès fait la dignité de l'homme » (il devient un dignitaire de l'institution romaine selon l'idée de l'autorité acquise et pas selon le concept actuel de dignité) avec « obligation imposée à la République de prendre le relais de la civilisation grecque ».
Pour A. Novara, tout d'abord Ennius « semble avoir conçu de façon grandiose la marche de l'humanité vers toujours plus de lumière; il a choisi de raconter l'histoire de la cité qui de son temps prenait la tête des hommes dont le souci est le progrès ». L'idée réapparait chez Caton l'Ancien par l'équilibre des « trois pouvoirs » indépendants, une constitution de la République décrite dans Origines (en). Et Lucilius de son côté rend compte de « progrès de la raison dans la mentalité religieuse en tant que fondement du développement moral et de l'avancement dans la vertu ». A. Novara reprend la notion de progrès vécu et déclaré dans les écrits de Cicéron, Lucrèce, Varron, Salluste, Horace, Virgile — qui introduit « le bien et le mal » —.
C'est principalement chez Cicéron, spécialiste du droit romain, — le premier à avoir utilisé le terme humanitas — que se révèle l'idée que l'humanité se façonne. L'humanité s'améliore dans le développement même de la civilisation; les progrès matériels et intellectuels servent une promotion spirituelle en humanité, la culture est nécessaire à l'épanouissement de l'humanité en chaque individu. L'optimisme de Cicéron est tempéré par Lucrèce et Varron. Lucrèce met en garde les hommes contre la bestialité qui sommeille en eux. Varron fixe la date de naissance de la civilisation de Rome, tout comme le fait Pictor, et il analyse les objets d'art dans leurs formes et significations (« Antiquitates rerum »). Varron est, pour A. Novara, « partagé entre la conviction que, depuis son enfance, les mœurs des magistrats et des particuliers s'étaient relâchés et son admiration pour les progrès de la civilisation [.  Partagé aussi par] sa passion pour l'idéal de l'humanité que faisaient concevoir les progrès accomplis par les hommes depuis leur apparition sur la terre ». Saluste dans les années du général César considère que « c'en est fini pour Rome de ses progrès, que ce qui est là c'est la décadence et la crise ».
Horace de son côté prétend que le seul progrès existant est dans la littérature et ne voit que « la décadence et l'horreur ».
Le modèle économique constaté est apporteur de progrès — (dans la notion établie à partir du XVIIIe siècle) —. Avec le corps civique libre (plèbe qui peut être aisée) en plus de la population d'esclaves, il est peu différent du modèle grec : la différence du modèle impérial romain des comptoirs (« emporia ») du temps d'Auguste (par rapport aux comptoirs Phéniciens précédents) s'applique à l'exploitation des ressources naturelles avec le service de la monnaie métallique, selon eux un progrès inconnu des primitifs ; Cela est rapporté par Strabon qui considère ce modèle comme « pérenne et universel » et, pour lui, ce sera le terme « historique du processus de développement des sociétés » avec son « art de la paix ».

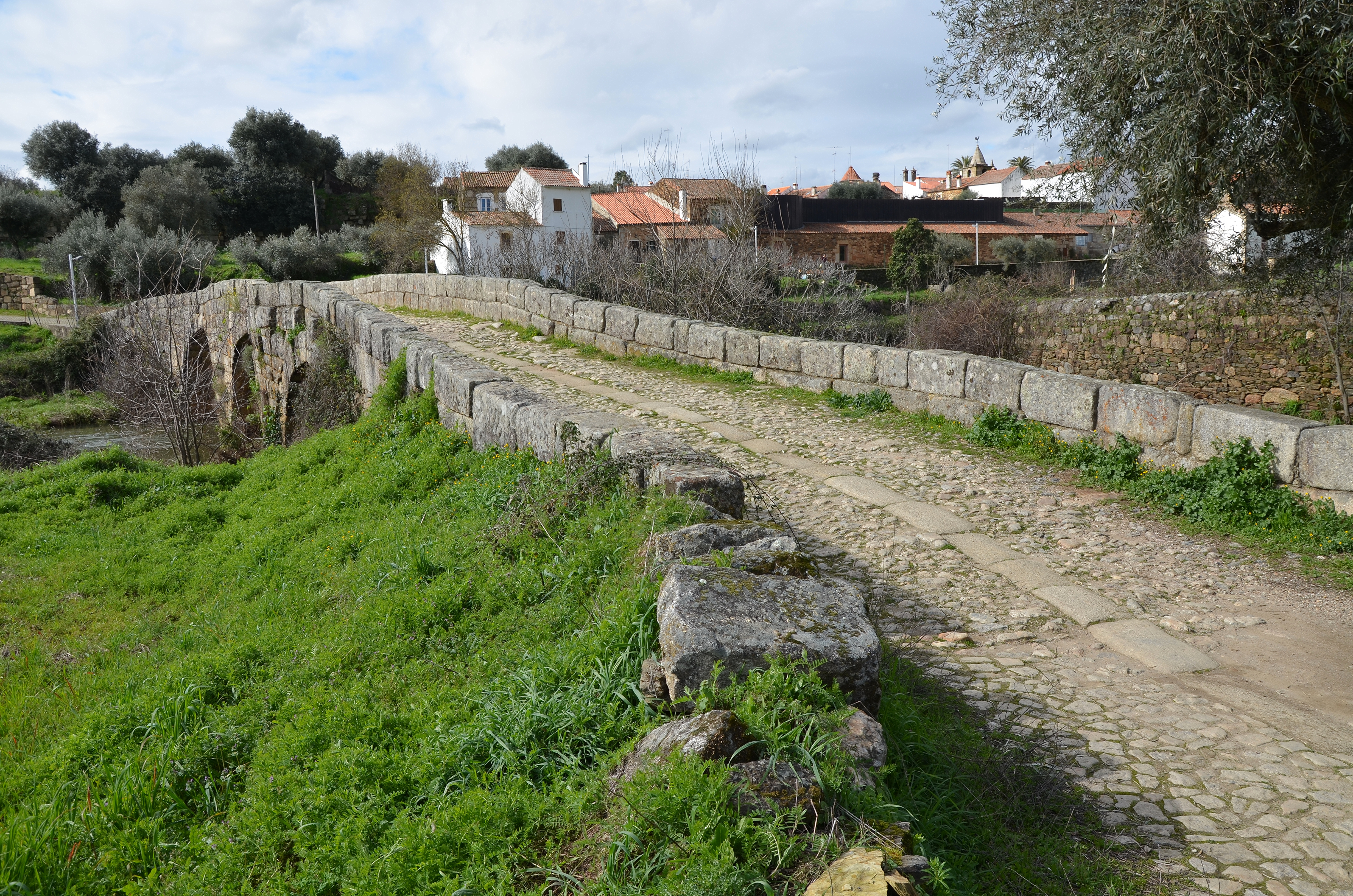
Voie romaine passant sur un pont au Portugal.

Cette paix romaine montre le progrès établi par les romains dans l'équipement méthodique de régions : « d'anciens érudits de la République romaine laissèrent des écrits détaillés de la conception des voies, de l'attribution des contrats à leur construction » pour la circulation pavée généralisée dans le grand réseau de l'empire; ils y ajoutèrent des aqueducs qui approvisionnent les grandes cités. Des théâtres, places de marché, lieux de culte y sont ajoutés ; cela est fait au moment même où la propriété foncière et immobilière individuelle et la propriété foncière et immobilière collective est établie (où l'urbs n'est pas encore un individu moral possédant un patrimoine — au contraire de la ville actuelle —, mais une entité distincte des autres personnes bénéficiant d'avantages impératifs sur les autres tenants).
 Et les procès (à partir du droit romain coutumier « du sacré avec rites et sacerdoces », « du public [le profane autonome de la religion et du politique] avec magistrat » ) pour attribution à un individu sorti de la prime enfance du statut de personne ou de chose (« res ») sont des démarches possibles,.
 Cet avancement de la mentalité concernant l'espace géographique sous « propriété », cette possession légale définie ainsi, constitue la base des jugements pour les délits constatés de vol et amoralité et des meurtres à la façon des légendaires Romulus et Rémus : il s'inscrit complètement dans le temps comme un progrès et devient générique pour l'Occident.
Le tout est fait en langue latine : « Les langues vernaculaires ne furent plus le véhicule unique des échanges ; le latin s'imposa comme le langage commun, mais non pas exclusif. L'habit traditionnel fut concurrencé par la toge et la tunique que portaient les représentants du pouvoir romain, les citoyens romains immigrés ou naturalisés, lors des cérémonies officielles. L'administration de la justice et le principe de la protection des citoyens romains éloignés de leur patrie appelèrent l'introduction de nouvelles règles de droit et de gouvernement, dans le but proclamé de faire reculer la barbarie et d’assurer la liberté et la sécurité de chacun », un progrès social usuellement appelé la romanisation ».

#### Judaïsme

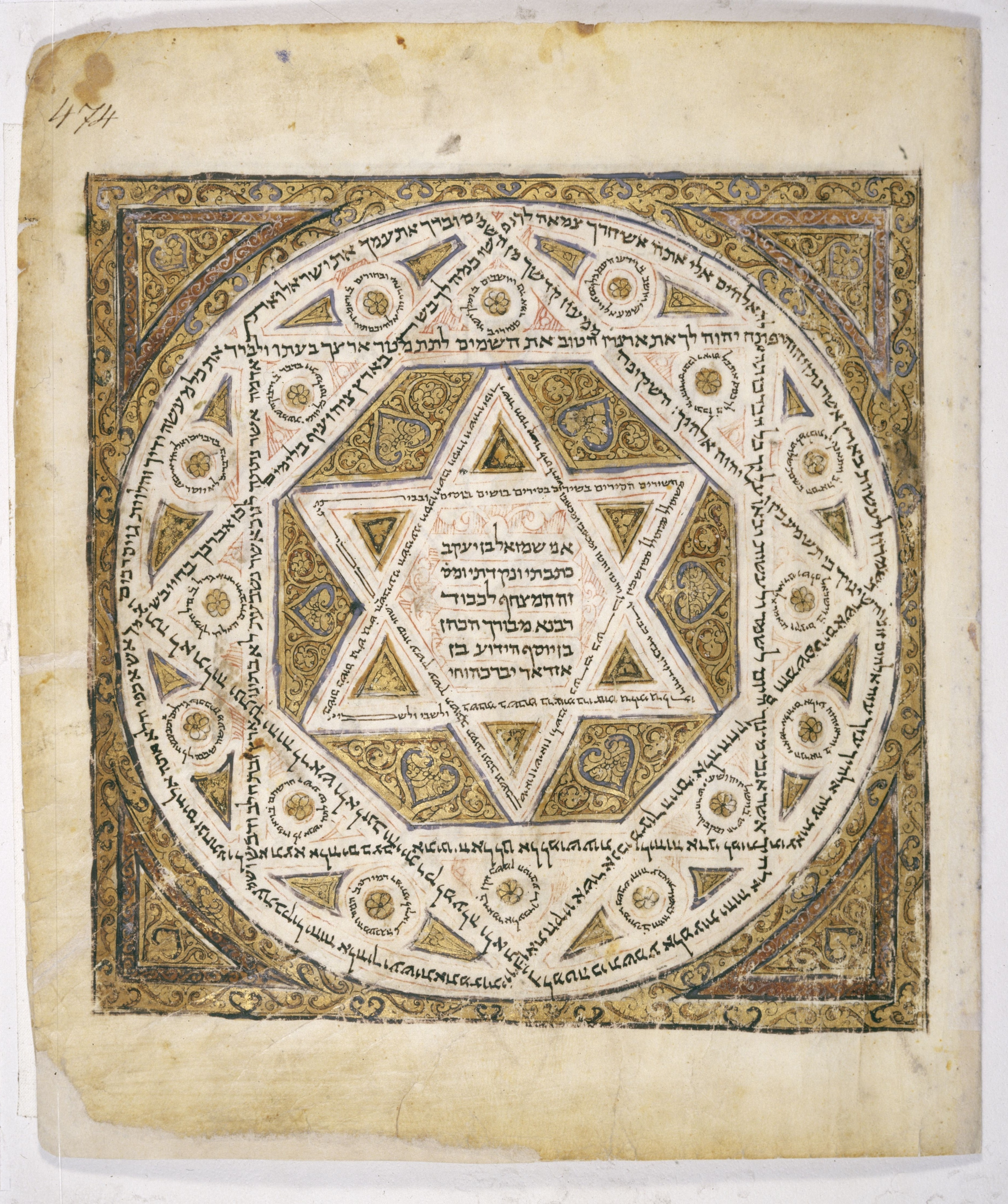
L'étoile de David, symbole du dialogue homme-Dieu tel que conçu par le judaïsme.

La pensée juive est entièrement axée sur l'idée de progrès moral. Dans son Essai sur l'histoire de l'idée de progrès, en 1910, Jules Delvaille écrit : 

« Si le progrès était davantage inscrit dans la civilisation latine que grecque, il l'était encore plus dans la société hébraïque durant les derniers siècles de la royauté juive et pendant la captivité de Babylone. Durant cette période de décadence, la parole appartenait aux prophètes, qui défendaient leur foi en un avenir – terrestre – meilleur, comme pour conjurer un présent peu amène. En élevant la voix, ils prouvaient l'importance de l'idéal et annonçaient le triomphe de la morale, moyen de renouer avec Dieu. »

 Plus récemment, en 2000, le philosophe Michel Lacroix estime lui aussi que le progrès (formulé en termes de providence) trouve ses racines dans la religion juive et doit être compris comme un « progrès moral », une éthique. Il y a en quelque sorte « progrès » quand il y a capacité à tirer parti du mal pour accéder au meilleur :

« La Bible met en œuvre une dialectique de la transformation du mal en bien, qui constituera la racine de la pensée occidentale sur le mal. On la retrouvera dans les théodicées et les philosophies de l'histoire. Elle sera l'un des piliers de la théorie du progrès. »

#### Christianisme
Selon l'essayiste Jean-Claude Guillebaud, les idéaux progressistes formulés par la modernité sont l'héritage du message chrétien :

« L’idée de progrès humain, d’amélioration du monde, est incompréhensible sans référence à l’espérance chrétienne et à sa source originelle qui est le prophétisme juif. De la même façon, le concept d’égalité, qui paraît si naturel à quiconque, trouve son origine dans le monothéisme – les créatures humaines égales sous le regard d’un Dieu unique – et plus précisément dans l’Épître aux Galates de Paul. La liberté individuelle elle-même – qu’on tend à dévoyer en « individualisme » – est une invention chrétienne, si on peut dire. Elle n’existe pas dans les autres grandes civilisations, qu’elles soient chinoise, indienne ou précolombienne. Elle était étrangère aux Grecs et n’est pas reconnue par l’islam. »

### Moyen Âge
La notion de progrès, sa conception, est pour le moins discrète durant tout le Moyen Âge, raison pour laquelle celui-ci est d'ailleurs souvent considéré comme une période « obscure ». 

« S'il est un thème dominant dans l'idéologie et dans l'imaginaire des hommes du Moyen Âge, ce n'est sûrement pas l'idée de progrès mais bien son antithèse : la roue de Fortune, qui fait son apparition dans la Consolation de Philosophie de Boèce au Ve siècle pour dominer ensuite l'imaginaire médiéval. »

En réalité, le fait que l'idéologie progressiste ait émergé dans l'Occident chrétien suffit à prouver qu'au Moyen Âge, le rapport des gens d'Église à l'idée de progrès est plus subtil et complexe qu'il ne paraît. Ceci pour au moins deux raisons. Premièrement parce que l'idée même de salut dans l'Au-delà peut être interprétée comme un idéal progressiste. Certes, à l'inverse des sociétés modernes, le progrès n'est pas pensé sous un angle scientifique ou technique, mais il l'est en revanche en termes d'individus et de communauté, en termes éthiques : « Le concept de salut dans le monde médiéval n'a de sens que dans une perspective eschatologique : l'individu ne peut progresser que dans la voie du salut tout comme les sociétés, qui ne peuvent que viser le développement de la voie chrétienne dans le monde entier. (...) Le christianisme donne un sens à l'histoire (...) mais le mépris du monde implique le mépris du progrès matériel. Le seul but envisageable est le progrès moral, défini comme recherche du salut éternel. » La seconde raison pour laquelle les chrétiens ne se ferment pas tout à fait à l'idée d'un progrès matériel tient également au contenu de leur doctrine. Celle-ci est fondée sur le dogme de l'incarnation de Dieu dans le monde, ce qui sous-entend que celui-ci n'est finalement pas si méprisable que cela et que, pour l'aborder, les sensations et la raison sont à cultiver. Ainsi, au Ve siècle, Saint Augustin élève l'érudition au rang de vertu,.

#### Haut Moyen Âge

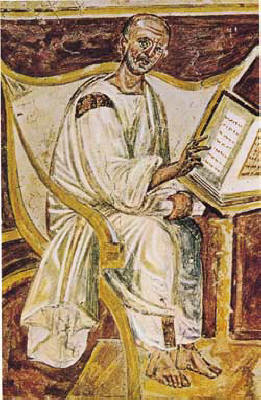
Le plus vieux portrait connu de Saint Augustin (fresque du VIe siècle, Rome).

Dans le Haut Moyen Âge comme le souligne la théologienne orthodoxe Julija Vidović, « l’anthropologie d’Augustin n’envisage jamais l’homme que dans la relation à son origine et à son terme », mais, précise t-elle, cette relation ne peut s'opérer que dans le cadre d'une relation de l'homme à Dieu.

« Quand [l’homme] prétend être comme Dieu, c’est-à-dire n’avoir personne au-dessus de lui, son châtiment est de tomber (...) dans ce qu’il y a de plus bas (...) En négligeant sa relation à Dieu, il perd ses forces et se trouve en position de ne plus pouvoir revenir en arrière. (...) Il se laisse entraîner et glisse du moins au moins en croyant aller du plus au plus, (...) il ne se suffit plus à lui-même et rien ne lui suffit, dès lors qu’il se détourne de Celui qui seul lui suffit. »

Selon Alain de Benoist, Saint Augustin est « le premier à tirer [du récit biblique] une philosophie de l'histoire universelle englobant toute l'humanité, celle-ci étant appelée à progresser d'âge en âge vers le mieux ».

#### Moyen Âge central
Stimulée au XIe siècle par l'émergence d'une classe d'intellectuels étudiant la culture antique (notamment l'École de Chartres), la chrétienté du Moyen Âge central vit au XIIe siècle un renouveau, une réforme de ses structures. C'est en jetant les bases de ce qui deviendra plus tard la philosophie de l'histoire que le moine cistercien calabrais Joachim de Flore, contribue alors à l'émergence de l'idée de progrès. Son influence sera très tardive : il est en effet « impossible d’affirmer qu’il a un impact déterminant dans la pensée médiévale ». En revanche, sa théologie sera très commentée au XIXe siècle. De même, au début de la seconde moitié du XXe siècle, elle influencera profondément les philosophes qui élaboreront les premières critiques de la modernité. Ainsi, dans son Histoire et Salut, en 1949, Karl Löwith estimera que « (son) historisme théologique » est la source de toutes les tentatives récentes pour « accomplir l'histoire ». Et la même année, le mythologue roumain Mircea Eliade dira que son œuvre se présente comme une « géniale eschatologie de l'histoire, la plus importante qu'ait connue le christianisme après saint Augustin. Un peu plus tard, Ernst Jünger, le considèrera lui aussi comme un précurseur de la philosophie de l'histoire. Et commentant récemment son « immanentisation de l’eschaton chrétien », le philosophe Robert Redeker dit que c'est sous son impulsion que « le progressisme est une sécularisation du christianisme ».

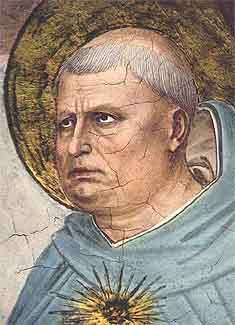
Thomas d'Aquin (représenté ici par Fra Angelico) confère autant de légitimité à la raison qu'à la foi.

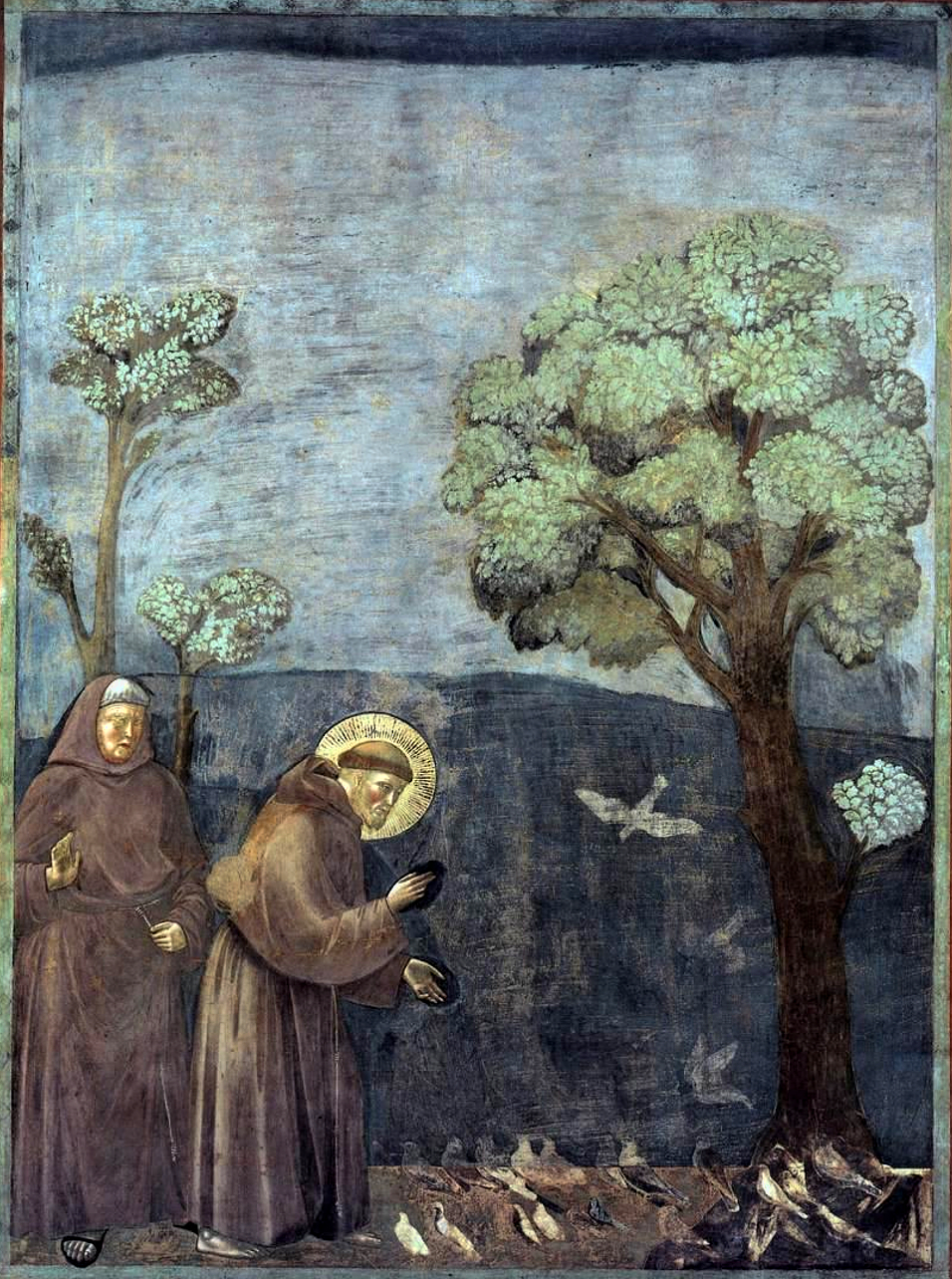
François d'Assise (ici vu par Giotto) incarne l'ouverture de l'Église au monde sensible.

Selon Toby Huff, c'est au cours des XIIe et XIIIe siècles, que l'extraordinaire fusion de la philosophie grecque, du droit romain et de la théologie chrétienne crée en Europe les conditions favorisant le développement de la science moderne en donnant une autonomie légale à une variété de corporations : universités, villes, guildes marchandes et groupes professionnels.
François d'Assise, par l'intermédiaire des récits relatant son rapport empathique aux animaux, valorise la sensibilité par rapport à la raison et confère à la nature une image franchement positive, qui se démarque radicalement de celle qui prévalait jusqu'alors et dont le récit de la Chute du paradis est le paradigme. Avec le franciscanisme, donc, le mouvement de sécularisation s'accentue : « le vocabulaire du progrès (proficere, percifere bonum, profectus...) est récurrent chez Bonaventure », ministre général des franciscains. Entré lui aussi dans l'ordre des franciscains, en 1256, mais critique à l'égard d'Albert le Grand.
Tout à la fin du siècle et au début du XIVe siècle, le peintre Giotto réalise à Assises une série de fresques relatant l'histoire de Saint François. Par leur degré de réalisme inégalé, de nombreuses générations d'historiens de l'art vont considérer ces peintures comme fondatrices de l'idée de progrès dans le domaine artistique.
Depuis ces deux entrées que sont la raison et la sensibilité, l'Église laisse alors le champ libre à ceux qui seront plus tard qualifiés d'humanistes,.

### XVesiècle
Ce changement dans l'histoire des idées résulte de plusieurs facteurs existentiels. Après plusieurs années de mauvaises récoltes puis une épidémie de peste qui élimine un tiers de la population européenne, l'économie connait une profonde mutation. La société s’est urbanisée (plusieurs villes comptent désormais plus de 40 000 habitants) et les premières compagnies internationales éclosent, appliquant de nouvelles techniques financières.

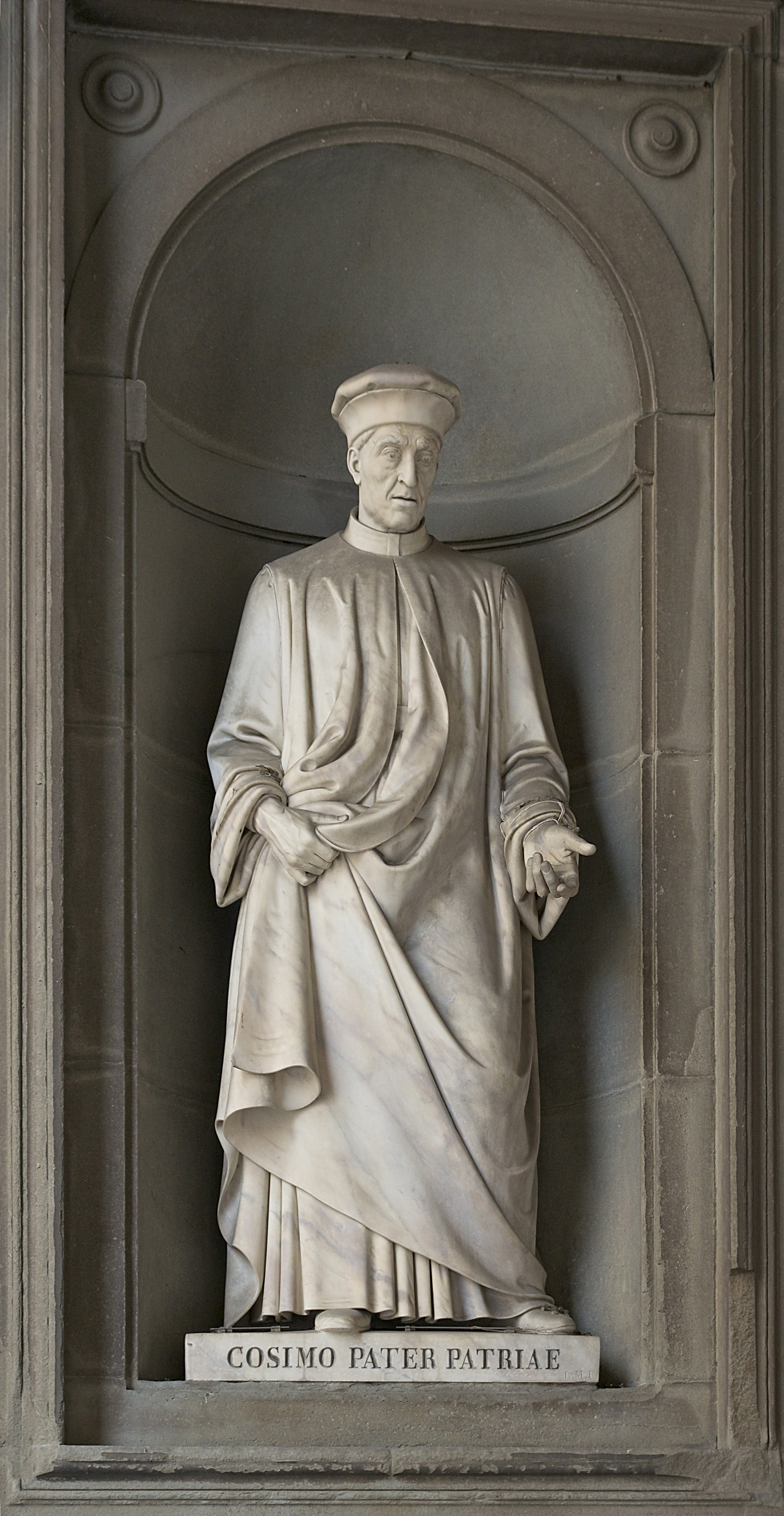
À la tête de Florence en 1434, le banquier Cosme de Médicis incarne l'ascension de la bourgeoisie dans la société européenne et l'imposition de ses valeurs (notamment la réussite sociale) en lieu et place des valeurs chrétiennes.

Les banquiers lombards, qui, dès les années 1250, ont institué la pratique du prêt bancaire contre intérêt, implantent des bureaux dans le nord de l'Europe. Leurs débiteurs sont des rois, des seigneurs et des commerçants soucieux de mener à bien différents projets. Ce passage d'une économie féodale au commerce de l’argent coïncide d'une part avec l’éclosion des États modernes (nouvelles instances juridiques, qui gagnent d'autant plus de légitimité dans l'imaginaire collectif que l'Église en perd, ébranlée par un schisme).
Apparue au XIIe siècle, la bourgeoisie prend en effet le contrôle total de l'économie, dont elle tire profit, et par voie de conséquence celui des grandes cités. Et ce faisant, elle impose ses propres valeurs tout au long du siècle : alors qu’auparavant le monde d’ici-bas était associé à l’image de la Chute du Paradis, il va peu à peu être approché de façon objective et être assimilé à un territoire à conquérir et maîtriser toujours plus et mieux. Et alors que, durant les siècles précédents, la chrétienté avait orienté l'idée de progrès vers l'intériorité (le salut de l'âme, la providence...), la bourgeoisie la projette désormais à l'extérieur : l'invention de l'imprimerie sera décisive, car elle va accélérer sensiblement la circulation des idées, provoquant toutes sortes d'autres transformations : non seulement d'autres inventions et les premières grandes découvertes (notamment celle de l'Amérique, à la fin du siècle), mais une réflexion de fond sur l'idée d'éducation.

#### Progresser, c'estfaire renaître
De par son caractère de représentation correcte de la réalité qui tranche avec l'art médiéval, la sculpture antique exerce une influence décisive sur la mentalité de la bourgeoisie naissante : elle attise chez celle-ci une volonté d'élaborer une vision du monde plus « réaliste » encore. L'un des événements les plus significatifs de cette démarche est l'invention du point de fuite (donc de la perspective linéaire) par le peintre Masaccio, à Florence, durant la seconde moitié des années 1420. Car si la capacité de restituer une image plus ou moins représentative du monde observé existait déjà dans l'Antiquité (par exemple dans les fresques de Pompéi, l'art copte ou, plus récemment, l'art hérité de Giotto...), c'est la première fois qu'un artiste utilise une méthode scientifique pour restituer cette image de façon aboutie, au point que, dès cette époque, l'idée de progrès pénètre fortement le monde de l'art,.
L'idée de progrès se caractérise également par l'accélération du processus de laïcisation, amorcé au siècle précédent à Sienne.

#### Technique «donnant des idées»
Dans les années 1450, l'Allemand Gutenberg invente un procédé aujourd'hui considéré comme l'une des plus grandes dates du « progrès technique » : l'imprimerie. Celle-ci va en effet jouer un rôle clé dans la diffusion des idées humanistes, en accélérant le processus vers l'Europe du Nord. Ainsi, grâce à elle, l'esprit de la Renaissance s'effectue en moins de deux générations dans les autres pays d'Europe.
C'est du reste un imprimeur bavarois, Mathias Roriczer, qui formule en 1486 l'idée d'un progrès continuel dans le domaine de l'artisanat et de l'architecture.

### XVIesiècle
En Italie entre 1520 et 1580 une manière nouvelle de peindre naît : le maniérisme. Les artistes s'autorisent alors toutes sortes d'entorses aux règles, les licences, comme de contorsionner ou allonger exagérément les corps. Ces transgressions contribuent à valoriser la subjectivité (l'artiste en tant que « sujet ») au détriment du motif représenté (l'« objet »). Pendant au moins quatre siècles, cette novation sera considérée comme un « progrès » par plusieurs générations d'historiens de l'art.

#### Rabelais et Montaigne

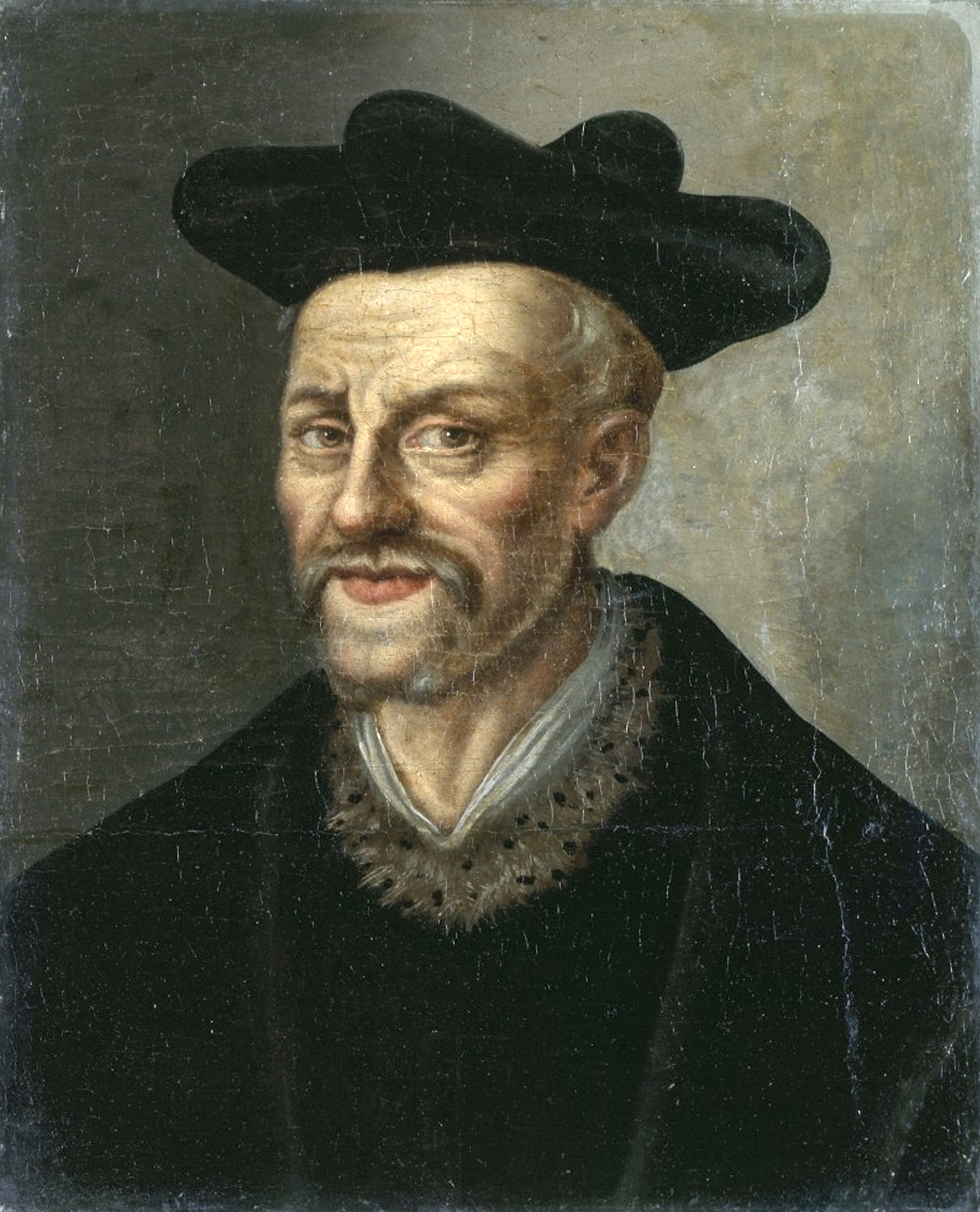
François Rabelais.

Actif à partir des années 1530, l'écrivain français François Rabelais joue un rôle substantiel dans l'histoire du concept de « progrès », ne serait-ce que parce que c'est à lui qu'on attribue le premier usage du mot en français.
Cinquante ans plus tard, son compatriote Montaigne confère également un sens moral au mot « progrès ». En 1588, il désigne par là une « transformation graduelle vers le mieux », un art de s'améliorer soi-même en pratiquant régulièrement l'introspection et le témoignage sans concession de sa vie.

### XVIIesiècle

#### Naissance de «la modernité»
À la fin du siècle, en Angleterre et en France, l'idée de progrès ne s'installe vraiment que par opposition à celle de conservatisme.

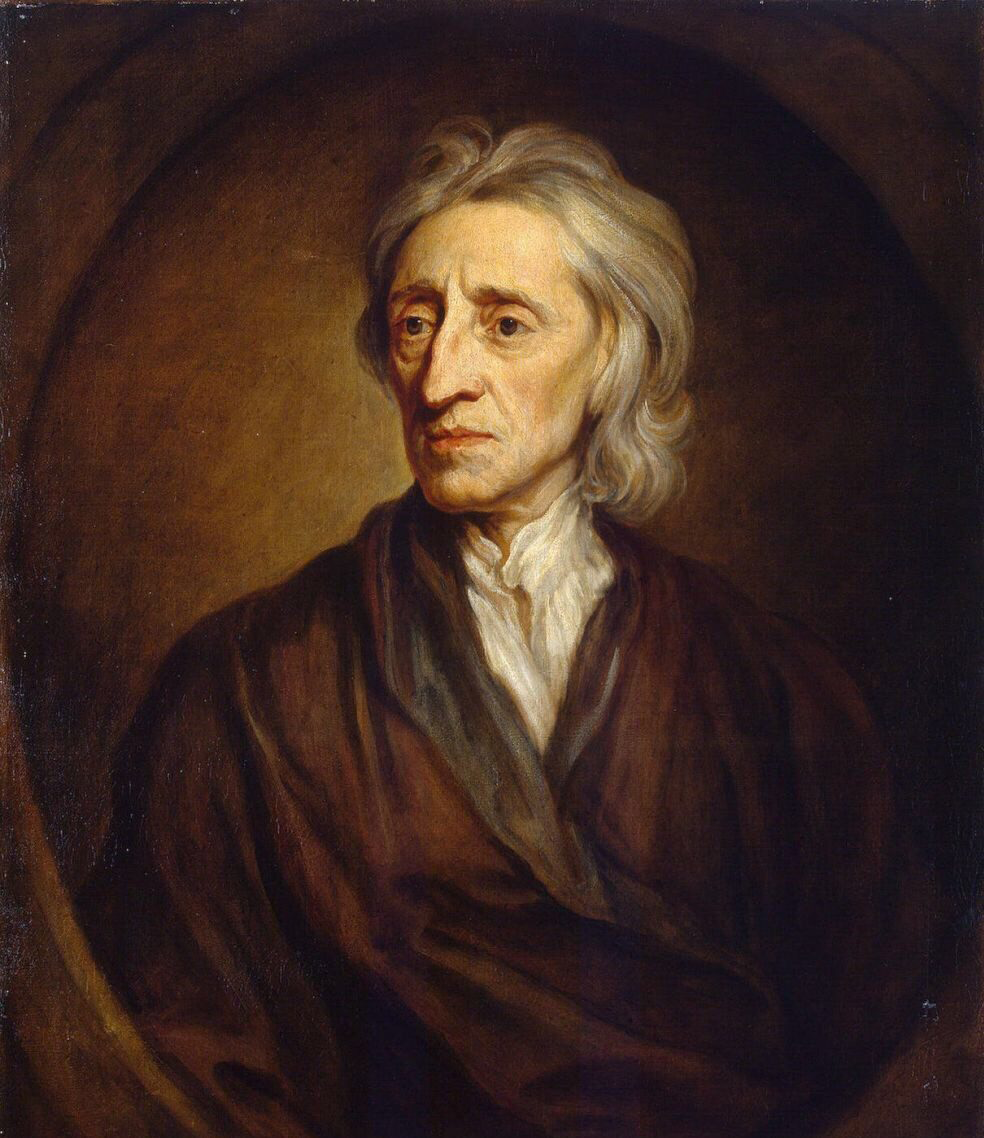
John Locke.

Selon l'essayiste Frédéric Rouvillois, la Querelle des Anciens et des Modernes, dans les années 1680, rend la question du rapport au temps centrale et décisive chez les intellectuels. Émerge alors véritablement le concept de progrès : on passe selon lui de l'idée d’un « monde traditionnel cyclique » à celle « d’un perfectionnement perpétuel »,.

### XVIIIesiècle
Durant la première moitié du siècle, plusieurs idées émergent ou se consolident (l'expérience, la liberté, le bonheur...) qui, peu à peu, sont aussi érigées en valeurs et qui seront ultérieurement considérées comme « les valeurs du progrès », celles de la bourgeoisie.

#### Valeurs du progrès

##### Liberté
Même si, dans ses écrits, Kant ne parle jamais explicitement de « progrès », l'idée de progrès est omniprésente chez lui mais il faut l'entendre alors comme un progrès moral et c'est précisément l'appétit de liberté qui en constitue la charpente. Ainsi que l'explique le philosophe Michel Lacroix, l'approche kantienne de la liberté (donc sa conception du progrès moral) relève d'une véritable théodicée :

« Selon Kant, ce sont les mauvais penchants qui font progresser l'humanité. Ils sont le combustible du progrès car, sans l'orgueil, sans la cupidité, sans l'esprit de rivalité et de domination, les individus n'auraient aucun motif d'agir, de se surpasser, de créer quoi que ce soit, et « toutes les dispositions naturelles de l'homme seraient étouffées dans un éternel sommeil ». Ainsi, dans la philosophie kantienne de l'histoire, le mal joue un rôle positif. Loin d'être un obstacle à la marche en avant de l'humanité, il est l'aiguillon du progrès et il remplit ce rôle en se transformant continuellement en son contraire. »

##### Travail
Jacques Ellul estime que l'idéologie du travail découle directement de l'idéologie du bonheur : dès lors que le bonheur est vécu comme une promesse, une sorte de paradis sur terre, l'équivalent de ce qu'était autrefois le salut de l'âme, l'effort pour accéder au bien-être matériel devient l'équivalent de la conduite vertueuse sous la chrétienté ; il est le prix à payer pour accéder au bonheur et ne peut être qu'érigé en valeur et devenir lui-même une idéologie à part entière.

##### Histoire universelle

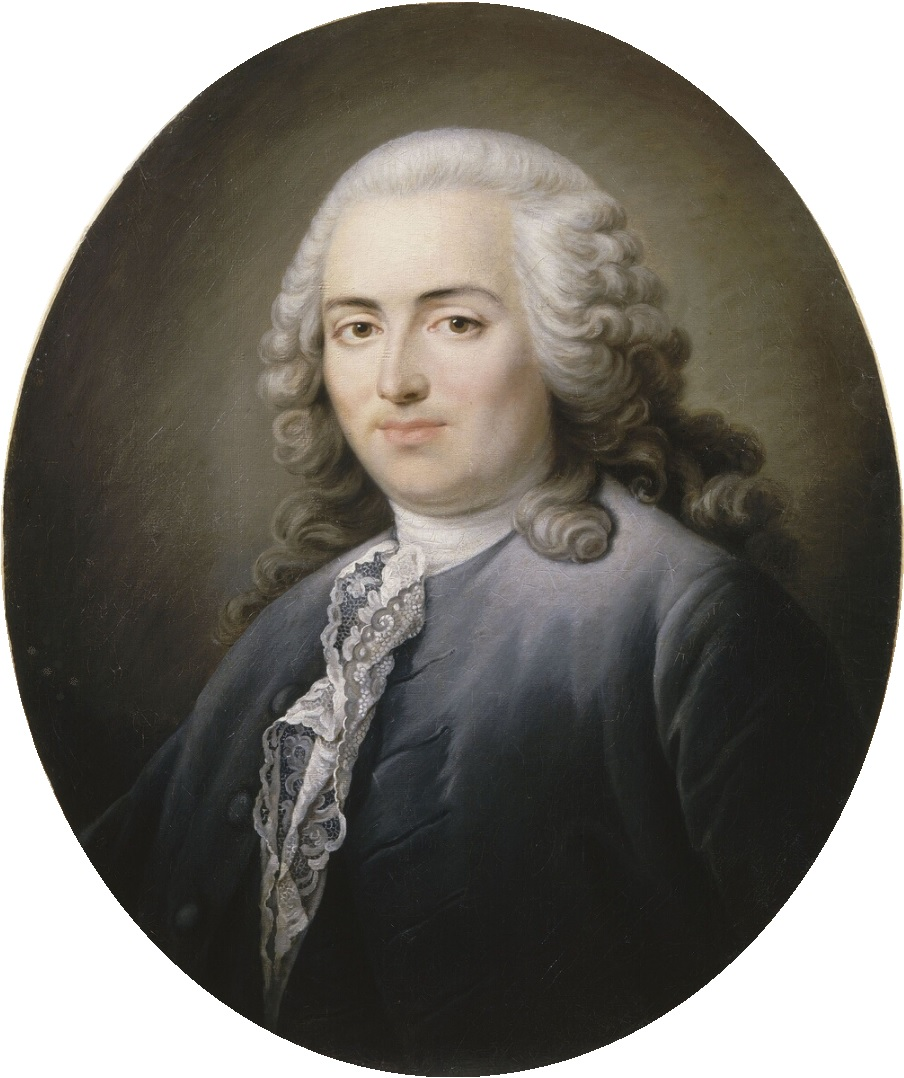
Turgot.

En 1750, Turgot, futur secrétaire d'État de Louis XVI, prononce un discours sur « les progrès successifs de l'esprit humain » et, l'année suivante, il écrit ces mots :

« L'histoire universelle embrasse la considération des progrès successifs du genre humain et le détail des causes qui y ont contribué. »

 Taguieff souligne que Turgot n'a d'autre ambition que de mettre un terme définitif à la conception de l'histoire qui prévalait encore à l'époque, axée sur le concept biblique de providence divine.

##### Universalité et démocratie

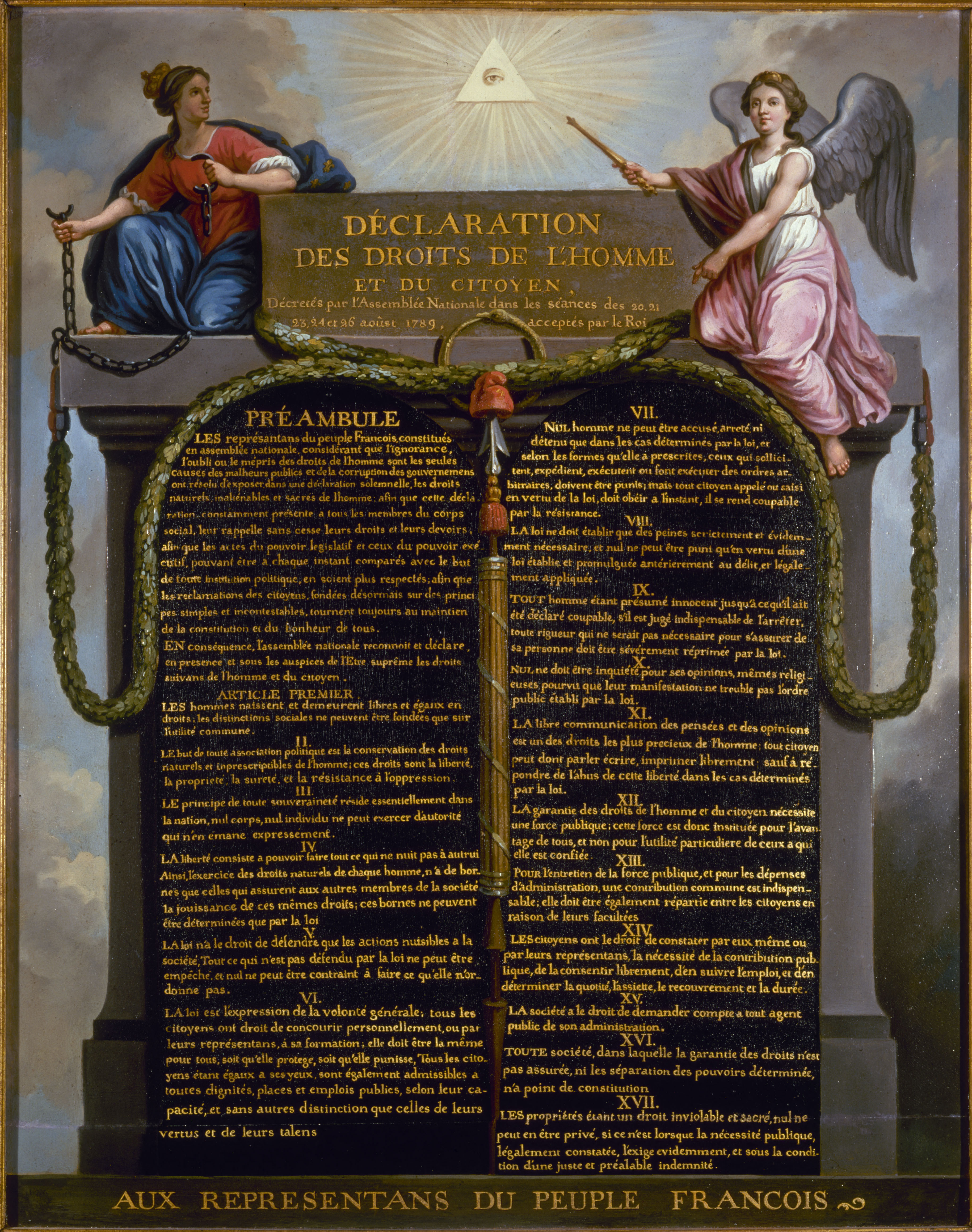
Déclaration des droits de l'homme et du citoyen.

Les philosophes des Lumières reprennent à l'Église la prétention à la vocation universelle : ils défendent l'idée selon laquelle les humains, étant supérieurs à toutes les autres créatures du fait qu'ils disposent de la raison et de la parole, peuvent s'organiser entre eux et s'accorder autour des nouvelles valeurs, en recherchant systématiquement le consentement de tous. Selon cette conception, les individus sont compris comme des éléments interactifs du tout qu'est la société (en ce sens, l'universalisme s'oppose à l'individualisme, qui considère les individus indépendamment les uns des autres).
Signée en 1789, la Déclaration des droits de l'homme et du citoyen est considérée comme l'acte fondateur de l'approche universaliste moderne, le symbole de référence du « progrès social » et le prototype de la Déclaration universelle des droits de l'homme au XXe siècle.
Élément clé de l'idéal progressiste, l'universalisme des Lumières sera plus tard analysé comme l'un des principaux fondements de l'ethnocentrisme européen moderne, justifiant toutes sortes de dominations, à commencer par le colonialisme.

#### Progrès défini de façon moderne
Alors que l'apologétique progressiste se développe au XVIIIe siècle, une critique s'ébauche en France en la personne de Jean-Jacques Rousseau. Dans son Discours sur les sciences et les arts, en 1750, il avance l'idée que tout progrès aboutit à la corruption des mœurs d'une société. Puis, cinq ans plus tard, dans son Discours sur l'origine de l'inégalité parmi les hommes, il considère que les écarts de richesse entre les hommes naissent et s'accroissent du fait de leur éloignement « progressif » de l'état de nature. C'est ainsi, estime t-il, qu'ils en viennent à défendre la propriété privée. Dans le même ouvrage, Rousseau indique comment il serait selon lui possible d'échapper à cet écueil. Introduisant le terme « perfectibilité » (qu'il définit comme « la faculté de se perfectionner » soi-même), il pense que c'est par cette faculté que les hommes pourraient sortir de leur « état primitif », de leur « condition originaire », et ainsi s'améliorer. Ce que Rousseau critique dans l'engouement de ses contemporains à vouloir transformer le monde, c'est le fait de ressentir cette volonté comme absolument nécessaire sans veiller, dans le même temps, à se transformer eux-mêmes, intérieurement.

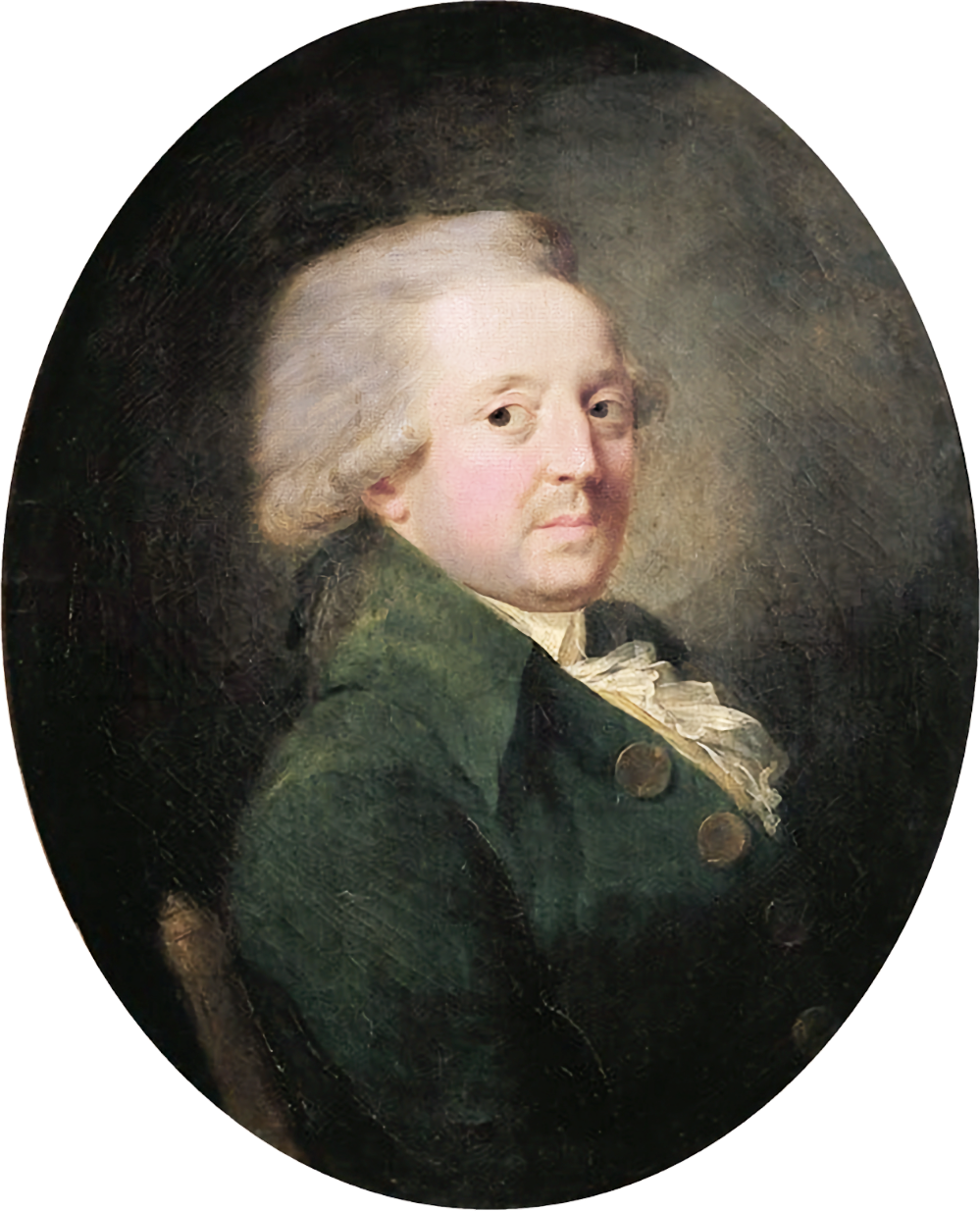
Nicolas de Condorcet.

Les éloges du progrès se raréfient durant l'épisode de la Révolution française, comme si la guillotine était un désaveu de l'idéal de tolérance professé par les philosophes des Lumières.
Selon Condorcet, estime la philosophe Catherine Kintzler, « un peuple qui ne se propose pas le progrès scientifique et technique, soit parce qu'il lui est hostile, soit parce qu'il en néglige l'importance, soit parce qu'il ne s'en donne pas les moyens, est nécessairement exposé à régresser et à tomber dans la servitude ».

#### «Progrès technique» et «intérêt général»

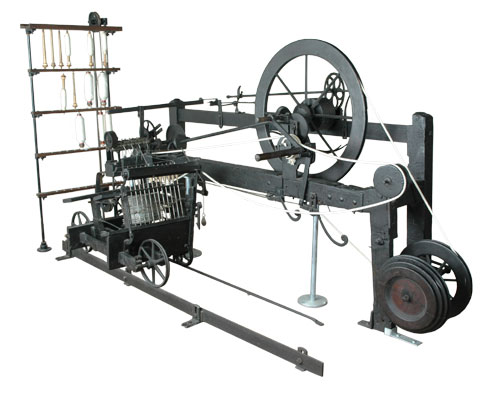
La mule-jenny, une machine à filer à énergie hydraulique inventée par Samuel Crompton en 1779.

Plus tard, Jacques Ellul assimilera le concept d'intérêt général à un moyen rhétorique utilisé par la classe bourgeoise pour imposer l'idée de progrès, quoi qu'il en coûte aux individus :

« L'intérêt général, c'est le progrès technique ; même s'il n'a rien à voir avec l'intérêt des hommes, même si l'entreprise est extrêmement douteuse, même si on ignore en définitive les résultats de ce que l'on entreprend. Du moment que c'est un progrès technique, c'est l'intérêt général. Ne disons pas surtout : « le progrès technique s'effectue dans l'intérêt général ». Cette formule générale permettrait encore la discussion. Non ! Dans l'esprit de nos contemporains, l'assimilation est entière : le progrès technique quel qu'il soit est en soi l'intérêt général »

### XIXesiècle

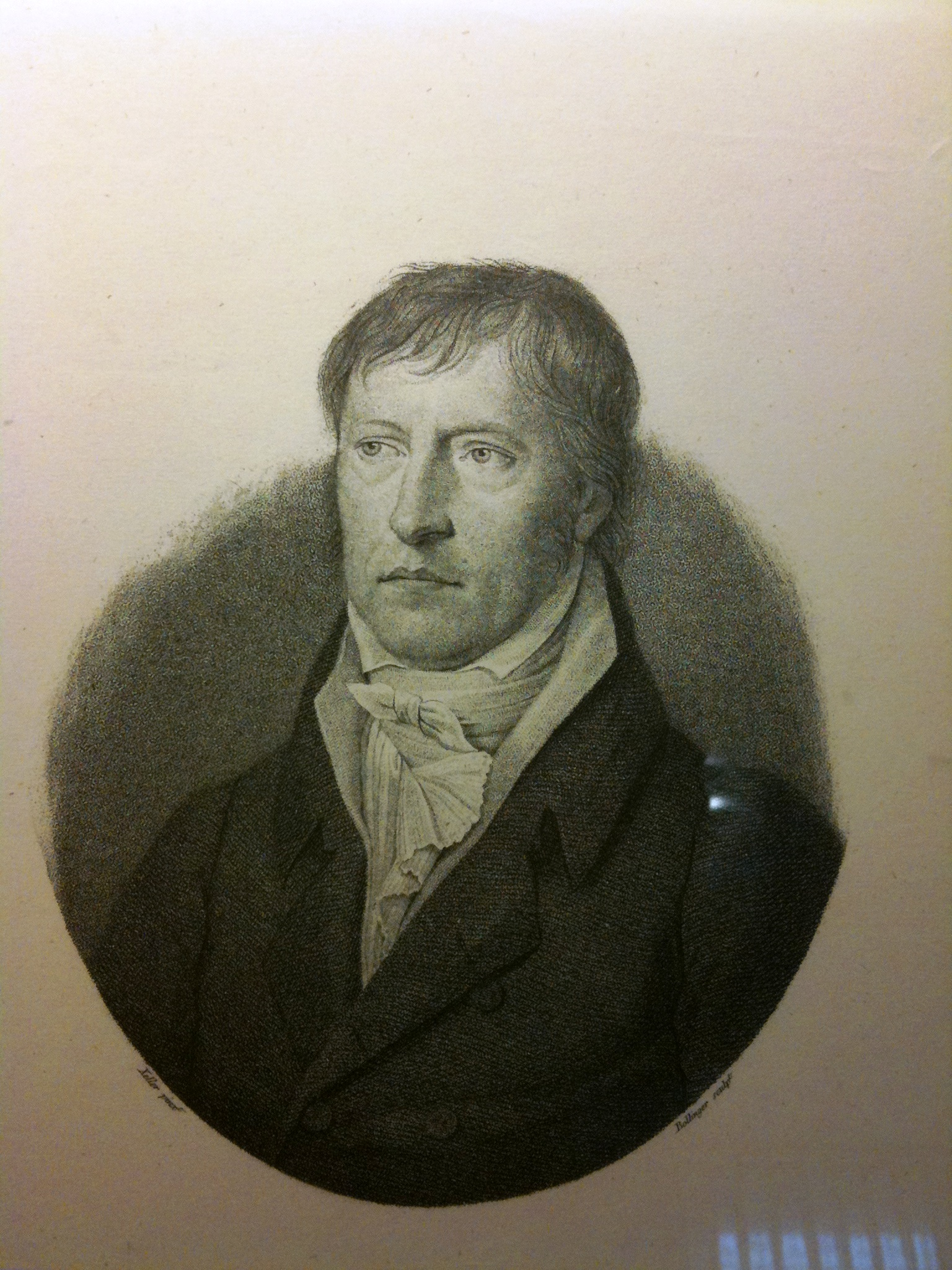
G.W.F. Hegel.

En 1807, parait la Phénoménologie de l'esprit de l'Allemand Hegel. Celui-ci considère que ce sont les idées qui mènent le monde, façonnent l'histoire, font progresser les hommes. Certes, tout au long de son cours, l'histoire est ponctuée de conflits et de guerres, mais Hegel estime que le progrès de l'histoire n'est pas linéaire mais dialectique (il se réalise par ses contraires). Comme Kant, il voit dans la déraison l'aiguillon du progrès. « Les deux penseurs (...) se rejoignent dans une même foi envers la dialectique du mal et du bien. Ils reconnaissent la valeur fécondante du négatif. Pour tous deux, le progrès repose, en dernière instance, sur un processus de métabolisation du mal en bien ».
La théorie hégélienne va toutefois être très vite démentie par les faits : du début jusqu'à la fin, le siècle se caractérise en effet par le façonnage incessant de l'environnement et surtout des villes par toutes sortes de machines ainsi que par la création de multiples réseaux : routiers, ferroviaires.

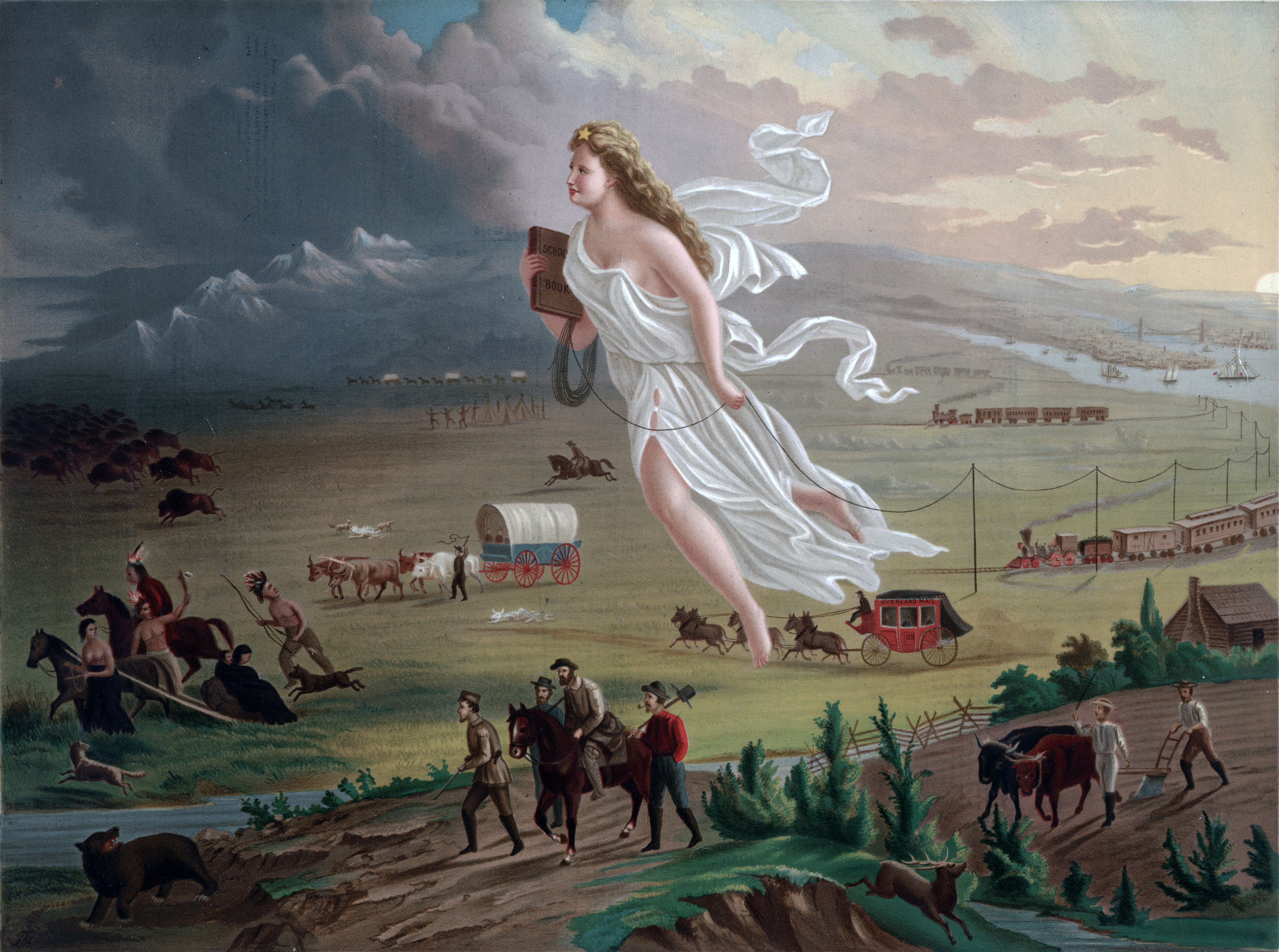
American Progress. Représentation de la conquête de l'Ouest américain en 1872 par John Gast.

Fort de cette légitimité et avec le soutien des milieux cléricaux et des populations, donc en toute bonne conscience, à partir des années 1870, les dirigeants des États « modernes » promulguent l'occupation d'un grand nombre de contrées à travers le monde (l'Angleterre victorienne et la Troisième République française s'installant principalement en Afrique et en Asie), vantant « le progrès » et le christianisme tout en s'appropriant les ressources naturelles et en exploitant les peuples.

#### De l'évolution au progrès

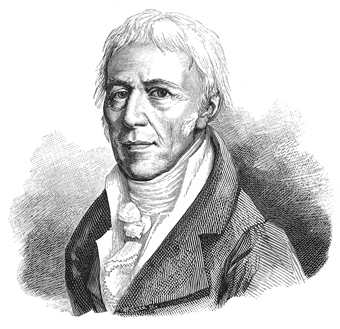
Jean-Baptiste de Lamarck.

Au tout début du siècle, un naturaliste français va, sans le savoir, contribuer à impulser considérablement le débat sur le progrès : Jean-Baptiste de Lamarck. Dans sa Philosophie zoologique (en) (1809), il développe en détail le concept d'évolution, l'idée que tous les organismes sont les produits d'un long et lent processus naturel de développement, et il associe cette idée à des théories sur l'humanité et ses cultures.
Mais s'il s'avise à considérer le monde animal comme « le miroir de ce qui arrive et doit arriver dans le monde des hommes civilisés », il ne tente pas pour autant d'ériger ce processus en paradigme d'une conception philosophique et morale de l'humanité. D'autres, en revanche, participant du climat scientiste ambiant, franchiront ce pas dans la seconde moitié du siècle, à commencer par l'Anglais Herbert Spencer (lire infra) et, en Allemagne, les premiers représentants du matérialisme scientifique : Vogt, Büchner, Moleschott...

#### Prosélytes du progrès

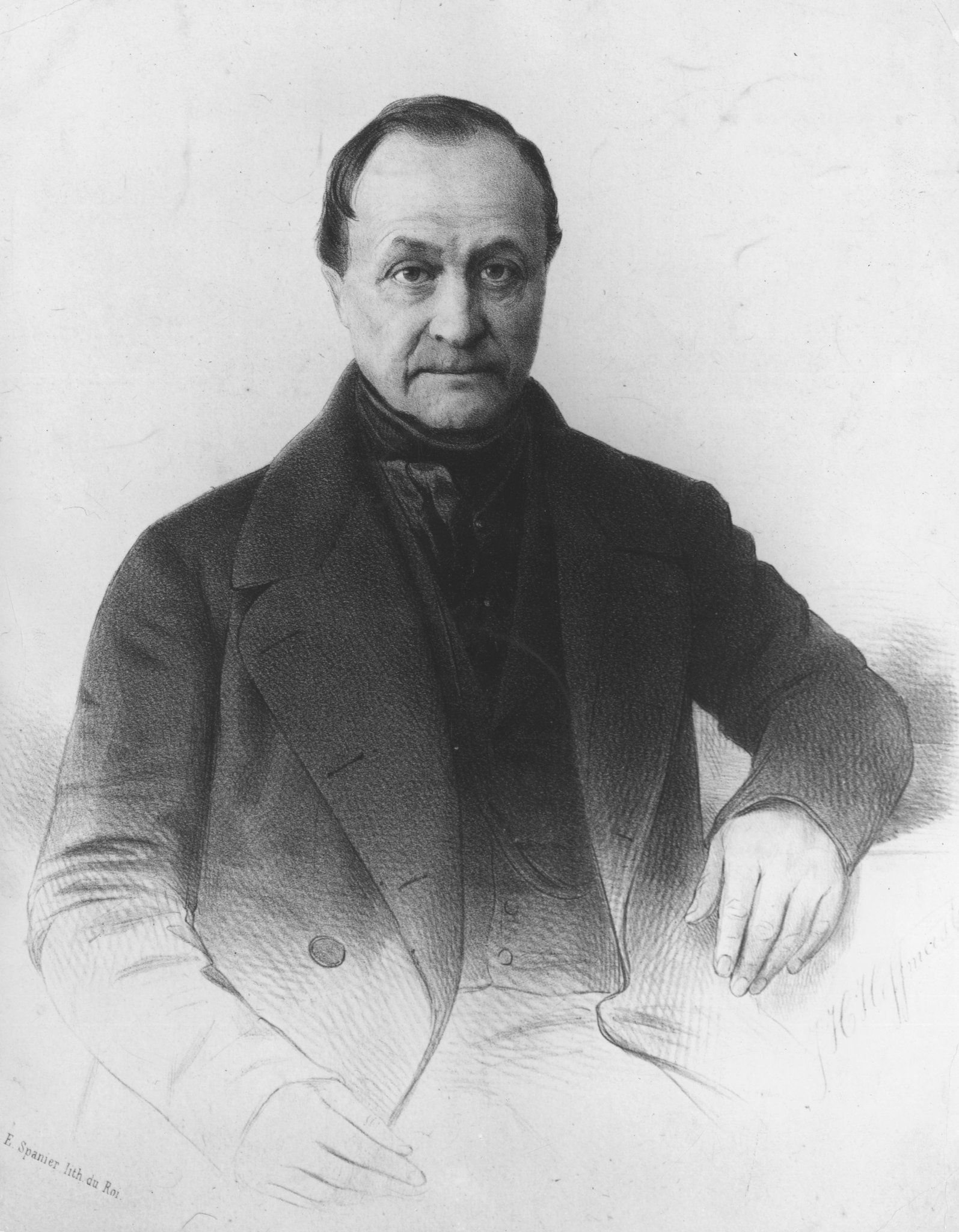
Auguste Comte.

Principal disciple de Saint-Simon dont il fut le secrétaire, Auguste Comte commence en 1822 à formuler sa « loi des trois états », selon laquelle chaque branche des connaissances, que ce soit au niveau individuel ou à l'échelle de l'humanité, progresse, passant par trois états successifs : théologique, métaphysique et positif. Il reprend cette théorie dans les années 1830 puis à nouveau dans les années 1840. Partant du principe que les humains ne peuvent subsister que dans un système de relations (la famille, le milieu du travail, la nation...) qu'il désigne sous le mot « ordre », il estime que « le Progrès est le développement de l’Ordre ». Sa « philosophie positive » est si influente que certains l'assimilent à une religion naturelle. La devise positiviste « L’amour pour principe et l’ordre pour base, le progrès pour but », qui figure sur la tombe d'Auguste Comte au Père Lachaise, rend compte de cette « religion de l'humanité » que Comte appelait de ses vœux.
Un des plus fervents défenseurs et prosélytes du « progrès » est un politicien socialiste Pierre Leroux, connu en 1851 pour sa « doctrine de la perfectibilité et du progrès continu ». Dans le sillage de Saint Simon et Comte, il confère à l'idée de perfectibilité un sens mystique, « la rédemption du genre humain par la réalisation de plus en plus grande de l’idéal ». Il devient alors un lieu commun que les intellectuels suivant la gauche parlementaire sont des « progressistes » réalistes quand ceux de droite ne sont que « conservateurs » idéalistes.
De fait, en 1853, l'anarchiste Pierre-Joseph Proudhon assimile « le progrès » au mouvement de l'histoire et se défend vigoureusement d'en faire un idéal :

« Ce qui domine dans toutes mes études, ce qui en fait le principe et la fin, le sommet et la base, la raison, en un mot; ce qui donne la clef de toutes mes controverses, de toutes mes disquisitions, de tous mes écarts ; ce qui constitue, enfin, mon originalité comme penseur, si je puis m'en attribuer quelqu'une, c'est que j'affirme résolument, irrévocablement, en tout et partout, le Progrès, et que je nie, non moins résolument, en tout et partout, l’Absolu. »

Partagé toute sa vie entre sa foi chrétienne et son intérêt pour la philosophie et les sciences, Ernest Renan incarne à lui seul le conflit entre foi et raison. Soucieux de voir émerger dans la société des échanges plus riches sur le plan spirituel, plus désintéressés, il affirme finalement en 1890 :

« Organiser scientifiquement l'humanité, tel est le dernier mot de la science moderne, telle est son audacieuse, mais légitime prétention. Je vais plus loin encore. (...) il est indubitable que la raison (...) après avoir organisé l’humanité, organisera Dieu. »

#### Premières critiques
Dans ce contexte fébrile, ceux qui se risquent à critiquer cet idéal restent rares et peu entendus. L'écrivain suisse Rodolphe Töpffer est l'un des premiers à s'engager dans cette voie. Dès 1835, il assimile « le progrès » à une idéologie foncièrement bourgeoise et conservatrice :

« Le progrès, la foi au progrès, le fanatisme du progrès, c’est le trait qui caractérise notre époque, qui la rend si magnifique et si pauvre, si grande et si misérable, si merveilleuse et si assommante. Progrès et choléra, choléra et progrès, deux fléaux inconnus aux anciens. (...) Le progrès, c’est cette fièvre inquiète, cette soif ardente, ce continuel transport qui travaille la société toute entière, qui ne lui laisse ni trêve, ni repos, ni bonheur. Quel traitement il faut à ce mal, on l’ignore. D’ailleurs, les médecins ne sont pas d’accord : les uns disent que c’est l’état normal, les autres que c’est l’état morbide ; les uns que c’est contagieux, les autres que ce n’est pas contagieux. En attendant, le choléra – le progrès veux-je dire – va son train. »

En 1843, l'historien Jules Michelet ne critique pas explicitement « le progrès » mais il s’inquiète des effets du « machinisme » (il est à cette occasion le premier à utiliser le terme) : « Le génie mécanique qui a simplifié, agrandi la vie moderne, dans l’ordre matériel, ne s’applique guère aux choses de l’esprit, sans l’affaiblir et l’énerver. De toutes parts je vois des machines qui viennent à notre secours (et) vous font croire que vous savez ». Cette prise de position inaugure le mouvement technocritique.
En 1851, dans Parerga et Paralipomena, Arthur Schopenhauer écrit ces mots : « Le progrès c’est là votre chimère. Il est le rêve du XIXe siècle comme la résurrection était celui du Xe siècle ; chaque âge a le sien ».
En 1853, Gustave Flaubert est plus sévère encore : « Ô Lumières, Ô Progrès, Ô humanité ! (...) Quelle éternelle horloge de bêtises que le cours des âges ! (...) C'est une chose curieuse comme l'humanité, à mesure qu'elle se fait autolâtre, devient stupide ».

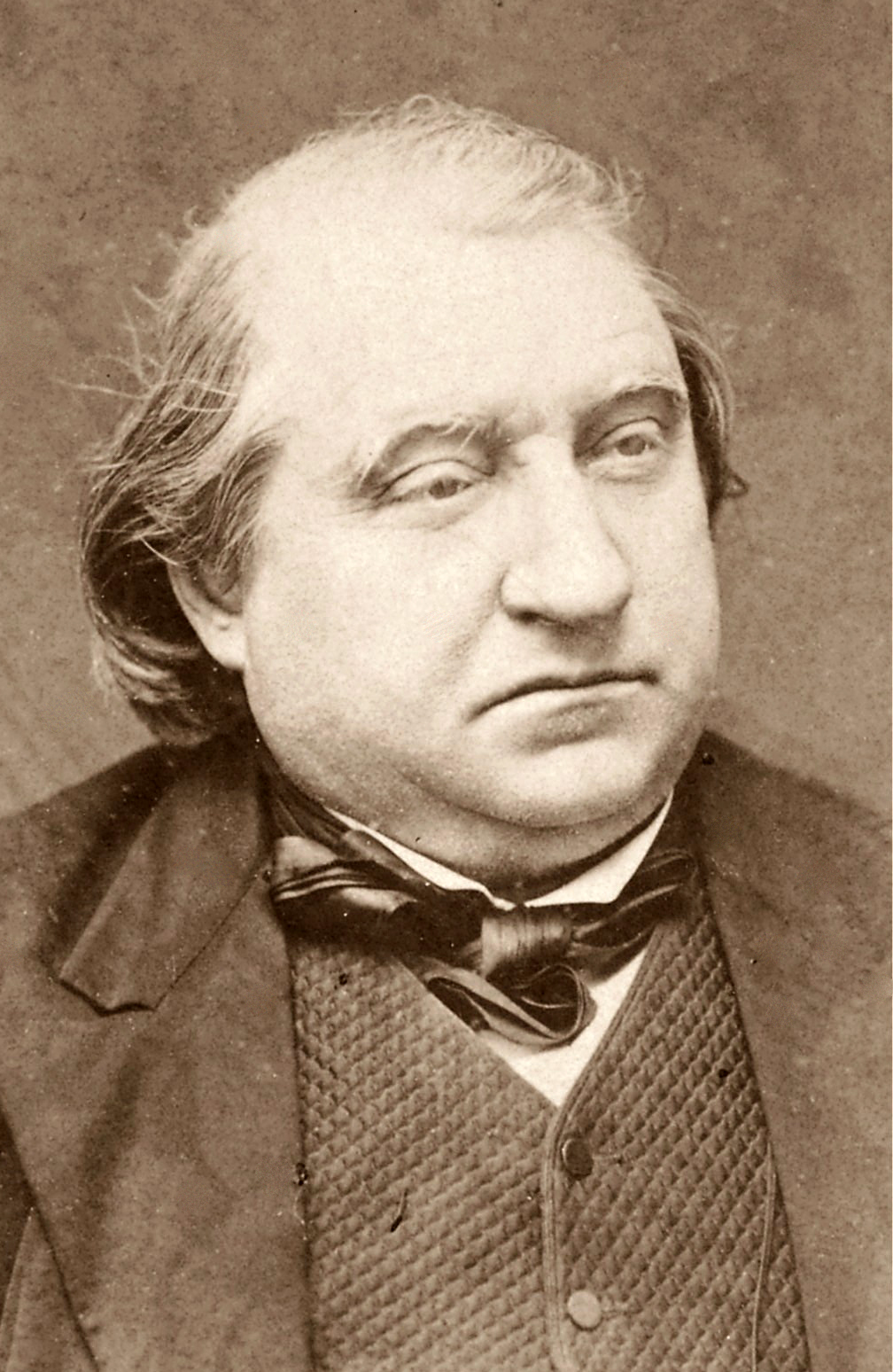
Ernest Renan.

En 1855, le philosophe Eugène Huzar formule la première approche catastrophiste du « progrès »,.
Les critiques se feront plus nombreuses à la fin du siècle, émanant parfois d'anciens prosélytes du progrès.
Ainsi, bien qu'ayant toute sa vie fait l'éloge de la science, Ernest Renan n'a jamais renoncé à sa foi chrétienne et cédé au positivisme et au matérialisme de Saint-Simon et Comte. En 1890, soit deux ans avant sa mort, il ne cache pas son scepticisme et ses inquiétudes, estimant que : « la destinée de l'homme est devenue plus obscure que jamais ». Ayant fait part de son pessimisme à son ami, le chimiste et biologiste Marcellin Berthelot (par ailleurs ministre de la IIIe République), celui-ci lui répond qu'il demeure progressiste, comme malgré lui : « Je serai dupe jusqu'au bout de ce désir de progrès que vous reléguez sagement parmi les illusions », écrit-il à Renan.
Ancien fervent défenseur du progrès lui aussi, Charles Renouvier renonce en 1896 à « l'esprit optimiste du XVIIIe siècle » et avancera huit ans plus tard que « la vraie banqueroute est celle du progrès ».

#### Karl Marx

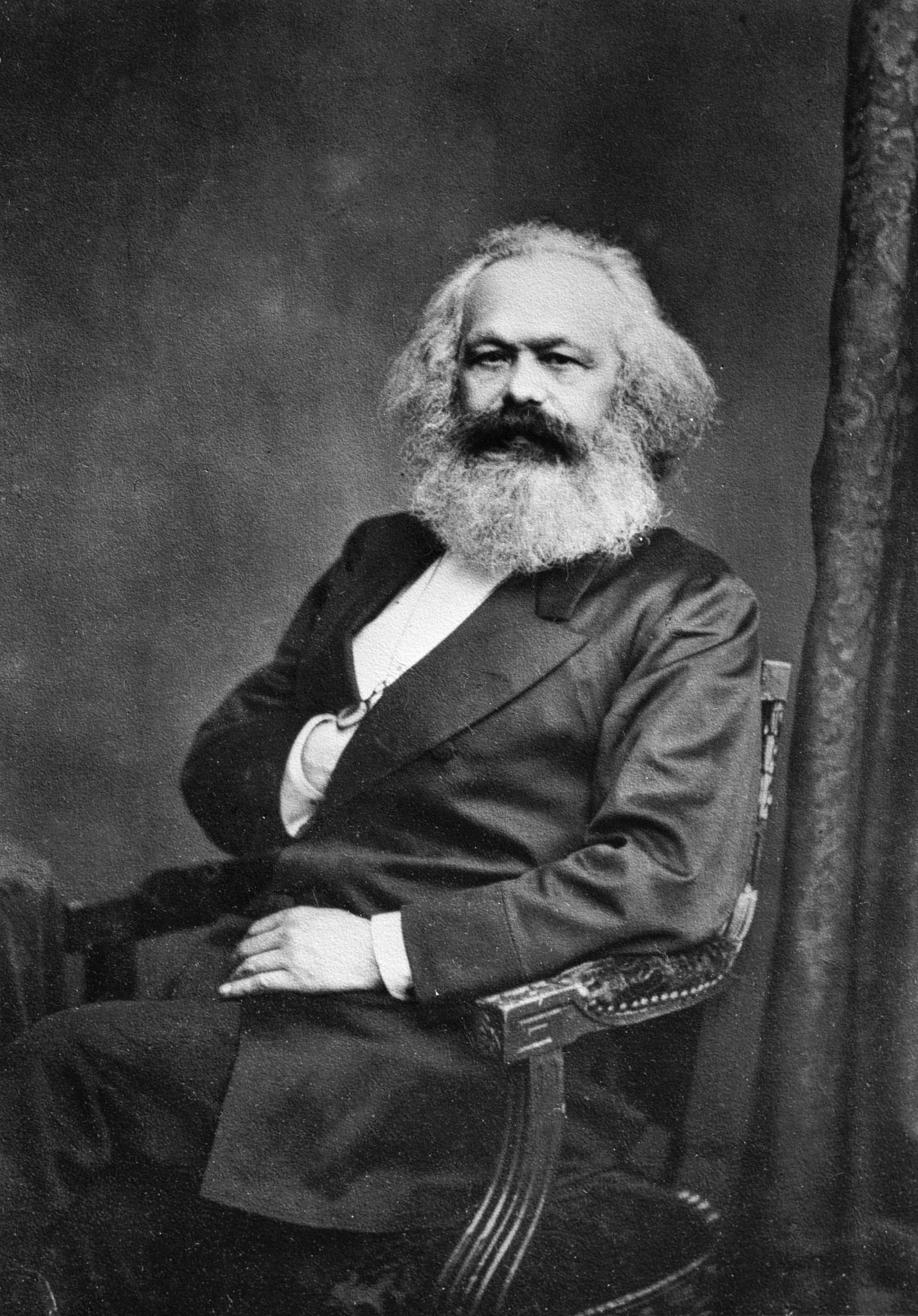
Karl Marx.

En 1856, Karl Marx se montre beaucoup plus virulent, assimilant le progrès à une forme de décadence, d'aliénation :

« Aujourd’hui, tout paraît porter en soi sa propre contradiction. Nous voyons que des machines, dotées de merveilleuses capacités de raccourcir et de rendre plus fécond le travail humain, provoquent la faim et l’épuisement du travailleur. Les sources de richesse récemment découvertes se transforment, par un étrange maléfice, en sources de privations. (...) La domination de l’homme sur la nature est de plus en plus forte, mais en même temps l’homme se transforme en esclave des autres hommes et de sa propre infamie. Il n’est jusqu’à la lumière limpide de la science qui ne puisse briller que sur le fond ténébreux de l’ignorance. Toutes nos inventions et nos progrès semblent doter de vie intellectuelle les forces matérielles, alors qu’elles réduisent la vie humaine à une force matérielle brute. »

L'année suivante, il écrit :

« Tous les progrès de la civilisation ou, en d’autres termes, toute augmentation des forces productives sociales, des forces productives du travail lui-même – telles qu’elles résultent de la science, des inventions, de la division et de la combinaison du travail, de l’amélioration des moyens de communication, de la création du marché mondial, des machines, etc. –, n’enrichissent pas le travailleur, mais le capital, ne font donc à leur tour qu’accroître le pouvoir qui exerce sa domination sur le travail, augmentent seulement la force productive du capital. Comme le capital est l’opposé du travailleur, ces progrès n’augmentent que la puissance objective qui règne sur le travail. »

Et en 1863, dans Le Capital, influencé par les travaux de Justus von Liebig qui conteste les nouvelles techniques agricoles, il se pose en précurseur de l'écologie politique lorsqu'il affirme :

« Tout progrès dans l’agriculture capitaliste est un progrès dans l’art, non seulement de voler le paysan mais de spolier le sol ; tout progrès dans l’accroissement temporaire de la fertilité du sol est un progrès vers la ruine à terme des sources de cette fertilité. (...) La production capitaliste ne développe donc la technique et la combinaison du procès de production sociale qu’en épuisant en même temps les deux sources d’où jaillit toute richesse : la terre et le travailleur. »

#### Darwin et Spencer

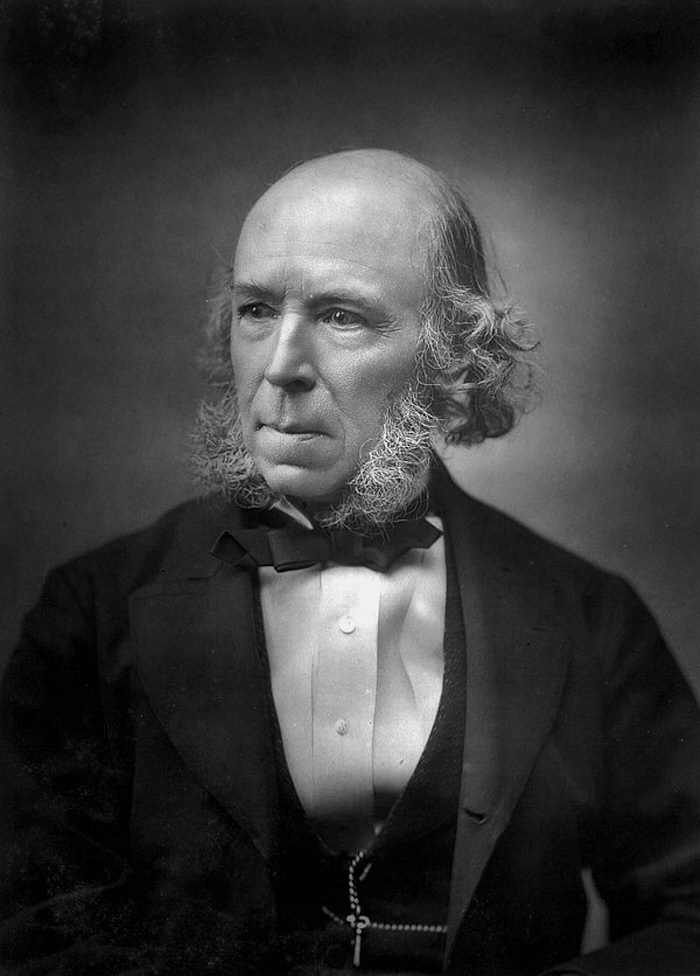
Herbert Spencer.

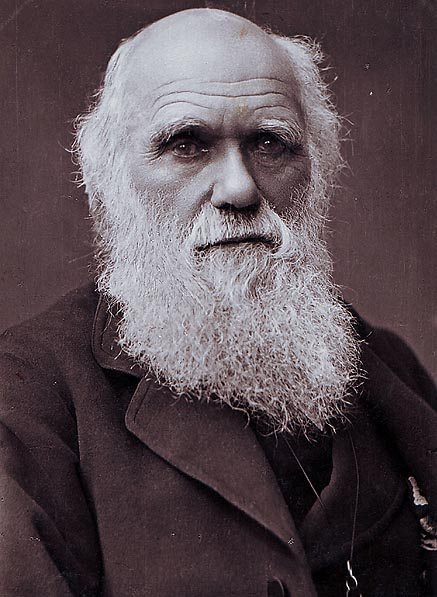
Charles Darwin.

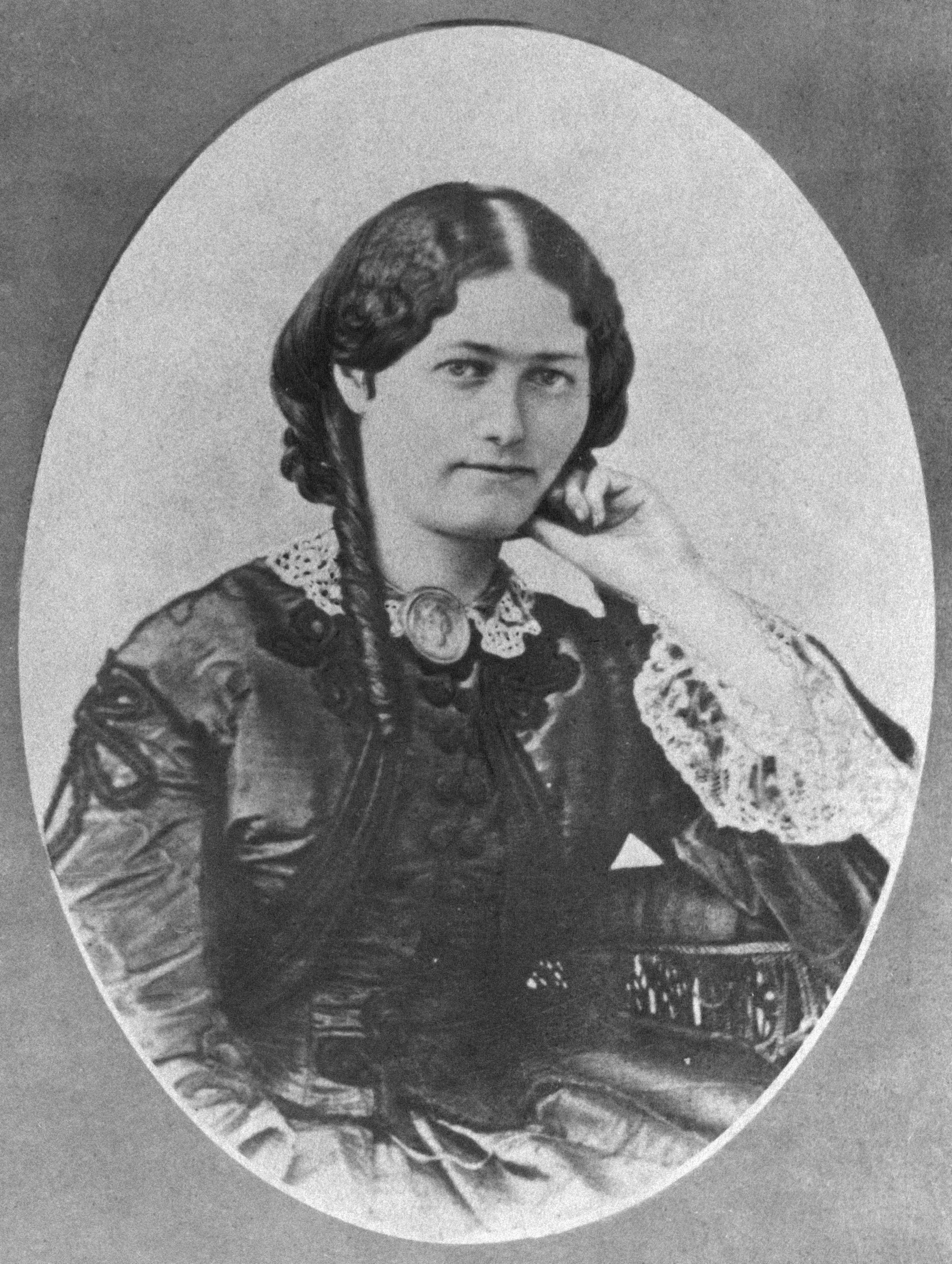
Clémence Royer.

Dans les années 1850-1860, le débat sur le progrès est profondément infléchi par les prises de position de deux Anglais évoluant pourtant dans des disciplines différentes : le philosophe Herbert Spencer et le paléontologue Charles Darwin.
En 1851, Spencer affirme que le progrès de la civilisation est « une partie de la nature » et qu'en conséquence il n'est « pas un accident mais une nécessité » et six ans plus tard, il confère au « progrès » une signification scientifique, allant jusqu'à utiliser l'expression « loi du progrès ». Bien que la thèse de Spencer n'ait pas la même audience que celle de Darwin, en tant que « conception à la fois nécessariste et naturaliste du progrès », elle nourrit « la rhétorique de la confiance [qui] culmine dans un optimisme nourri de positivisme et de scientisme, attendant de la science et de la société industrielle qu'ils satisfassent tous les besoins de l'homme ». Se généralise alors « la croyance que tous les problèmes de l'humanité vont être rapidement résolus ».
Rapidement célèbre, le livre de Darwin va quant à lui faire l'objet de débats intenses et passionnés, qui ne cesseront que des années plus tard, suscitant notamment l'opposition de l’Église anglicane et du Vatican.
Selon de nombreux commentateurs, le darwinisme social constitue le socle de nombreuses dérives, en premier lieu l'eugénisme (sur lequel s’appuiera notamment le régime nazi au XXe siècle). Et plus communément, elles servent également à légitimer le principe de concurrence et de façon plus générale le capitalisme,.

#### Le progrès est «un fait» de la société occidentale

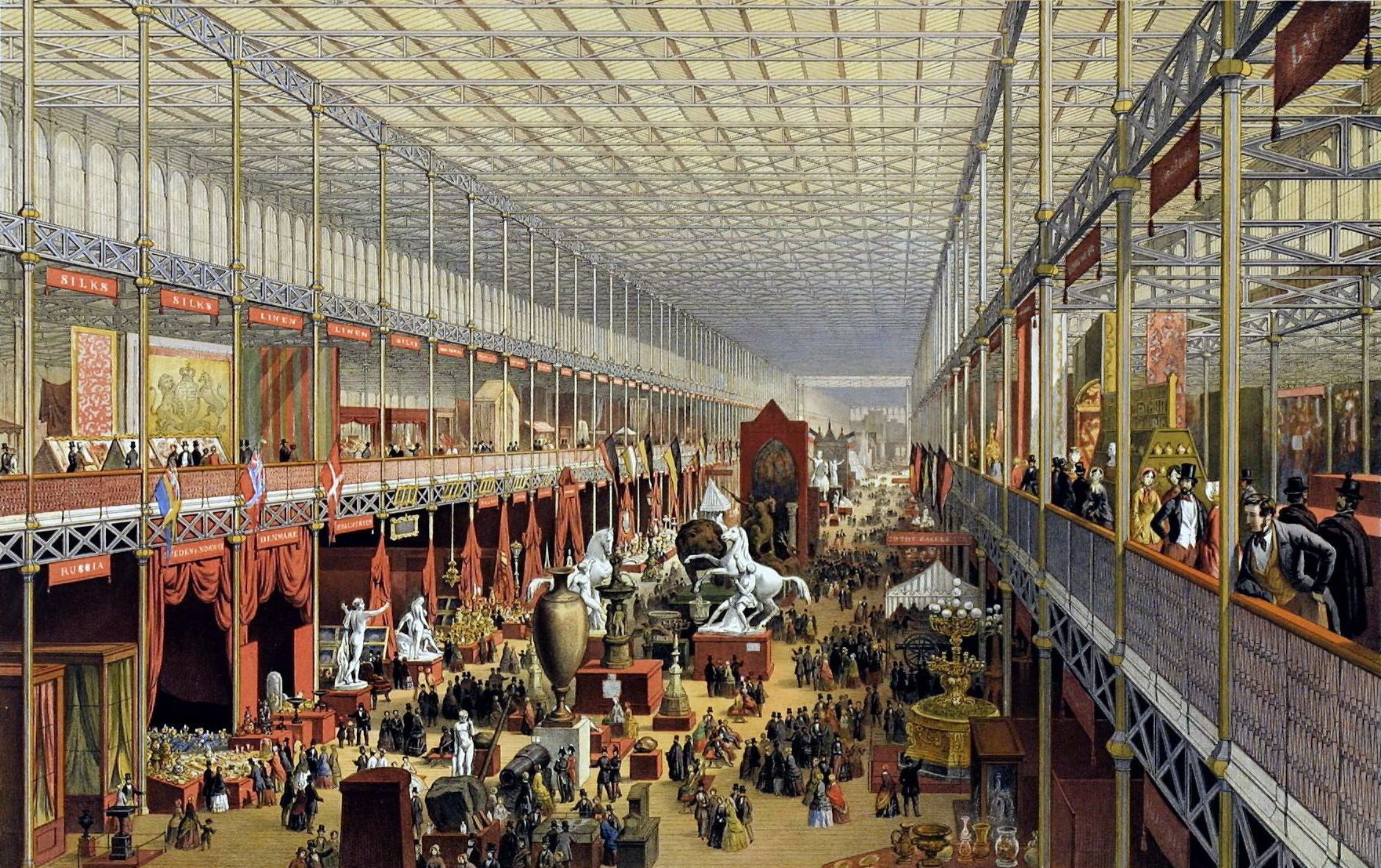
Vue de la première Exposition universelle, en 1851 à Londres.

À partir des années 1850, du fait de l'industrialisation, de grandes expositions internationales sont organisées régulièrement dans les capitales européennes en vue de rendre compte au grand public des « avancées » de l'industrie. Plus tard, en 1928, le Bureau international des expositions, organisme régulant leur organisation, précisera qu'elles ont « un but principal d'enseignement pour le public, faisant l'inventaire des moyens dont dispose l'homme pour satisfaire les besoins d'une civilisation et faisant ressortir dans une ou plusieurs branches de l'activité humaine les progrès réalisés ou les perspectives d'avenir ».

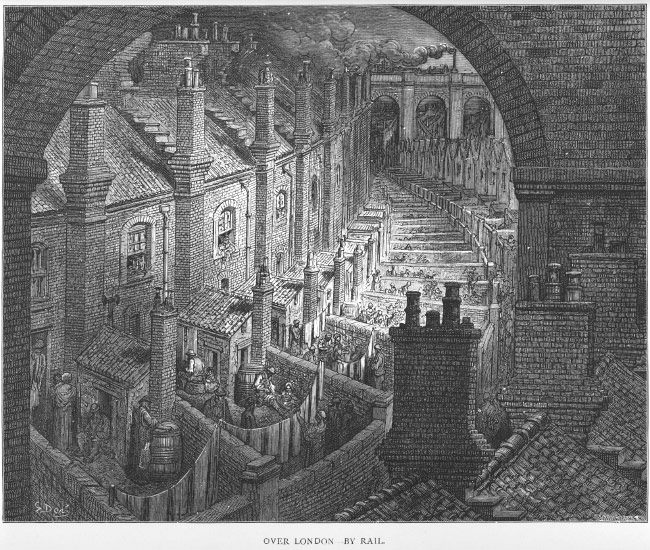
Représentation d'une cité industrielle vers 1870 par Gustave Doré.

À partir des années 1870-1880, le processus d'anthropisation s'accélère, les humains façonnent littéralement leur environnement. La célèbre citation de Descartes, « nous rendre comme maîtres et possesseurs de la nature », ne relève plus tant du concept ou du rêve que de la réalité. Dès lors, « le progrès » tend à être vécu comme un fait. C'est du moins l'avis du philosophe français Ludovic Carrau, en 1875 : 

« Le progrès est un fait, incontestable et indiscutable, pour qui contemple de haut et en sincérité d’esprit la marche du genre humain. Ce fait, comme tous les autres, a une loi ; mais cette loi n’a rien de commun avec celles qui gouvernent les phénomènes astronomiques, physiques, chimiques et vitaux : elle n’est pas nécessitante, elle ne contraint pas ; elle échappe à l’inflexible rigidité des formules mathématiques. Elle est pour l’humanité l’obligation, sourdement sentie d’abord comme un besoin, acceptée plus tard librement comme une dignité et un devoir, de tendre dans toutes les directions vers un idéal de beauté, de vérité, de bonheur, de perfection. »

Et c'est précisément parce que le progrès est vécu comme une « obligation sourdement sentie comme un besoin » qu'il est quasi unanimement sacralisé. L. Carrau poursuit ainsi son argumentation : 

« Cet idéal, si défiguré qu’il soit par l’ignorance et la superstition, nul individu, nulle race humaine, n’en sont totalement dépourvus. C’est la lumière qui éclaire tout homme venant en ce monde ; à nous d’en recueillir, d’en concentrer, d’en fortifier les rayons ; à nous de nous faire une raison capable de l’apercevoir de plus en plus distincte et pure, une volonté qui y tende avec une grandissante énergie : à nous par conséquent, à cette force intelligente et libre que développe en nous la pratique du devoir et qui seule est véritablement nous-mêmes, d’accomplir l’œuvre sacrée du progrès. Ni la fatalité, ni la nature, ne peuvent nous dispenser de cette tâche, car le progrès, c’est précisément le triomphe de la raison et de la liberté morale sur la nature et la fatalité. »

Concrètement, « le progrès » est vécu comme la combinaison des innovations techniques et de l'économie, le processus qui crée une synergie entre ces faits que sont la conception, la fabrication, la commercialisation et l'utilisation de ces innovations. En 1888, l'économiste John Kells Ingram invente l'expression « homo œconomicus » pour exprimer le changement radical qui s'opère alors dans la civilisation occidentale : la révolution industrielle.
En 1948, Jacques Ellul affirmera que c'est parce que « le progrès » constitue un enchevêtrement de faits (et non plus une simple conception philosophique) qu'il est extrêmement difficile de formuler sur lui un avis consensuel :

« Sans aucun doute, le motif le plus puissant qui pèse sur nous comme un interdit, le motif qui nous empêche de remettre en question les structures de cette civilisation et de nous lancer dans la voie de la révolution nécessaire, c'est le respect du fait. (...) Actuellement, le fait constitue la raison dernière, le critère de vérité. Il n'y a pas de jugement à porter sur lui, estime t-on, il n'y a qu'à s'incliner. Et dès lors que la technique, l'État ou la production sont des faits, il convient de s'en accommoder. Nous avons là le nœud de la véritable religion moderne : la religion du fait acquis. »

#### Une critique clairsemée mais radicale

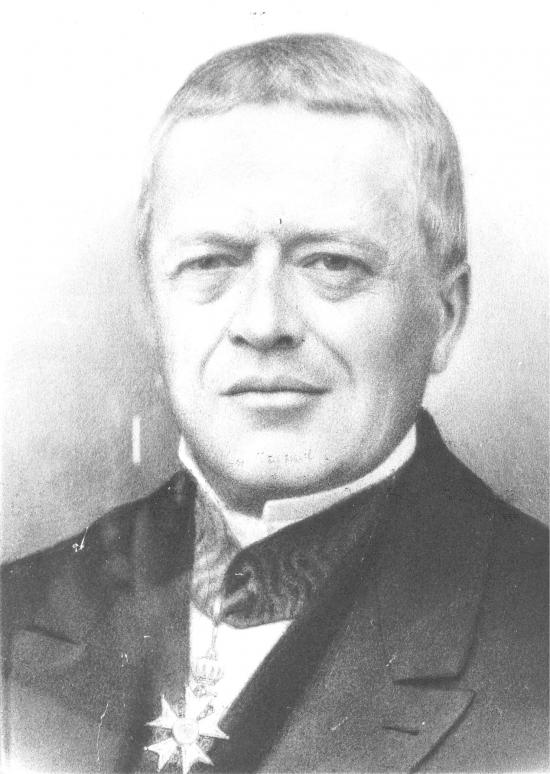
Antoine Augustin Cournot.

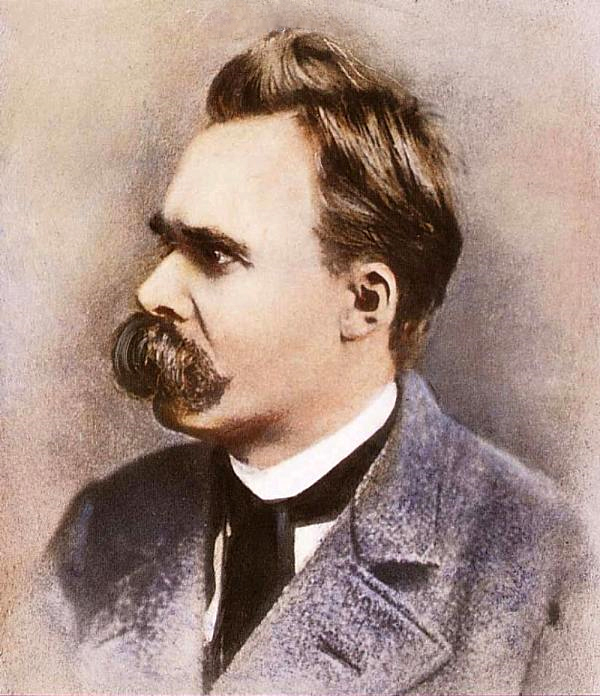
Friedrich Nietzsche.

En 1872, le philosophe et mathématicien français Antoine Augustin Cournot assimile l'idéal progressiste ni plus ni moins à une religion :

« Aucune idée, parmi celles qui se réfèrent à l'ordre des faits naturels, ne tient de plus près à la famille des idées religieuses que l'idée de progrès, et n'est plus propre à devenir le principe d'une sorte de foi religieuse pour ceux qui n'en ont plus d'autre. Elle a, comme la foi religieuse, la vertu de relever les âmes et les caractères. L'idée du progrès indéfini, c'est l'idée d'une perfection suprême d'une loi qui domine toutes les lois particulières, d'un but éminent auquel tous les êtres doivent concourir dans leur existence passagère. C'est donc au fond l'idée du divin ; et il ne faut point être surpris si, chaque fois qu'elle est spécieusement invoquée en faveur d'une cause, les esprits les plus élevés, les âmes les plus généreuses se sentent entraînés de ce côté. Il ne faut pas non plus s'étonner que le fanatisme y trouve un aliment, et que la maxime qui tend à corrompre toutes les religions, celle que l'excellence de la fin justifie les moyens, corrompe aussi la religion du progrès. »

En Allemagne, Friedrich Nietzsche rejette radicalement l'idée de progrès. En 1886, dans Par delà le bien et le mal, il critique l'ensemble des penseurs ayant contribué selon lui à la propagation de l'idée de progrès et qu'il considère tous comme « médiocres » : selon lui essentiellement les Anglais (Bacon, puis Hobbes, Hume et Locke, enfin ses contemporains Darwin, Mill et Spencer), les Français n'étant selon lui que leurs « singes » et leurs « soldats ».
En 1896, dans L'Antéchrist, Nietzsche la qualifie d'« idée fausse » : 

« L’humanité ne représente nullement une évolution vers le mieux, vers quelque chose de plus fort, de plus élevé au sens où on le croit aujourd’hui. Le progrès n’est qu’une idée moderne, c’est-à-dire une idée fausse. L’Européen d’aujourd’hui reste, en valeur, bien au-dessous de l’Européen de la Renaissance ; le fait de poursuivre son évolution n’a absolument pas comme conséquence nécessaire l’élévation, l’accroissement, le renforcement. »

C'est en Grande-Bretagne, alors le pays le plus industrialisé de la planète, que la critique est la plus rare. En 1894, toutefois, lors d'une conférence donnée à Manchester, William Morris vitupère contre le processus d'industrialisation,.

#### «On n'arrête pas le progrès»

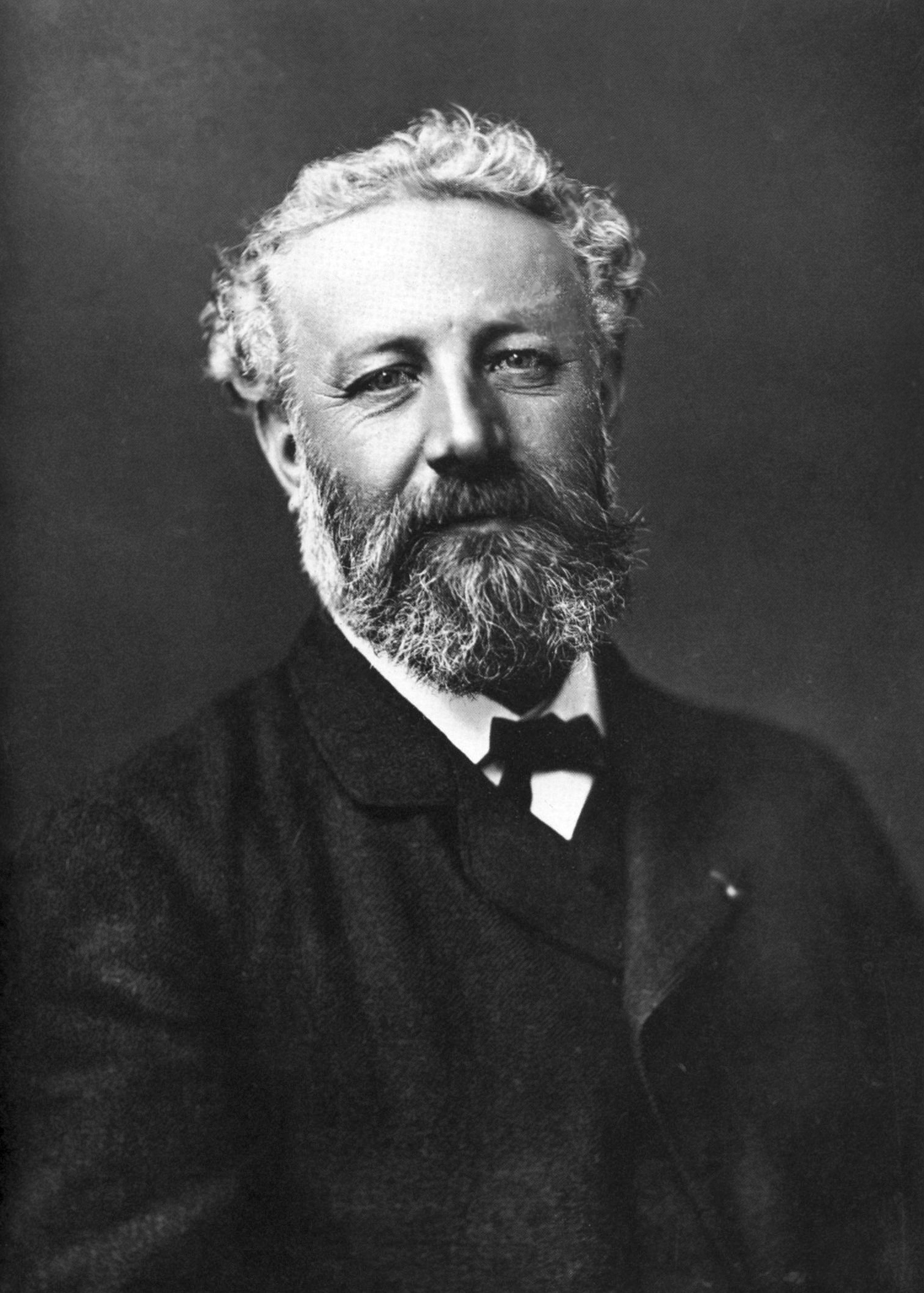
Jules Verne.

Si, comme l'avance Ludovic Carrau, « le progrès est (devenu) un fait » et s'il est « sacralisé », c'est qu'il est profondément désiré. La littérature romanesque en témoigne. À partir de 1851, l'écrivain Jules Verne publie une longue série de récits qui en font l'éloge sous tous ses aspects et qui connaîtront un vif succès : découverte de la terre jusque dans ses entrailles, reconnaissance d'autres peuples, glorification de la science, instruction pour tous, éducation morale des enfants.
Jules Verne n'est toutefois pas un technophile béat. Ainsi par exemple, en 1870, dans Une ville flottante, il écrit : « créer une île artificielle, une île qui se déplace à la surface des mers, n’est-ce pas dépasser les 737 limites assignées au génie humain, et n’est-il pas défendu à l’homme, qui ne dispose ni des vents ni des flots, d’usurper si témérairement sur le Créateur ? ». Et dans Paris au XXe siècle, un de ses premiers romans (écrit vers 1860 mais qui ne sera publié qu'en 1994), il imagine que les campagnes n’existeront bientôt plus que dans des discours nostalgiques et avance l'idée qu'il faudra « peut-être faire une révolution contre le progrès ».

### XXesiècle

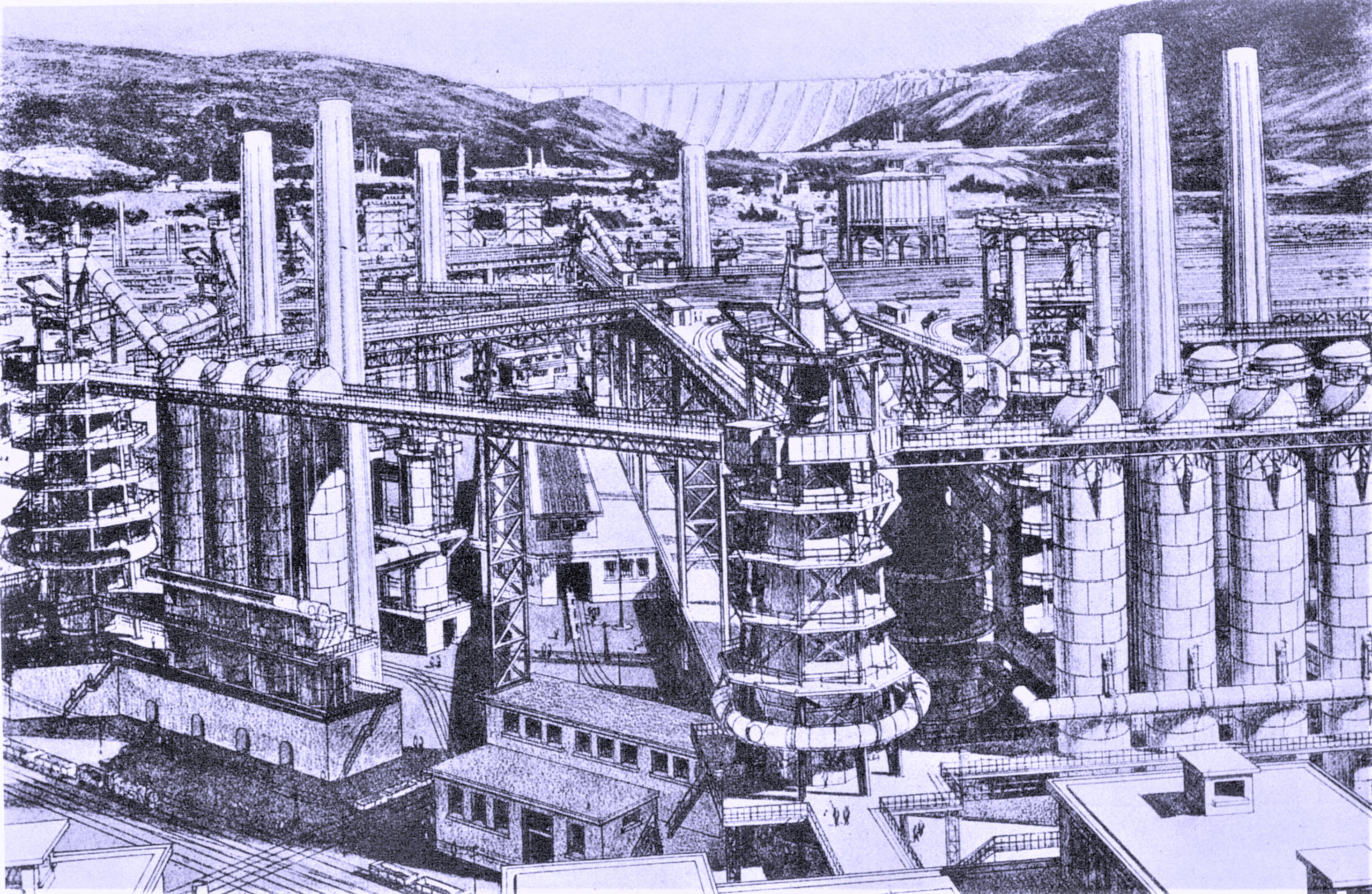
La cité industrielle, dessin de Tony Garnier, 1901-1904.

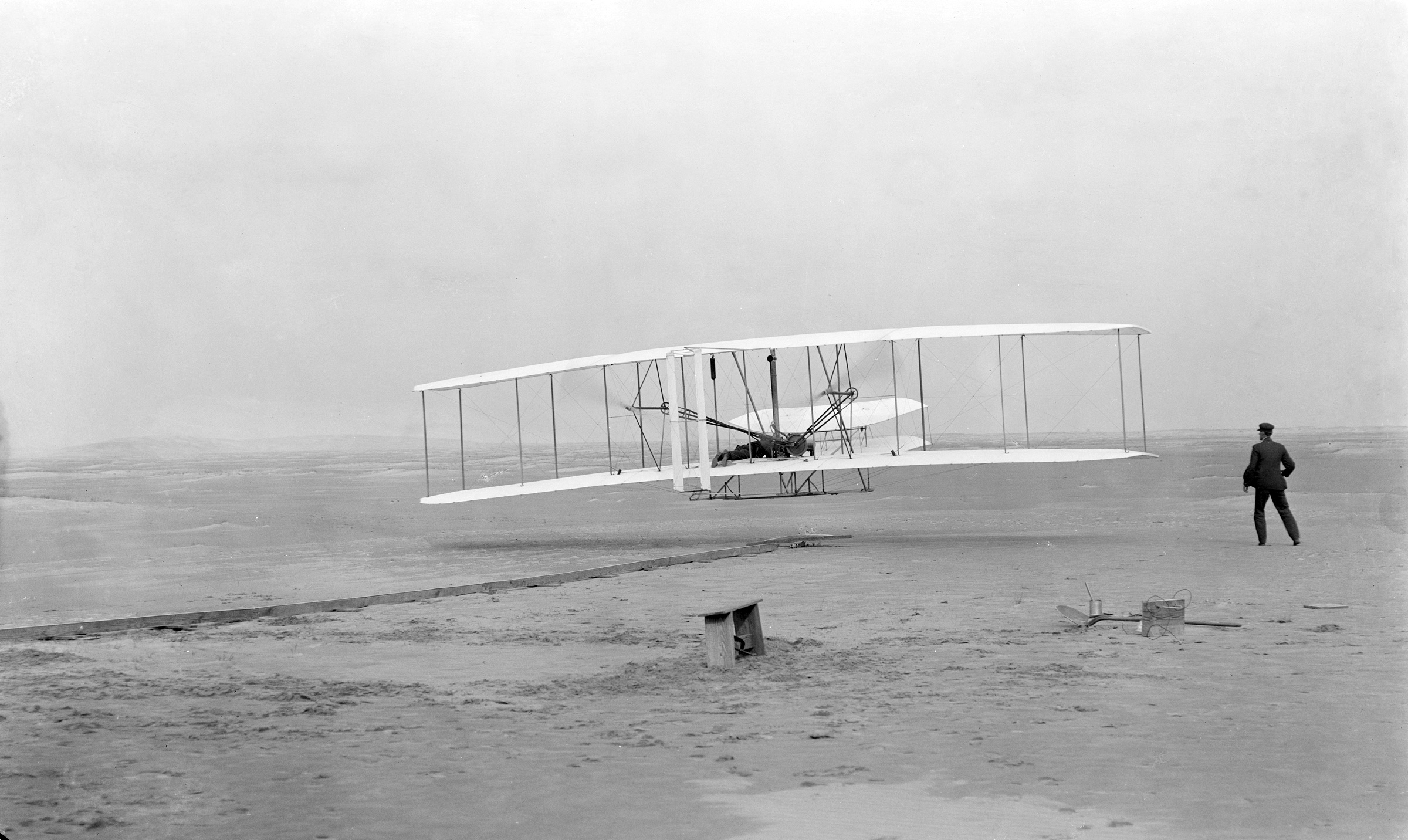
Vol du premier avion aux États-Unis en 1903 (frères Wright).

Certains intellectuels ne partagent pas l'enthousiasme de l'époque. Ainsi en 1905, le géographe Élisée Reclus, dans son dernier livre L'homme et la Terre, et plus spécialement dans le dernier chapitre, intitulé « Progrès », invite à la circonspection :

« De quels chants de triomphe en l’honneur du progrès n’ont pas été accompagnées les inaugurations de toutes les usines industrielles avec leurs annexes de cabarets et d’hôpitaux ! Certes, l’industrie amena de réels progrès dans son cortège, mais avec quel scrupule il importe de critiquer les détails de cette grande évolution ! »

L'année suivante, commentant les idées de Fontenelle, le journaliste et écrivain Remy de Gourmont tient des propos plus fermes :

« En comparant l’état des connaissances humaines avec les états précédents, (il) découvrit non pas précisément l’idée de progrès, qui n’est qu’une illusion, mais l’idée de croissance. Il vit assez bien que l’humanité, à force de vivre prend de l’expérience et aussi de la consistance. (...) Progrès ne voulut pas dire autre chose d’abord qu’avancement, marche dans l’espace et dans le temps, avec ce qu’implique d’heureux un état de constante activité. Plus tard, on donna à ce mot le sens d’amélioration continue (Turgot), indéfinie (Condorcet) et il devint ridicule. »

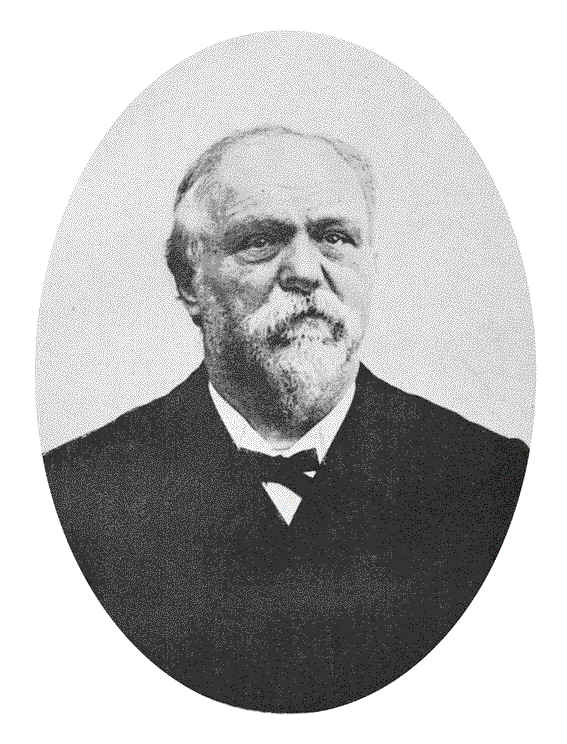
Georges Sorel.

En 1908, le philosophe et sociologue Georges Sorel (considéré comme l'un des principaux introducteurs du marxisme en France) est plus radical dans Les illusions du progrès, un recueil d'articles préalablement publiés dans le Mouvement socialiste. Il perçoit dans « le progrès » une idéologie qui trouve son origine au XVIIe siècle avec la pensée cartésienne, pour s'affirmer au siècle suivant en tant qu'idéologie de la bourgeoisie, notamment à travers l'Encyclopédie. La bourgeoisie ne poursuit selon Sorel qu'une ambition : se maintenir au pouvoir, et c'est précisément le rôle de l'idéologie du progrès de l'aider dans cette entreprise, en diffusant dans l'ensemble de la société un discours de propagande, à forte tonalité optimiste, qui la légitime en tant que classe dirigeante. Cette idéologie, poursuit Sorel, a un principe : trouver des explications simples permettant de « résoudre toutes les difficultés que présente la vie quotidienne ». Dès lors, conclut-il, le progrès n'apparaît nullement « comme l'accumulation de savoirs mais dans l'ornement de l'Esprit qui, débarrassé des préjugés, sûr de lui-même et confiant dans l'avenir, s'est fait une philosophie assurant le bonheur à tous les gens qui possèdent les moyens de vivre largement »
En 1910, Jules Delvaille est l'auteur d’une thèse universitaire dans laquelle il dresse une « histoire de l’idée de progrès jusqu’au XVIIIe siècle ». Il perçoit trois niveaux de lecture, susceptibles de se compléter :
- le constat d’une continuité des évènements passés ayant abouti à un état meilleur dans le présent ;
- l’idéologie, s'exprimant par le besoin d’un état meilleur et dont la réalisation semble accessible ;
- l’utopie, quand se manifeste une confiance inébranlable en l’avènement de temps meilleurs.

#### Modernité en procès

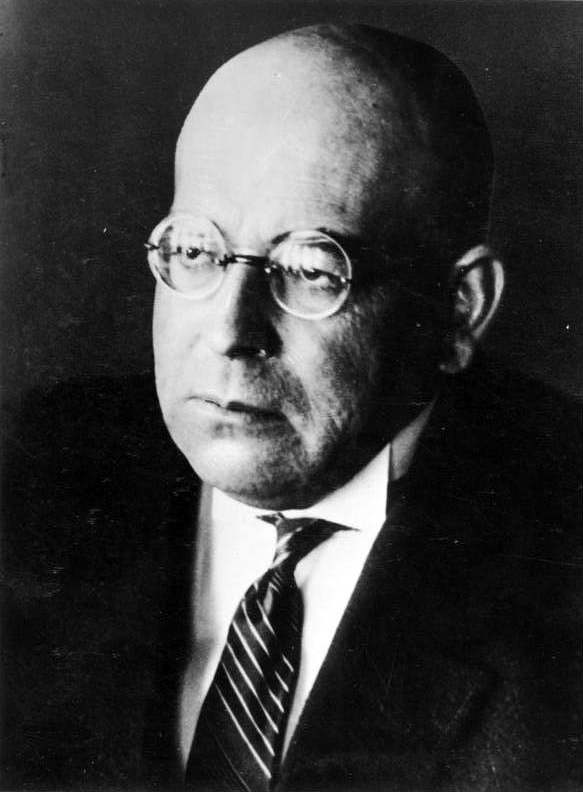
Oswald Spengler.

Au lendemain de la Première Guerre mondiale, qui s'est soldée par des millions de morts, la notion de progrès est fortement questionnée. L'Allemand Oswald Spengler questionne non pas spécifiquement « le progrès » mais plus généralement la culture occidentale et sa prétention à être « moderne ». Dans Le Déclin de l'Occident dont le premier volume paraît en 1918 et le second quatre ans plus tard, il assimile les grandes cultures historiques à des êtres biologiques : elles naissent, croissent, déclinent et meurent.
En 1922, son compatriote Carl Schmitt avance quant à lui que « tous les concepts prégnants de la théorie moderne de l'État ne sont que des concepts théologiques sécularisés ».
En 1927, l'essayiste français René Guénon publie La Crise du monde moderne, un ouvrage qui connait rapidement un grand retentissement et dans lequel il dénonce une montée en puissance du matérialisme dans "le monde moderne", formule dont il se sert pour désigner les pays occidentaux, par opposition aux pays d'Orient, où subsisterait selon lui une authentique spiritualité.
Tous trois ouvrent ainsi un nouveau pan de la philosophie, la « critique de la modernité », qui ne se développera vraiment qu'au lendemain de la Seconde Guerre mondiale, quand le philosophe allemand Karl Löwith avancera l'idée que la philosophie de l’histoire et l'idée de progrès ont pour origine l'eschatologie chrétienne; l'idée de progrès peut donc être assimilée à une simple croyance.

#### Pensée technocritique
Dès le début des années 1920, dans son roman d'anticipation R. U. R. , le Tchèque Karel Čapek décrit un monde façonné par des ingénieurs fabriquant des machines androïdes dénuées de toute sensibilité et qui finissent par anéantir l'humanité. Le mot « robot » est alors utilisé pour la première fois. De son côté, l'écrivain français Romain Rolland publie La révolte des machines. Un peu plus tard, en 1927, recevant le Prix Nobel de littérature, le philosophe Henri Bergson prononce ces mots :

« On avait pu croire que les applications de la vapeur et de l’électricité, en diminuant les distances, amèneraient d’elles-mêmes un rapprochement moral entre les peuples : nous savons aujourd'hui qu'il n’en est rien, et que les antagonismes, loin de disparaître, risqueront de s’aggraver s’il ne s’accomplit pas aussi un progrès spirituel, un effort plus grand vers la fraternité. »

Henri Bergson.

La même année en Allemagne sort le film de Fritz Lang, Metropolis. L'action se déroule en 2026 dans une mégalopole où les humains adoptent des comportements exclusivement rationnels et où une machine se mue en divinité monstrueuse à laquelle les ouvriers les moins productifs sont impitoyablement sacrifiés.
Durant les années 1930 se développe la pensée technocritique, avec un grand nombre d'ouvrages qui tendent à ruiner l'idée même de progrès. Alors que les usines se mécanisent toujours davantage, des intellectuels de tous pays s'interrogent sur les raisons incitant les humains à s'échiner au travail et à produire toujours plus, au mépris parfois de leur santé. Ils pointent alors une dimension sacrificielle du travail. Ainsi, au terme d'un long voyage aux États-Unis, Georges Duhamel dresse dans Scènes de la vie future un portrait sévère de la société américaine, les humains s'effaçant selon lui derrière la machine, à laquelle ils sont aliénés. Et en 1931, l'écrivaine italienne Gina Lombroso voit dans l’industrialisation un symptôme de décadence intellectuelle et morale.
La même année, Robert Aron et Arnaud Dandieu fustigent le fordisme et le taylorisme et, en Allemagne, Spengler écrit :

« La mécanisation du monde est entrée dans une phase d'hyper tension périlleuse à l'extrême. La face même de la terre, avec ses plantes, ses animaux et ses hommes n'est plus la même. (...) Un monde artificiel pénètre un monde naturel et l'empoisonne. La civilisation est elle-même devenue une machine, faisant ou essayant de tout faire mécaniquement »

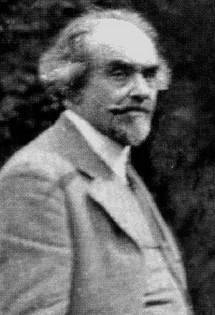
Nicolas Berdiaev.

Avec le Russe Nicholas Berdiaev, les critiques du progrès ont continué à se concentrer sur le progrès technique :

« Si la technique témoigne de la force et de la victoire de l’homme, elle ne fait pas que le libérer, elle l’affaiblit et l’asservit aussi. Elle mécanise sa vie, la marquant de son empreinte. (...) La machine détruit l’intégralité et la coalescence anciennes de la vie humaine. Elle scinde, en quelque sorte, l’esprit de la chair organique et mécanise la vie matérielle. Elle modifie l’attitude de l’homme à l’égard du temps, modifie ce dernier lui-même qui subit alors une accélération précipitée,. »

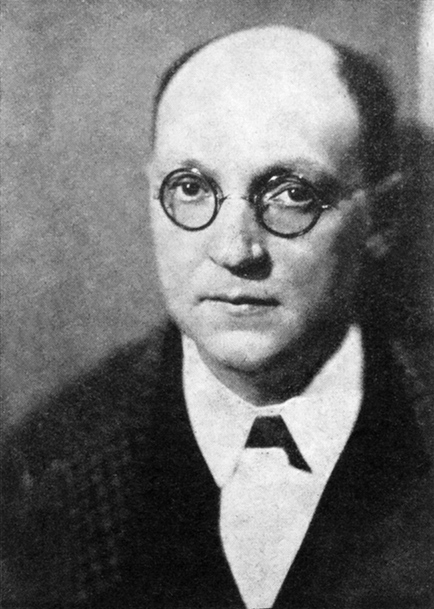
Georges Duhamel.

En 1933, Berdiaev estime que « l'apparition de la machine et le rôle croissant de la technique représentent la plus grande révolution, voire la plus terrible de toute l'histoire humaine » et Georges Duhamel revient à la charge dans un article intitulé « La querelle du machinisme » :

« La machine manifeste et suppose non pas un accroissement presque illimité de la puissance humaine, mais bien plutôt une délégation ou un transfert de puissance. (...) L’homme a conquis, entre toutes les bêtes, une place éminente et exceptionnelle. II a pris possession d’une grande partie du globe. Il s’est rendu, redoutable à beaucoup d’autres êtres. Que l’outil et la machine soient les instruments de cette victoire, c’est clair. (...) Dès maintenant s’explique le sens des mots transfert ou délégation de puissance. L’homme nu est un animal très misérable. Je veux bien reconnaître que l’homme est rarement nu, rarement privé des produits de son industrie. Faut-il dire qu’à toute délégation de puissance correspond une délégation des devoirs et des responsabilités ? (...) Il ne faut pas se hâter de parler d’une décadence de l’homme : la puissance, même accessoire et extérieure, est toujours la puissance. Il ne faut pas se hâter de parler d’une dégénérescence de l’homme. (...) Je ne vois pas, dans le machinisme, une cause, pour l’homme, de décadence, mais plutôt une chance de démission. Il est bien évident que nous demandons à nos machines de nous soulager non seulement des travaux physiques pénibles, mais encore d’un certain nombre de besognes intellectuelles. (...) Notre goût de la perfection, l’une de nos vertus éminentes, nous le reportons sur la machine. (...) Il est clair que les appareils et les machines tendent non seulement à prolonger, à compléter, à corriger, à multiplier nos sens, mais encore à les suppléer. »

L'année suivante, l'historien américain Lewis Mumford s'interroge : « En avançant trop vite et trop imprudemment dans le domaine des perfectionnements mécaniques, nous n’avons pas réussi à assimiler la machine et à l’adapter aux capacités et aux besoins humains. ». Et la philosophe française Simone Weil décrit le progrès technique comme n'apportant nullement le bien-être mais la misère physique et morale : « Le travail ne s’accomplit plus avec la conscience orgueilleuse qu’on est utile, mais avec le sentiment humiliant et angoissant de posséder un privilège octroyé par une passagère faveur du sort, un privilège dont on exclut plusieurs êtres humains du fait même qu’on en jouit, bref une place. »

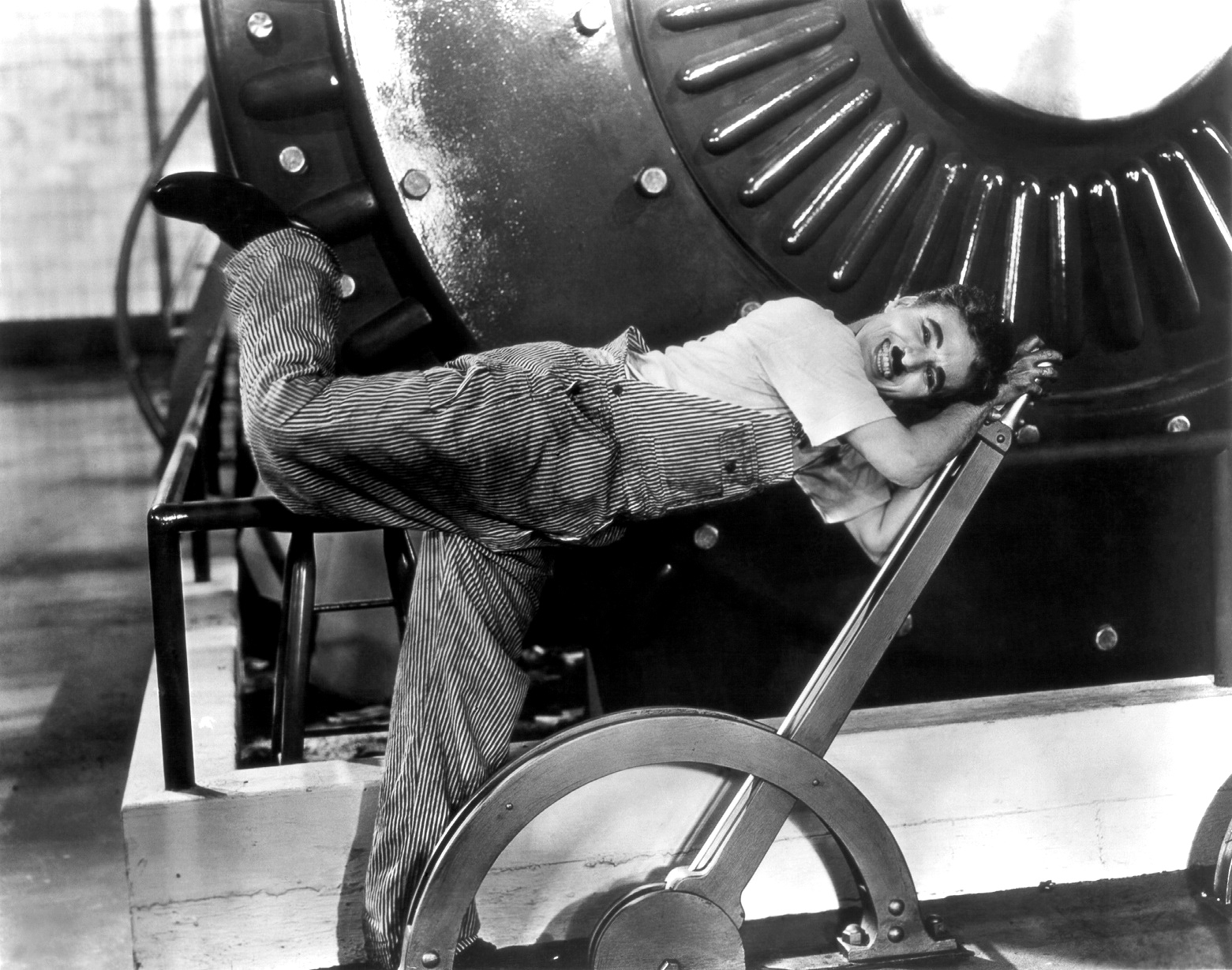
Chaplin dans Les Temps modernes

En 1936, Bernard Charbonneau fustige littéralement l'idée même de progrès :

« L’acceptation du progrès technique est aujourd’hui la cause profonde et permanente de toutes les confusions.(...) C’est l’idéologie du Progrès qui nous tue,. »

Et dans une scène devenue célèbre de son film Les Temps modernes, montrant un ouvrier pris dans les engrenages d'une gigantesque machine, Charles Chaplin, popularise l'idée d'aliénation dans le travail mécanisé.
En 1937, dans Le Quai de Wigan, George Orwell fustige à son tour l'adoration collective de la machine. Selon lui, le progrès technique recherché pour lui-même ne peut conduire l'humanité qu'à la ruine. Il déplore particulièrement le manque total de lucidité des socialistes sur ce point.
Durant toute la Deuxième Guerre mondiale, et partout dans le monde, l'activité industrielle se concentre à nouveau sur l'armement. Les critiques à l'égard du progrès sont inexistantes à l'exception notable de Stefan Zweig qui, réfugié au Brésil en 1942, écrit ces lignes dans son livre testamentaire, Le Monde d'hier. Souvenirs d'un Européen :

« Le XIXe siècle, avec son idéalisme libéral, était sincèrement convaincu qu’il se trouvait sur la route droite qui mène au meilleur des mondes possibles. On ne considérait qu’avec dédain les époques révolues, avec leurs guerres, leurs famines et leurs révoltes, on jugeait que l’humanité, faute d’être suffisamment éclairée n’y avait pas atteint la majorité. Cette foi en un « progrès » fatal et continu avait dans ce temps là toute la force d’une religion. Déjà l’on croyait dans ce progrès plus que dans la Bible et cet évangile semblait irréfutablement démontré par les merveilles sans cesse renouvelées de la science et de la technique. »

La critique du progrès reprend toutefois de plus belle à la fin du conflit en 1945, quand des milliers de Japonais sont décimés en quelques minutes par des bombes atomiques, à Hiroshima et Nagasaki.

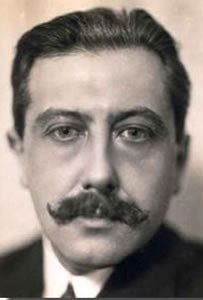
Georges Bernanos.

En 1946, l'Allemand Friedrich Georg Jünger estime que « le progrès technique » correspond en fait à un déficit spirituel, que la raison cherche à dissimuler. Et que, bien qu'illusoire, ce progrès n'en finit pas de méduser les consciences,. De son côté, le sociologue français Georges Friedmann analyse les « problèmes humains liés au machinisme industriel », en premier lieu dans le monde du travail.
L'année suivante, Georges Bernanos émet lui aussi une vive critique de la société industrielle, estimant que le machinisme limite la liberté des hommes et perturbe jusqu'à leur mode de pensée.
En 1948, dans La mécanisation au pouvoir, l'historien américain Siegfried Giedion écrit : « Les relations entre l'homme et son environnement sont en perpétuel changement, d'une génération à l'autre, d'une année à l'autre, d'un instant à l'autre. (...) Notre époque réclame un type d'homme capable de faire renaître l'harmonie entre le monde intérieur et la réalité extérieure ».
Et l'année suivante, dans son roman d'anticipation 1984, l'écrivain George Orwell décrit un monde totalitaire où la domination est assurée par un dispositif de télésurveillance.

#### Progrès, création et destruction

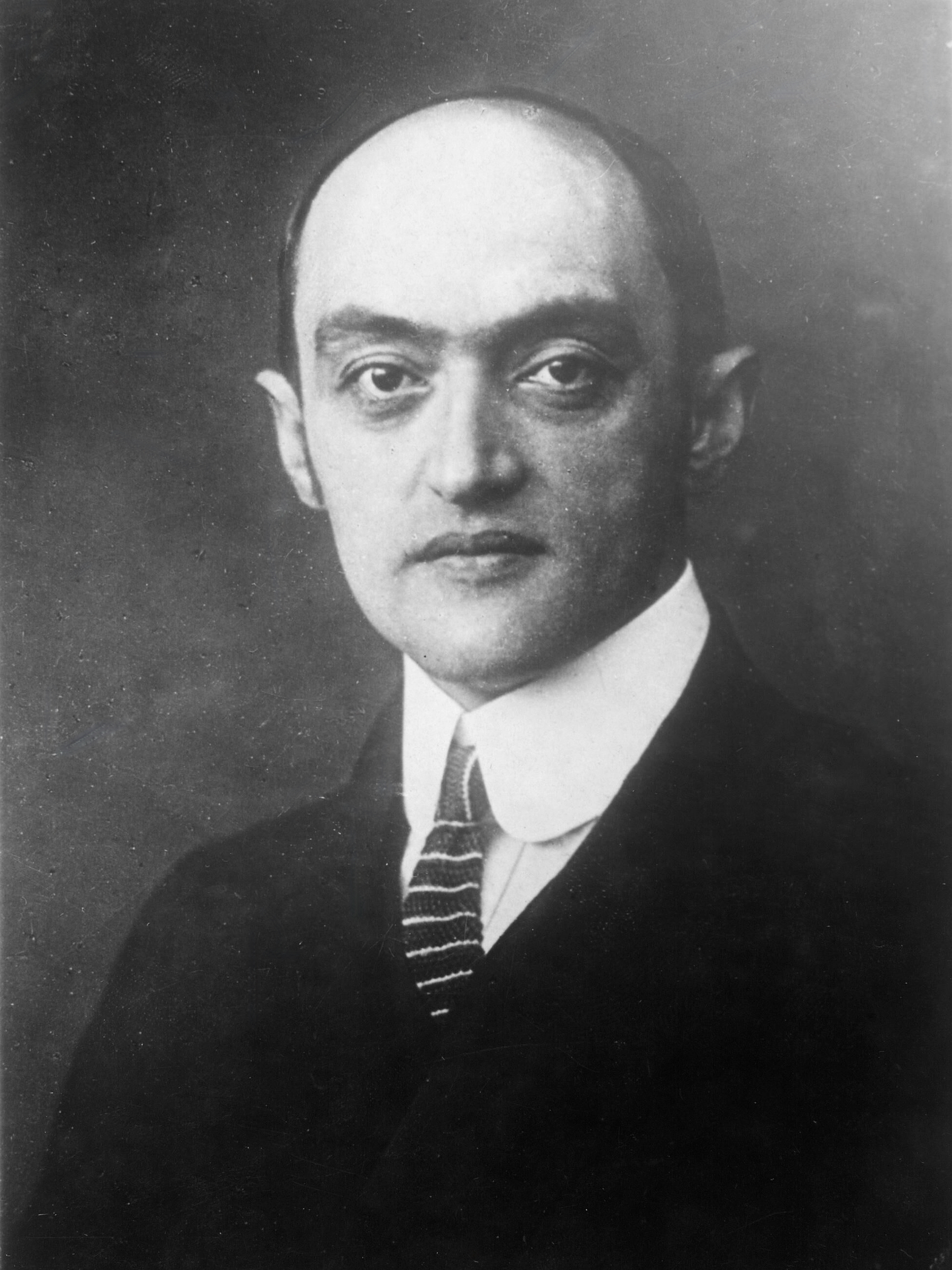
Joseph Schumpeter.

Joseph Schumpeter, économiste américain d'origine autrichienne, se situe en marge de toutes ces approches négatives du concept de progrès. De surcroît, il se positionne en dehors de toute considération éthique et raisonne de façon pragmatique.
En 1939, dans son livre Les cycles des affaires, il estime non seulement que le progrès technique est au cœur de l'économie mais qu'il se manifeste par grappes et que ses conséquences sont antinomiques. Selon lui, toute innovation constitue à la fois une avancée et un moment destructeur : dès qu'elle advient, certes elle pénalise les entreprises qui ne l'ont pas anticipée, causant par là-même des suppressions d'emplois, mais elle est en même temps créatrice d'emplois. Les patrons qui réalisent sans cesse des innovations (de produits, de procédés, de marchés...) assurent non seulement la productivité de leurs entreprises mais la vitalité de l'économie dans son ensemble. La croissance économique peut alors se définir comme synonyme de « progrès » : un processus permanent et cyclique de création, de destruction et de restructuration des activités, les moments d'expansion alternant avec les crises. Schumpeter reste critique vis-à-vis de ce processus : il considère en effet qu'il va de soi et que les hommes doivent impérativement s'y adapter.
Quelques-uns[Lesquels ?] se demandent si, ainsi, les hommes ne deviennent pas les « esclaves de l’économie », tel Jacques Ellul en 1947 :

« L’homme moderne, quel que soit le régime politique dans lequel il s’inscrit, est englobé dans l’économie. Il n’y est plus considéré qu’en tant que producteur - consommateur. Le socialisme comme le capitalisme l’asservissent à l’économie car ils ont récupéré dans leurs doctrines respectives tout ce qui, auparavant, relevait de la vie spirituelle. L’homme idéal est un homme hygiénique, vivant dans le confort et l’immédiateté au prix d’un travail qui l’absorbe et lui évite de se poser des questions morales ou métaphysiques. L’apologie du travail a atteint le stade d’une véritable mystique. Ainsi l’homme est-il devenu l’esclave de l’économie. »

Ce type de réaction reste toutefois assez marginal. À la fin du XXe siècle, les thèses de Schumpeter sont valorisées et prolongées par d'autres, telle en France la théorie du déversement, d'Alfred Sauvy, ouvertement optimiste : certes, avance l'économiste, le progrès technique détruit beaucoup d'emplois mais il n'y a pas lieu de s'inquiéter car il peut en créer d'autres aussitôt et en proportion, pour peu que l'on soit réactif. L'innovation engendre des gains de productivité qui, précise t-il, se traduisent par des hausses de salaires ou des baisses de prix, donc une élévation du pouvoir d'achat et du bien-être.
Bien que cette thèse soit régulièrement contestée et que les chiffres du chômage ne cessent d'augmenter, tendant à l'invalider, au début du XXIe siècle, le concept schumpeterien d'innovation tendra à remplacer celui de progrès sans susciter d'objections notoires (lire infra).

#### Modélisation de la pensée qui peut être en dehors du corps humain

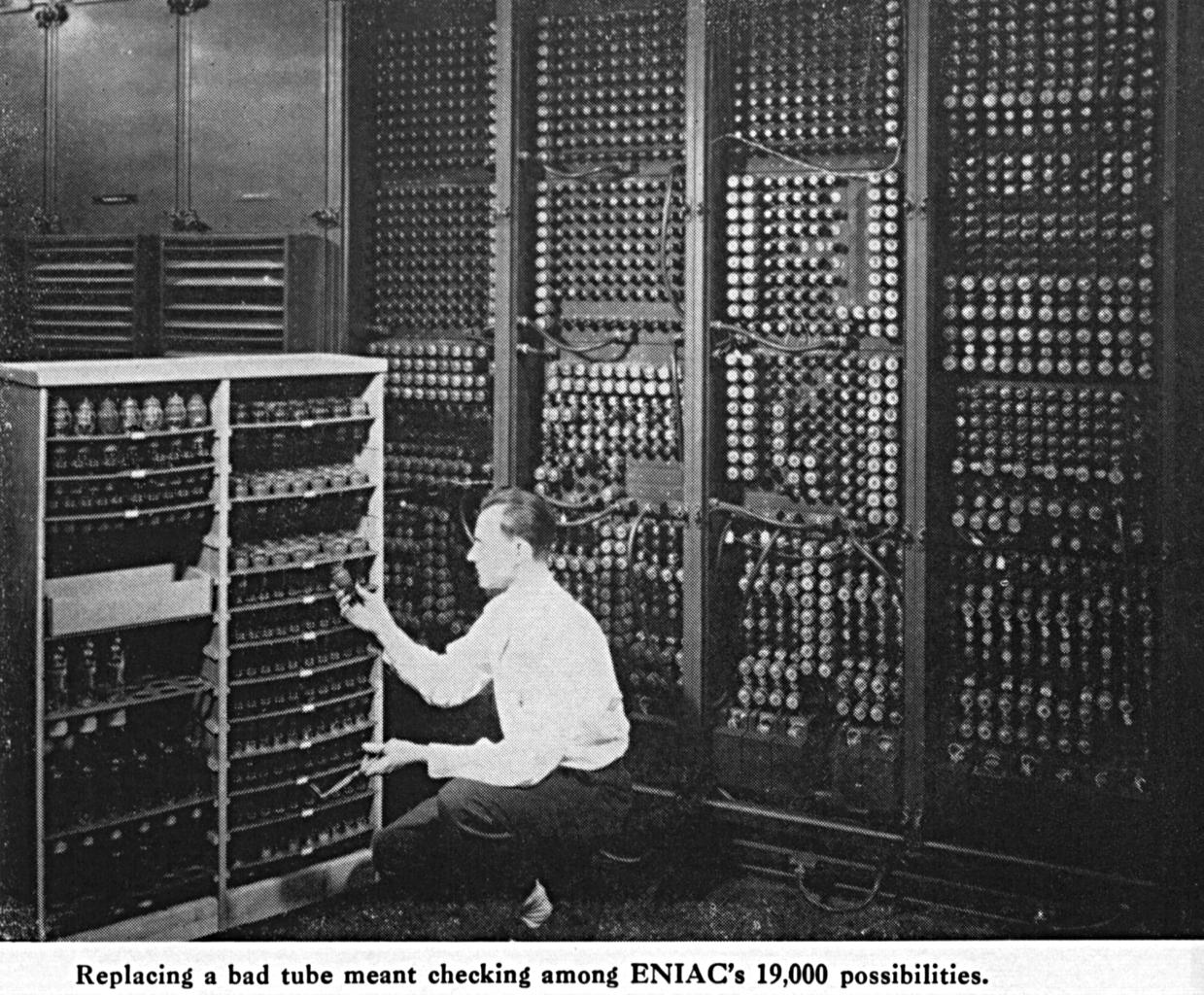
L'ENIAC, le tout premier ordinateur au monde (1945).

Parmi ceux-ci, le mathématicien Norbert Wiener introduit la notion de cybernétique et les concepts de « machine à penser » et de feedback (rétroaction).
Wiener expose ses théories dans deux livres. Dans la seconde partie de « Cybernétique et société », il affirme que « de même qu'une révolution est en cours, permettant aux machines de remplacer les muscles de l'homme, une autre est en train de poindre qui leur permettra de se substituer à son cerveau ».

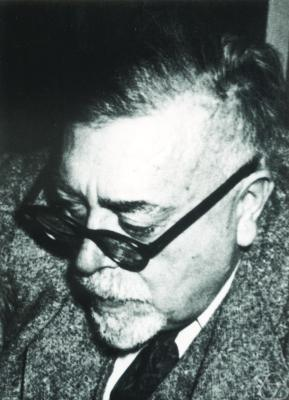
Norbert Wiener.

Et en 2015, Imane Sefiane, sociologue spécialiste dans « l'apologie de l’ère informationnelle », voit dans les positions de Wiener « une célébration du progrès technologique » :

« Plus de soixante ans après la publication de Cybernétique et société, à l’ère des NTIC, le message de Wiener prend une résonance particulière. La société de l’information n’est plus un rêve. Nous vivons bien à l’ère de machines informationnelles régissant et structurant notre société. La profusion de nouvelles technologies toujours plus performantes, la rapidité des transformations qu’elles génèrent, et les prodigieuses possibilités qu’elles permettent dans différents domaines de l’activité humaine ne sont plus à démontrer. (...) Le discours originel sur la société de l’information, tel qu’on peut le lire chez Wiener, est normatif. Cela implique que les propositions avancées ont une portée clairement philosophique et devraient, à notre sens, être appréhendées comme telles. »

. Et de plus Sefiane estime que, selon Wiener,

« les TIC sont des « bienfaits » à vocation « universelle » dont dépend la « confiance en l’avenir ». Le message véhiculé tend à inciter les citoyens à « s’équiper » de ces nouvelles techniques afin de ne pas être « exclus » ou marginalisés et « participer » à la société de l’information. »

Sefiane considère toutefois que Wiener reste continuellement partagé entre « l'enthousiasme et l'inquiétude » : 

« deux tonalités semblent s’opposer (chez lui). La première fait entendre que les machines informationnelles sont notre futur : « les messages entre l’homme et les machines, entre les machines et l’homme, et entre la machine et la machine sont appelés à jouer un rôle sans cesse croissant ». La seconde sonne l’alerte du danger qu’elles peuvent engendrer : « pour qui n’en a pas conscience, transférer sa responsabilité à la machine... C’est lancer sa responsabilité au vent et la voir revenir portée par la tempête ». »

#### Ego, «source vive du progrès»
En 1943, l'écrivaine américaine née en Russie Ayn Rand publie La Source vive, une fiction dans laquelle elle plaide pour un individualisme radical, affirmant notamment que « l'ego de l'Homme est la source vive du progrès ». Et en 1957 - donc en pleine Guerre froide et alors que le collectivisme pratiqué en URSS est vivement critiqué aux États-Unis -, elle développe ses thèses dans son roman La Grève ( qui devient rapidement un best-seller ) : l'ingéniosité de la personne constitue « le moteur du progrès social ».

Mais Rand est beaucoup plus radicale que les penseurs libéraux, qui ne remettent pas en cause les fonctions régaliennes de l'État, ne nient pas la nature sociale de l'homme, tiennent à différencier « individualisme » et « égoïsme » et pour qui, selon l'expression de Ludwig von Mises, « l'individualisme est une philosophie de coopération sociale et d'intensification progressive du nœud social ». Refusant toute forme de coercition, Rand s'en remet exclusivement aux valeurs du moi et de la raison, ce qui incite l'économiste Claude Rochet à qualifier sa vision de « fascisme sans führer » et le journaliste Martin Legros à y voir « un socle philosophique tout à fait cohérent au transhumanisme » : 

« en vertu de la liberté absolue qu'il a sur lui-même, l'individu peut se transformer et même transformer sa propre condition. Il n'est pas tenu de préserver en lui cette « dignité » qui, pour les humanistes classiques, fondait la liberté et au nom de laquelle il était possible de limiter les usages de la liberté individuelle. »

Le succès de La Grève est tel que le livre est parfois qualifié de « plus influent aux États-Unis après la Bible ». Or pour certains psychologues, les engouements collectifs comme celui-ci constituent des phénomènes de compensation à la massification de la société.

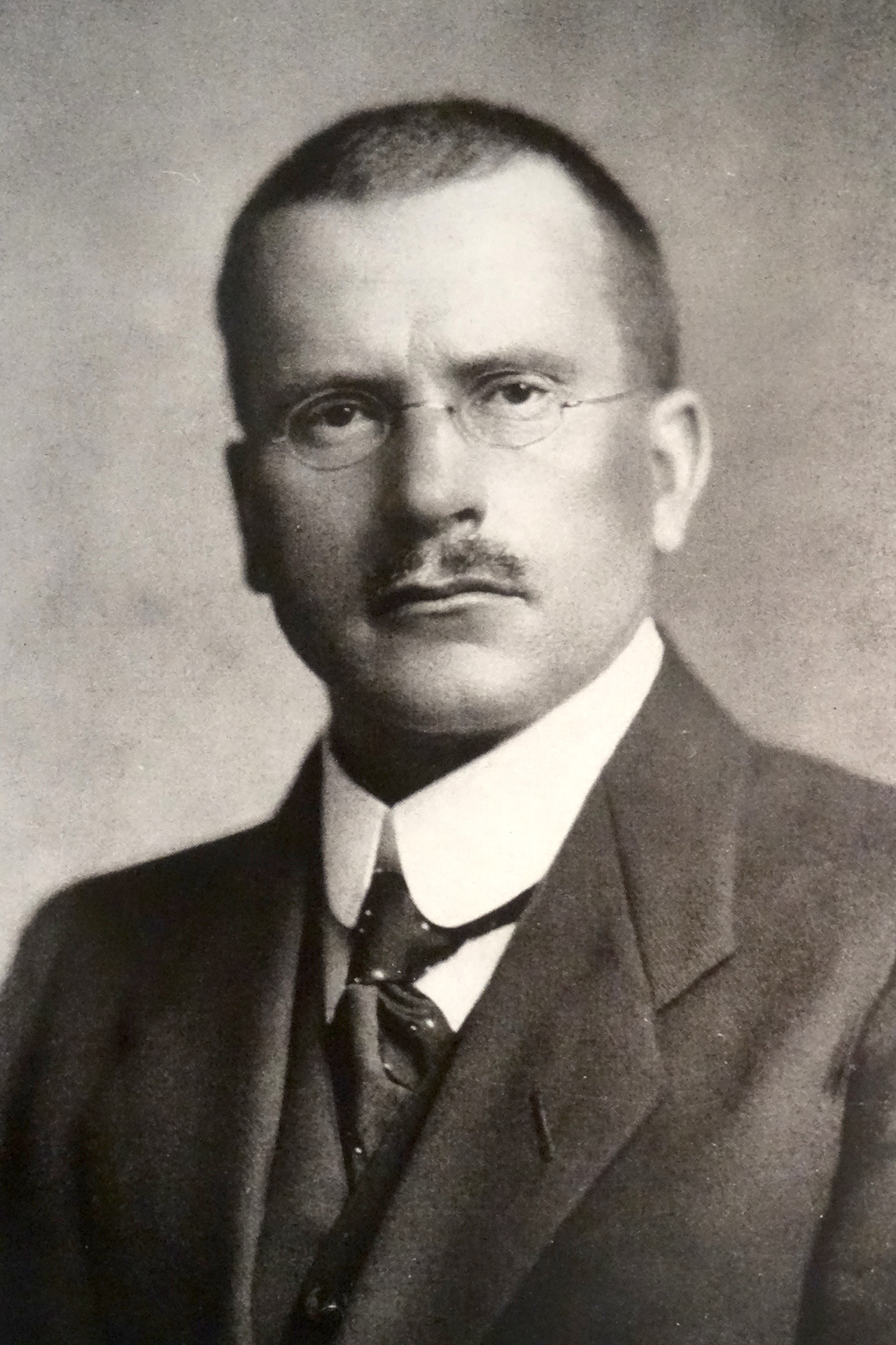
Carl Gustav Jung.

C.G. Jung voit derrière les idéologies et les doctrines dominantes un facteur pathologique, qu'il nomme « inflation du moi »; Et sa conception de l'« individu » diffère radicalement de celle défendue aussi bien par Rand et que par les libéraux. Croire que l'individu est un être exclusivement rationnel, affirme t-il, c'est faire fausse route car il existe des façons d'aborder le monde qui sont irrationnelles, par exemple l'intuition, et qui sont tout autant dignes d'intérêt que la raison. Et il estime que quiconque identifie son psychisme à son seul moi surestime celui-ci et, ce faisant, n'est pas à même de repérer en lui, dans son inconscient, un certain nombre de complexes ; en conséquence de quoi, il projette ceux-ci à l'extérieur (sur des personnes, des objets, des idéaux...), ce qui l'expose ensuite - qu'il finisse ou non par se rendre compte qu'il a « pris ses désirs pour des réalités » - à toutes sortes de déconvenues.

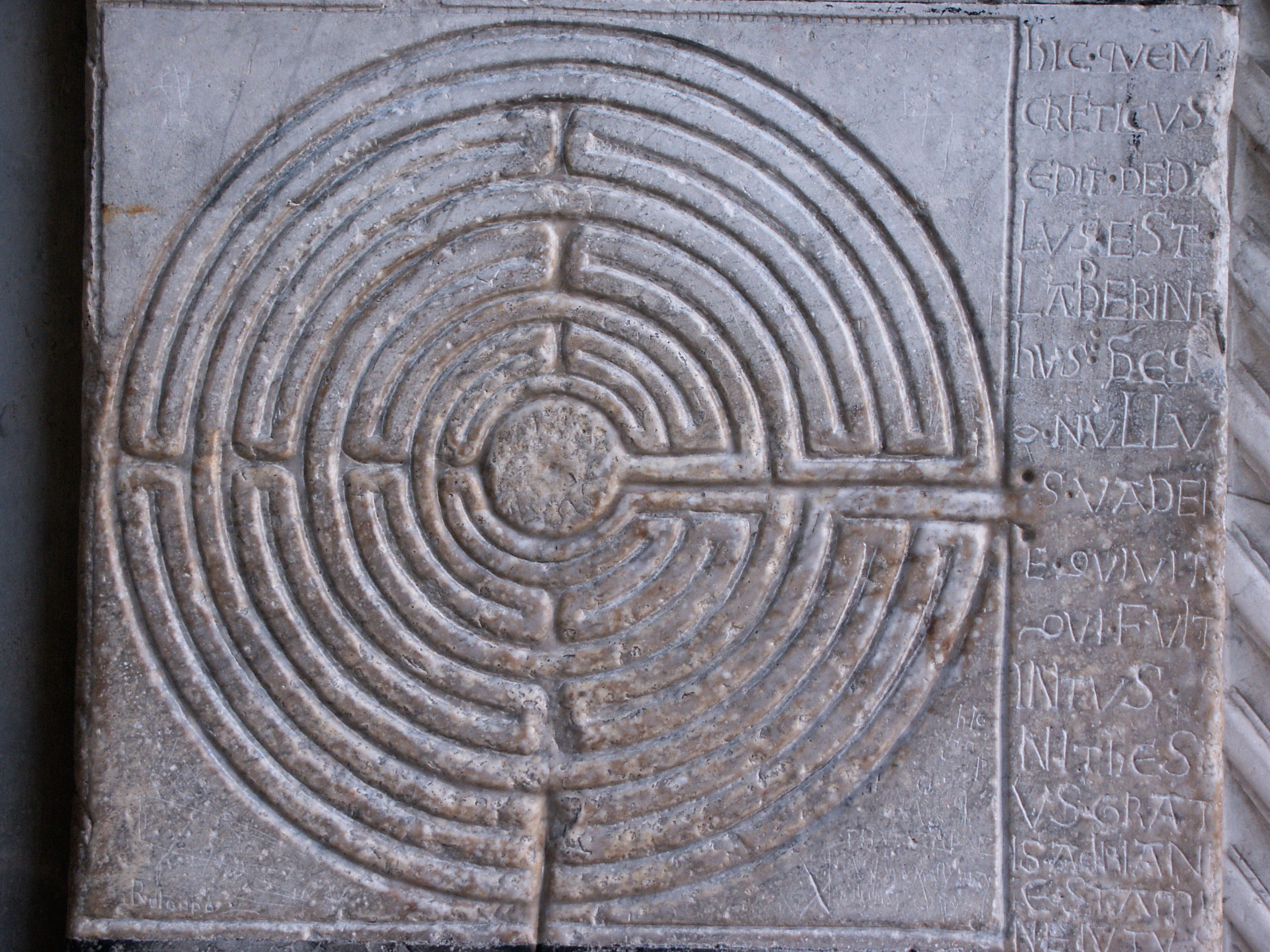
Selon C.G. Jung, le processus d'individuation s'apparente à une progression dans un labyrinthe.

Faisant du « processus d'individuation » le concept-clé de sa méthode, Jung estime qu'on n' est pas un individu de facto : on ne le devient qu'au fil d'un long et méticuleux travail d'introspection (lire supra), et certainement pas par le biais d'interventions effrénées sur le monde extérieur (le travail, le technique, l'innovation...) telles que les vantent les discours progressistes, qu'au passage il égratigne : « le progrès et l'évolution sont des idéaux qu'on ne saurait nier ; mais ils perdent leur valeur si l'homme ne parvient au stade nouveau qu'à l'état de fragment de soi même, ayant laissé dans l'ombre de l'inconscient tout ce qui constitue son arrière-plan et forme l'essentiel, l'ayant abandonné à l'état primitif, disons même de barbarie ». Dans les faits, les théories de l'inconscient (parmi lesquelles celles de Jung) vont connaître une réception beaucoup plus faible que les sciences cognitives et le comportementalisme, approches héritées du darwinisme social et de la philosophie utilitariste puis importées des États-Unis. Jung lui-même en exprime le regret lors d'un entretien donné en 1957 à un psychologue américain : « En Amérique, vous êtes très en avance en ce qui concerne la technique mais en psychologie, vous avez cinquante ans de retard. Simplement, vous n'avez pas compris. C'est un fait. »,.
Véronique Liard, professeur en études germaniques, résume ainsi la position de Jung à l'égard du progrès : 

« Les progrès qu’a permis l’intellect ne sont certes pas négligeables, mais le matérialisme croissant s’accompagne d’une perte des connaissances sur l’âme. L’homme, pour qui seul l’extérieur compte, ne se contente pas de ce qui lui est nécessaire ; il veut toujours plus, toujours mieux. Mais plus il recherche les merveilles de ce monde, plus il fait taire la voix intérieure qui s’élève de temps en temps pour réclamer elle aussi son tribut. (...) La prospérité nous a convaincus des joies que procure le matérialisme ; elle a même contraint l’esprit à trouver toujours plus de moyens pour l’améliorer, mais elle n’a jamais produit d’esprit en soi. Rares sont ceux qui s’aperçoivent que le bonheur matériel est un danger pour l’esprit. De plus, la soif de connaissance scientifique, l’avidité de richesses et l’ambition sociale nous font vivre dans le futur. On essaie d’oublier le plus vite possible le passé, alors que la culture est essentiellement basée sur la continuité et une préservation du passé. »

Aux États-Unis puis en Europe, de nombreux psychologues comportementalistes se mettent au service des entreprises et des organismes publics afin d'aider les « individus » à s'adapter autant que possible aux cadences et aux méthodes exigées par le monde moderne et - in fine - se mettre au service du néolibéralisme.

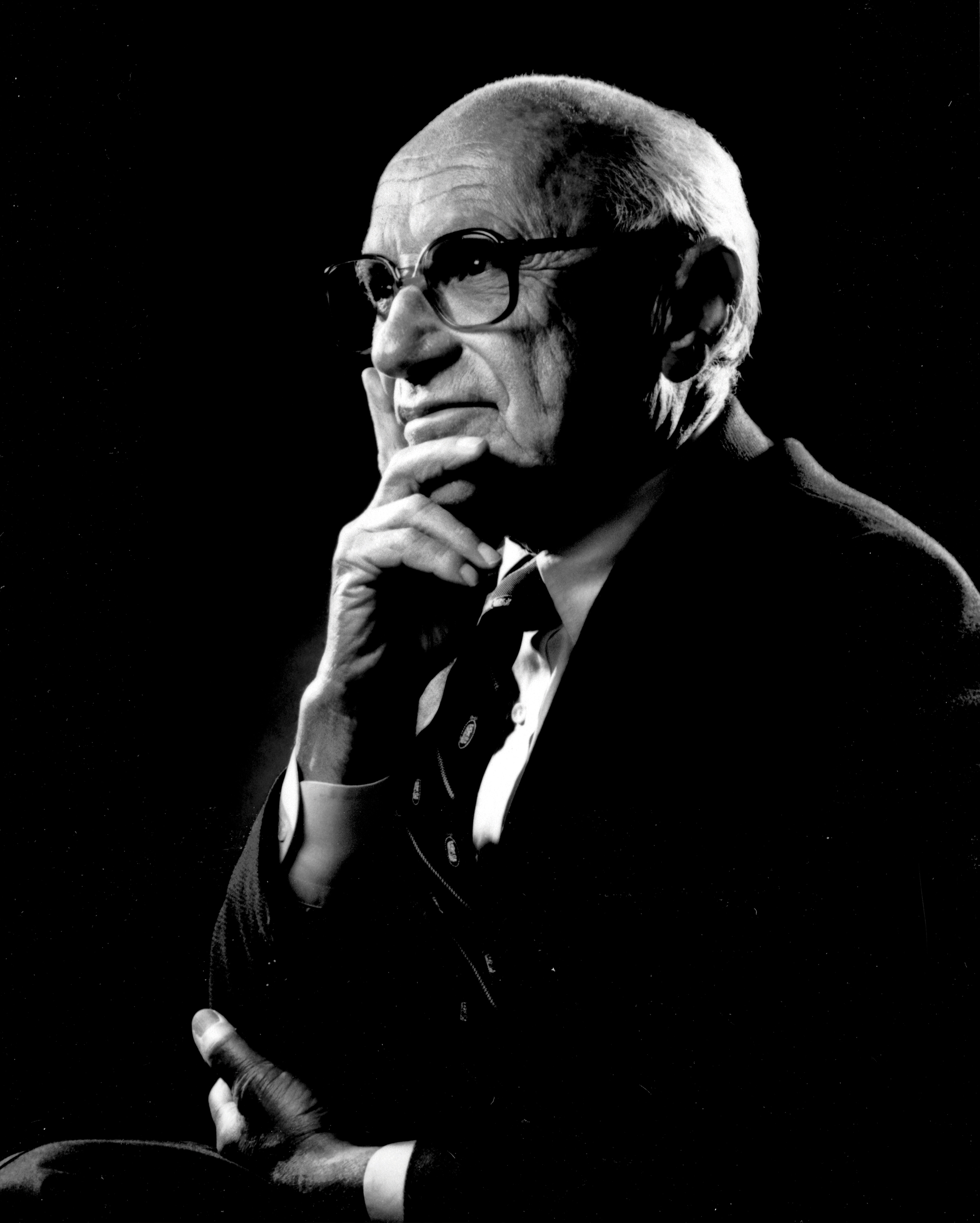
Milton Friedman.

Parmi les théoriciens du néolibéralisme les plus influents figurent les économistes Friedrich Hayek et Milton Friedman. Le premier est un fervent défenseur de l'individualisme, tout comme le second qui déclare : « le monde avance grâce à des individus qui poursuivent leur propre intérêt ». Or, durant les années 1980, sous l’impulsion de Ronald Reagan, président des États-Unis, et de Margaret Thatcher, Première ministre britannique, et plus encore durant la décennie suivante, après la fin du communisme, le néolibéralisme ne rencontrera plus guère d'adversaire idéologique et gagnera l'ensemble de la planète.
Mais peu avant, en 1979, l'Américain Christopher Lasch aura contesté les présupposés des néolibéraux, au motif que l'individualisme ne garantit nullement que les marchés s'effectuent de façon rationnelle, ainsi qu'ils le prétendent, mais qu'il constitue au contraire l'origine de la « société de consommation » et de tous les comportements irrationnels que celle-ci induit ; selon lui : la montée en puissance du narcissisme, la culture de l'instant, l'achat compulsif et la consommation ostentatoire... lesquels, avancera t-il à la fin des années 1980, constituent « l'exact contraire de ce que l'on entend en général par le mot "progrès" ».

#### Progrès «déshumanisant»

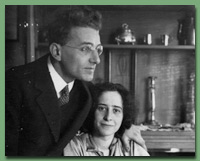
Günther Stern, ici à gauche, en 1929, avec son épouse Hannah Arendt, avant d'adopter le pseudonyme Günther Anders.

En 1956, menant une réflexion de fond sur les concepts d'humanité et de progrès après Hiroshima et Auschwitz, le philosophe autrichien Günther Anders estime qu'en regard de ses réalisations techniques, l'être humain est « dépassé, « obsolescent »,.
Il développe le concept de « honte prométhéenne », désignant par là le sentiment que l'homme éprouve lorsqu'il se compare à ses productions, ne supportant pas l'idée que, contrairement à elles, il ne relève pas du processus de fabrication rationalisé qui leur a donné naissance. L'homme moderne a honte de devoir son être à la nature et non à un processus technique, il a honte d'avoir évolué, progressé, « naturellement » « d'être devenu plutôt que d'avoir été fabriqué », résume Anders. Ainsi, selon lui, la mutation de l'humanité correspond à une volonté inconsciente de supprimer tout obstacle naturel par des moyens techniques, afin de mettre un terme à la honte de se savoir un « produit de la nature ».
L'analyse d'Anders passe relativement inaperçue (son livre ne sera traduit en français qu'en 2002) mais selon le philosophe Hicham-Stéphane Afeissa, elle préfigure l'apparition de l'idéologie transhumaniste, à la fin du siècle : décrivant ce qu'il appelle « l'homme sans monde », le philosophe met en garde contre la montée d'un « monde sans homme », sans humanité, dépourvu de sensibilité et de sens critique, à l'image du robot et du cyborg qui constituent ses nouveaux modèles.

#### «Progrès», «développement», «croissance»

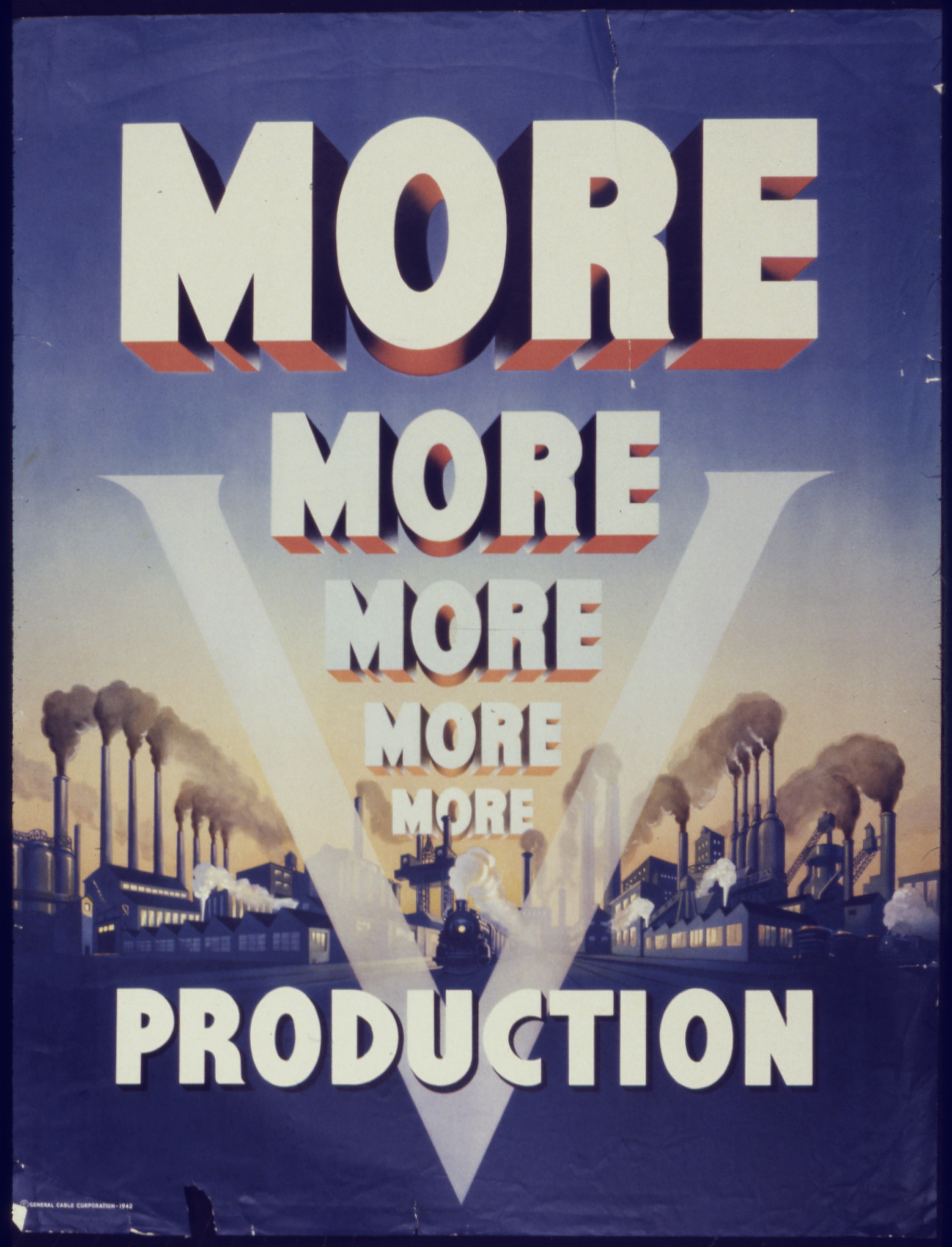
Poster américain de la Seconde Guerre mondiale appelant à augmenter les cadences de production.

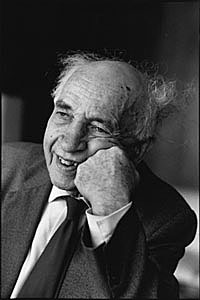
Alfred Sauvy.

Au lendemain de la Seconde Guerre mondiale, les pays d'Europe se sont engagés dans d'importantes politiques de reconstruction des villes et  il fallait « remettre l'économie en marche » et l'objectif de croissance s'est mué rapidement en impératif. Après le temps des privations, les populations ont pu d'autant plus s'adonner à la consommation de biens matériels que celle-ci leur devenait financièrement accessible. Conçues puis perfectionnées pour la plupart aux États-Unis, les nouvelles techniques de production autorisaient en effet une réduction sensible des coûts. Ainsi s'est amorcée une période de trois décennies d'expansion continue (qualifiée par la suite de « Trente glorieuses »), opérée non plus au nom de la reconstruction mais de la modernisation : être « progressiste » revenait à être « moderne », « vivre avec son temps » , ne pas le remettre en question. Ainsi, « le progrès » est devenu un mode de vie axé sur une quête permanente de confort matériel (appareils électro-ménagers, automobile, télévision, supermarchés, centres commerciaux, etc) doublée d'une totale insouciance en regard des dommages écologiques et sociaux causés par cette explosion de la consommation.

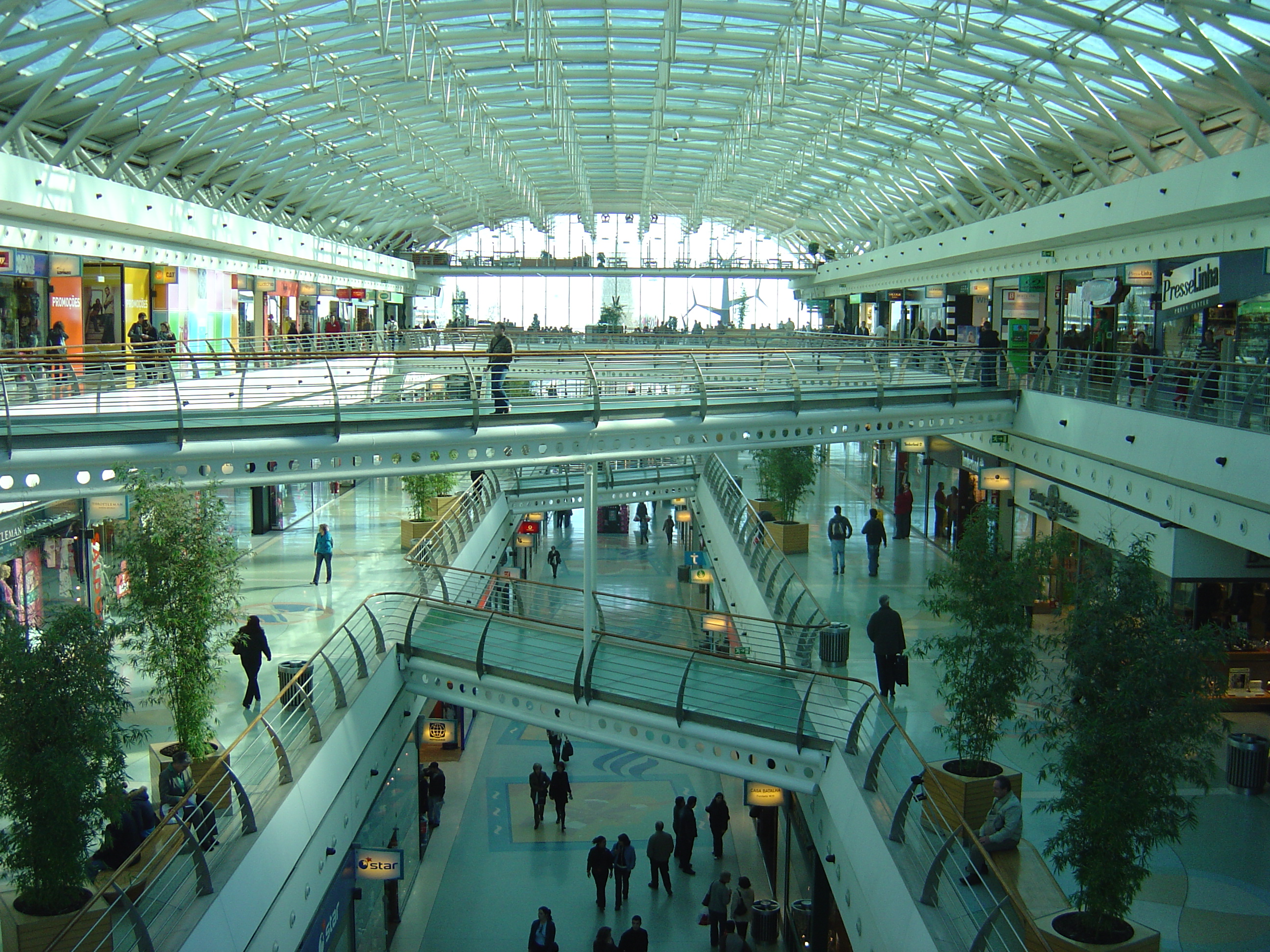
Intérieur d'un centre commercial.

Alors que, dès la fin de la Guerre, sous l'impulsion des États-Unis (et notamment d'un discours du président Truman en 1949), l'idée de progrès a déjà pris le sens de « développement économique », elle est désormais défendue de façon implicite par des millions de consommateurs, non plus par des discours idéologiques mais par leurs comportements. De même, au motif répété que « la croissance » est « créatrice d'emplois », elle est devenue le premier leitmotiv des politiciens, toutes sensibilités confondues. Pour continuer d'être stimulée, cette « croissance » nécessite un dispositif de propagande continue et c'est la publicité qui assure ce rôle : on désigne par « productivisme » l'idée selon laquelle l'économie n'est pas guidée par la consommation (les besoins) mais où la publicité crée artificiellement des besoins (désirs) de sorte à stimuler indéfiniment la production, "coûte que coûte", quitte à générer des surplus, donc du gaspillage. Et c'est précisément en cela, en cette « fuite en avant », soutient le philosophe Henri Lefebvre, que l'idéologie de la croissance constitue une variation de celle du progrès. Ellul précise que cette course au gaspillage était appelée à s'accroître du fait qu'en raison du « progrès technique », les coûts de production diminuent.
Durant les années 1950, il arrive que le terme « progrès » reste usité dans le champ des sciences humaines sans être remis en question. Ainsi, le démographe et économiste Alfred Sauvy lui accole des qualificatifs connotés scientifiquement. Il distingue le « progrès processif » du « progrès récessif » : le premier profite aux « dominés » parce qu'il ouvre des emplois nouveaux ; inversement le second profite aux « dominants » parce qu'il renforce le monopole des possédants. À la même époque, son collègue Jean Fourastié tient un discours profondément optimiste à l'égard du progrès.

Au fil des années 1960, l'économie ne cesse de se techniciser, démontrant notamment ses capacités à modéliser mathématiquement les comportements humains et imposant sa légitimité au statut de science,. Un grand nombre d'économistes adhèrent alors à la « théorie du choix rationnel », selon laquelle les individus sont des « acteurs » se comportant systématiquement de façon logique. La notion de progrès est alors assimilée à celle de croissance économique. Pour Bernard Charbonneau, cette assimilation est lourde de conséquences : 

« Célébré par Fourastié, Sauvy, les médias et les politiciens, le culte du Changement atteint son apogée durant les Trente Glorieuses. Partout, des gros ouvrages scientifiques aux manuels scolaires, chiffres et statistiques démographiques et économiques démontrent ce qui va de soi. (...) Le progrès, c'est l'indiscutable, donc l'indicible : la Vérité autant que la réalité par excellence. Car il est non seulement en marche vers la justice sociale et la liberté pour tous les individus mais c'est le Fait : la Nécessité à laquelle nul ne peut échapper. Ainsi, il résout toutes les contradictions, y compris la contradiction fondamentale entre l'Esprit et la Matière. On comprend que, pour qu'il y ait Progrès, il faut non seulement que celui-ci progresse mais qu'il le fasse de plus en plus vite : les taux de croissance aussi doivent croître. Le développement est exponentiel ou il n'est pas ; une courbe qui ne se redresse pas est une courbe qui retombe. Le Progrès est en marche vers l'Absolu. Aussi s'intègre t-il dans l'Évolution qui, partie de la matière élémentaire, s'élève implacablement jusqu'à la perfection infinie. Plus de querelle comme autant de Lamarck : la Science et la Raison, la Morale et la Religion sont d'accord. L'Évolution peut être alors accommodée à la sauce rationaliste et athée, ou à la sauce chrétienne selon la recette Teilhard. (...) Le dogme du Progrès spirituel, identifié à celui de l'Histoire et de la science humaines, succède à celui du Péché. »

À la fin du XXe siècle, le mot « développement » s'est imposé dans le langage courant. Analysant l'impact du mot « développement », l'universitaire suisse Gilbert Rist considère que, depuis la fin de la Première Guerre mondiale, « progrès » et « développement » participent d'une seule et même idéologie : l’évolutionnisme social. Selon lui, le système des mandats établi en 1919 par la Société des Nations a rendu légitime l’intervention des nations industrialisées en Afrique et en Asie, au nom de « la civilisation », ce mot finissant par devenir à son tour synonyme de « progrès ».

« L’analyse étymologique et sémantique du terme complète ici son approche socio-historique. Rist montre ainsi qu’il porte nombre d’implicites et d’affects : son usage fait référence à une métaphore organiciste qui affecte au développement une directionnalité positive, une continuité et une irréversibilité. En appliquant les principes naturels de la croissance organique à des institutions sociales et à l’Histoire à travers le concept de développement, force est de constater que celui-ci bascule dans le champ du mythe et du religieux : on incante plus qu’on ne prouve et ne pratique le développement. Comment alors l’examiner, le critiquer voire le remettre en question, puisqu’il est porteur d’idéaux et d’imaginaires que nous partageons tous ? »

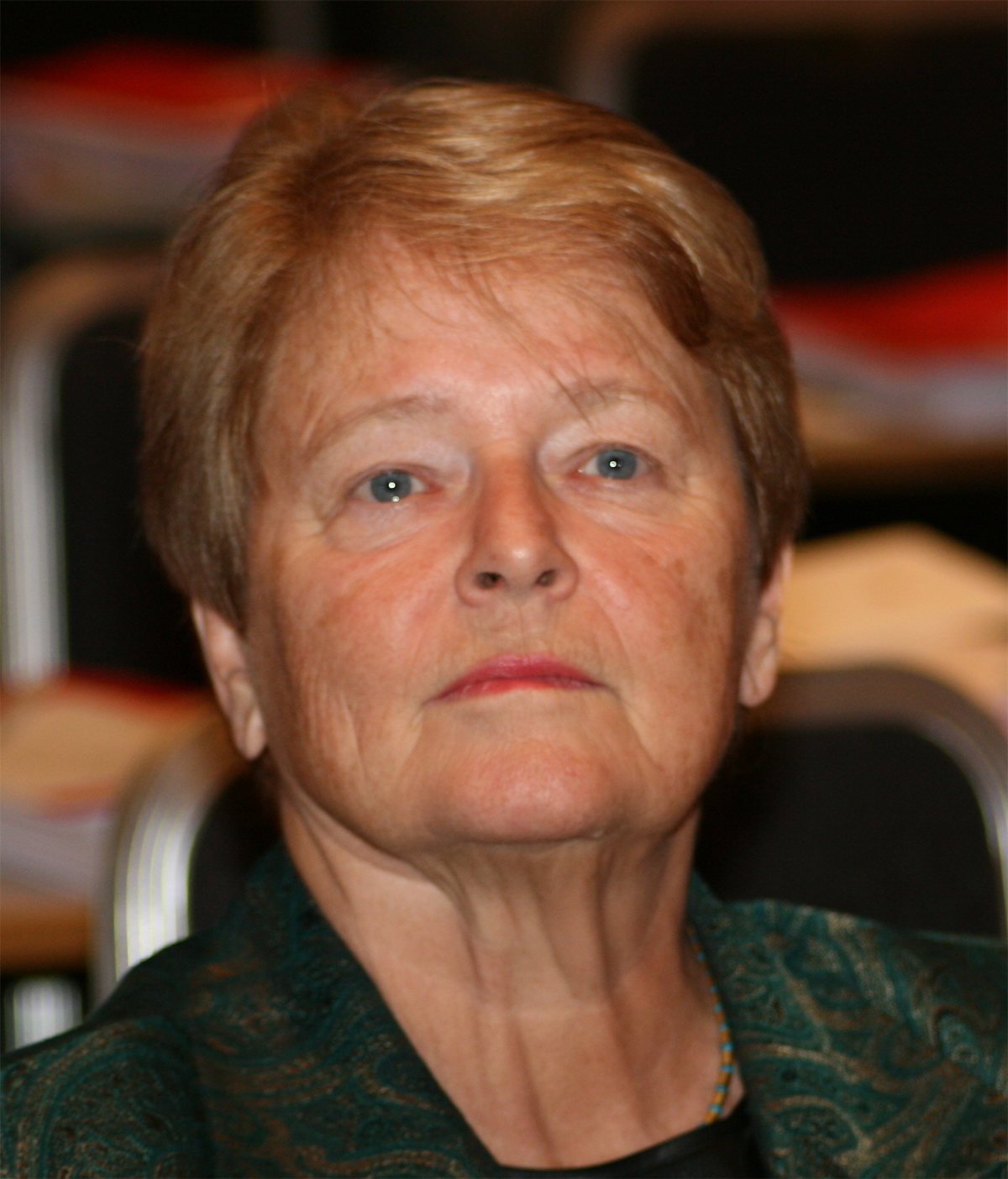
En 1987, la Norvégienne Gro Harlem Brundtland a présidé à la rédaction du rapport « Notre avenir à tous », sous l'égide des Nations unies, qui pose la définition du principe du développement durable.

Dans le contexte de la crise environnementale, l'expression « développement durable » (forgée en 1987 dans le Rapport Brundtland rédigé pour le compte de l'ONU) connaît un succès considérable.

#### «Progrès technique» versus «progrès social»

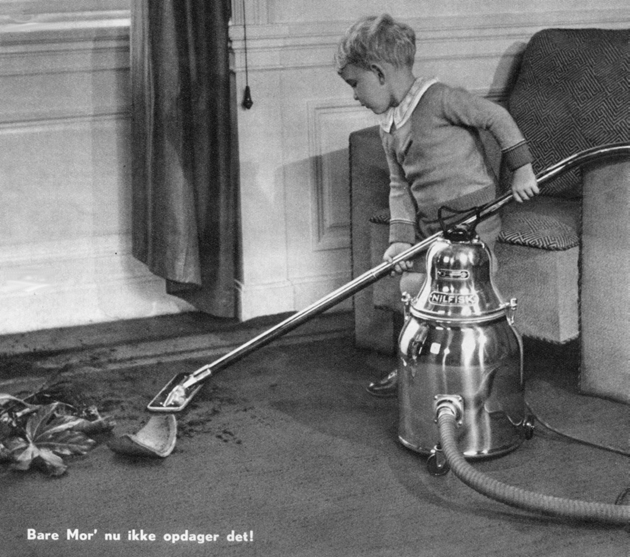
Publicité danoise pour un aspirateur, 1935.

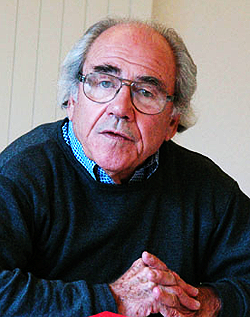
Jean Baudrillard (ici dans les années 2000).

Dès l'après-guerre, différents intellectuels s'efforcent d'analyser le sens de cet amalgame.
Cette montée en puissance simultanée de l'homo œconomicus et de l'individualisme a des conséquences considérables sur l'évolution des rapports sociaux : elle mène à ce que, dans les années 1950, le philosophe Henri Lefebvre appelle la « société de consommation ». L'anthropologue français Louis Dumont en tire l'hypothèse que, bien qu'étant théoriquement fondées sur des principes égalitaristes, les sociétés occidentales en viennent à tolérer de plus en plus les inégalités sociales et même à leur trouver une légitimation. Dès 1950, dans un livre qui connait un vif succès aux États-Unis mais qui ne sera traduit qu'une quinzaine d'années plus tard en France, le sociologue américain David Riesman estime quant à lui que ce phénomène ne se traduit pas seulement par un accroissement des inégalités entre nations (pays industrialisés et pays du Tiers Monde) et au sein d'un même pays ; il s'exprime également par une tendance prononcée, chez les couches sociales favorisées, la middle class, à une quête incessante de confort et par suite à un conformisme croissant à l'ordre économique existant, dont elle espère sans cesse qu'il lui procure ce confort.
En France, le philosophe Jean Baudrillard explique dans les années 1960 que la différence essentielle entre la réclame et la publicité, c'est que la première se limite à vanter les mérites de tel ou tel produit tandis que la seconde promeut tout un style de vie : elle élève l'acte de consommer à un signe de distinction sociale. En 1967, dans son livre Métamorphose du bourgeois, Jacques Ellul considère lui aussi que l'idéologie du progrès technique est entièrement fondée sur ce qu'il appelle « l'idéologie du bonheur ».

#### Raymond Aron

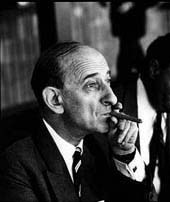
Raymond Aron.

Commentant en 1969 les événements politiques de l'année précédente, au cours de laquelle la jeunesse des pays industrialisés occidentaux a manifesté dans la rue son rejet des formes traditionnelles d'autorité (Dieu, les parents, les patrons, les intellectuels...), le sociologue français Raymond Aron évoque, en pastichant le titre de Georges Sorel, les « désillusions du progrès » :

« Après un quart de siècle de croissance économique, la société moderne affronte de nouveaux assauts : les uns, disciples fidèles ou infidèles de Marx, dénoncent ses échecs relatifs ou partiels, les îlots de pauvreté au milieu de la richesse, l'inégalité excessive de la répartition des revenus ; les autres, dont l'inspiration remonte à Jean-Jacques Rousseau, voire aux romantiques, vitupèrent contre la barbarie de la "civilisation industrielle", la dévastation de la nature, la pollution de l'atmosphère, l'aliénation des individus manipulés par les moyens de communication, l'asservissement par une rationalité sans frein ni loi, l'accumulation des biens, la course à la puissance et à la richesse vaine. (...) Tout se passe comme si les désillusions du progrès, créées par la société moderne (...) étaient éprouvées par la jeune génération avec une telle intensité que l'insatisfaction endémique s'exprime en révolte. »

#### Jacques Ellul

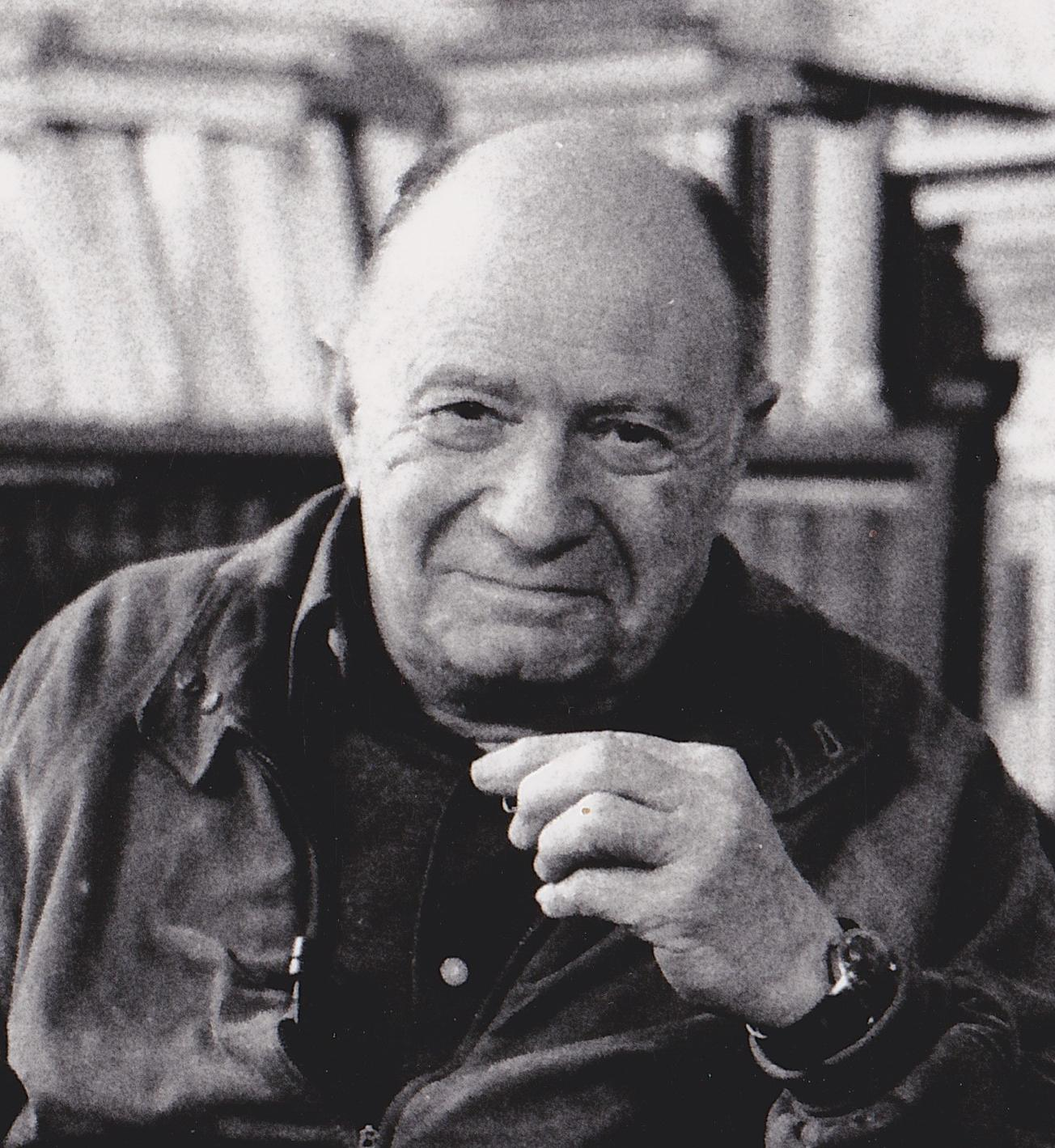
Jacques Ellul.

En 1987, Jacques Ellul écrivait :

« Nous vivons le phénomène de la démocratisation du mal. (...) Un nombre de plus en plus grand d'entre nous accède à la possession d'instruments qui peuvent nuire aux voisins. (...) Des moyens qui, autrefois, étaient réservés à des puissants, des riches (...) et constituaient leur privilège sont maintenant à la portée de tous. (...) Cela nous paraît naturel, c'est une démocratisation du confort, du bien-être, une élévation du niveau de vie, et vu sous cet angle optimiste, c'est très bien. Mais c'est en même temps la démocratisation du mal que l'on peut se faire à soi-même et aux autres. (...) L'homme de notre société n'est assurément pas plus mauvais que celui des siècles passés mais (...) il a maintenant des moyens qui le rendent redoutable. »

Pour lui les politiciens associent fréquemment la notion de progrès à celle de démocratie, afin de la connoter positivement.

Selon J. Ellul, le nœud du problème est le « progrès technique », plus exactement le fait que « la technique » en soi (et non pas « les techniques ») est devenue au fil des générations l'objet d'une vénération inconsciente et collective. En 1954, La Technique ou l'Enjeu du siècle constitue l'un des premiers ouvrages fondateurs de la pensée technocritique. L'auteur conçoit la technique comme un phénomène autonome (la marge de manœuvre des humains pour contrôler ce phénomène est de plus en plus limitée). À la différence de l'historien américain Lewis Mumford, qui s'inquiète des effets du machinisme sur la vie spirituelle et culturelle (Le Mythe de la machine, 1967), Ellul considère que la question du progrès technique dépasse largement celle des équipements matériels (les « technologies »), elle englobe également les moyens immatériels, tout ce par quoi les humains repoussent toujours plus les limites de la rationalisation. En un mot : les méthodes, au premier rang desquelles viennent la division rationnelle du travail, le management, le marketing, les relations publiques... tout ce qui concerne la recherche de l'efficacité maximale, dans n'importe quel contexte :

« La préoccupation de l'immense majorité des hommes de notre temps, c'est de rechercher en toutes choses la méthode absolument la plus efficace. »

Conséquence ultime de son raisonnement, J. Ellul estime que la technique ne peut plus se définir comme « un ensemble de moyens permettant d'atteindre tel ou tel but », que ces moyens soient « matériels » ou « immatériels » : elle est devenue une fin en soi. Et il en va ainsi, explique t-il, parce que les humains sacrifient tout à l'autel de l'utilité et de la nécessité. La technique constitue un facteur qui détermine tous les autres, y compris le capitalisme : « Il est vain de déblatérer contre le capitalisme, dit-il, ce n'est pas lui qui crée ce monde, c'est la machine. ». Or s'il en est ainsi, poursuit-il, c'est parce que la technique est sacralisée :

« Le sentiment du sacré et le sens du secret sont des éléments sans lesquels l'homme ne peut absolument pas vivre. Or l'invasion technique désacralise le monde dans lequel l'homme est appelé à vivre. Pour la technique, il n'y pas de sacré, il n'y a pas de mystère, il n'y a pas de tabou. Et cela provient justement du [fait qu'elle est devenue un phénomène autonome]. (...) La technique est désacralisante car elle montre, par l'évidence et non par la raison (...) que le mystère n'existe pas. (...) L'homme qui vit dans le milieu technique sait bien qu'il n'y a plus de spirituel nulle part. Et cependant, nous assistons à un étrange renversement ; l'homme ne pouvant vivre sans sacré, il reporte son sens du sacré sur cela même qui a [désacralisé la nature] : la technique. Dans le monde où nous sommes, c'est la technique qui est devenu le mystère essentiel. »

J. Ellul reprendra cette analyse en détail plus tard dans deux ouvrages, Métamorphose du bourgeois (1967) et Les nouveaux possédés (1973), arguant  — comme C. Schmitt et K. Löwith l'ont fait avant lui —  que ce que l'on appelle « modernité », « bonheur », « progrès », « humanisme », « sécularisation »... sont des concepts apologétiques directement calqués de la culture chrétienne. Selon lui, l'idée de progrès est profondément religieuse.
J. Ellul ne s'est pas posé exclusivement en penseur technocritique, toute une partie de son œuvre a traité de questions éthiques en proportion, précisément, de la poussée exponentielle du progrès technique. Il s'est régulièrement efforcé d'argumenter autour d'une idée : « Ce n'est pas la technique qui nous asservit mais le sacré transféré à la technique, qui nous empêche d'avoir une fonction critique et de la faire servir au développement humain ». Ce faisant, il se fondait sur deux postulats : 
1. « On proclame que l’homme moderne n’est plus religieux mais on se garde bien de dire ce qu'est la religion, et de même le sacré ou le mythe... et si parfois on s'y hasarde, c'est toujours une définition ad hoc, faite après coup, dans un but de légitimation. Il y a là une complète obéissance à des présupposés non critiqués, [formulés] sans discernement[165]. » ;
2. le présupposé non critiqué de l'homme moderne est par excellence la technique ; ceci parce qu'elle est pour lui source de confort matériel et que c'est ce confort qu'il privilégie par-dessus tout, y compris la liberté et à commencer par elle.

Il invite ses lecteurs à penser la quête de liberté comme l'antithèse de l'autonomie du progrès technique et il fonde sa propre conception sur trois principes : la contemplation, la non puissance et la référence à une entité transcendant la raison : « Le plus haut point de rupture envers cette société technicienne, l’attitude vraiment révolutionnaire, serait l’attitude de contemplation au lieu de l’agitation frénétique. » et « Le choix de la non puissance, et celui-là seul, nous situe dans une échelle de valeurs où la Technique n'a plus rien à faire. (...) La non-puissance n'est pas l'impuissance. (...) L'impuissance, c'est ne pas pouvoir à cause des circonstances de fait, à cause des limitations de notre nature, à cause de notre condition. (...) La non-puissance, c'est pouvoir et ne pas vouloir le faire. C'est choisir de ne pas faire. Choisir de ne pas exercer de domination, d'efficacité, choisir de ne pas se lancer dans la réussite. »
Influencé par les positions de Max Weber sur les liens entre capitalisme et christianisme, J. Ellul développe une analyse de la Valeur-travail du progrès sur une prise en considération du temps long. Il retient cinq phases :
1°) pour faire accepter la pénibilité du travail aux ouvriers et pour se donner bonne conscience, la bourgeoisie européenne du XVIIIe siècle justifie l’usure au travail par une interprétation moralisante de la Bible ; ce faisant, elle érige le travail en valeur, elle en fait une idéologie ; 
2°) sur cette base, la bourgeoisie fonde une autre idéologie, " l’idéologie du bonheur " : plutôt que d'espérer le salut de leur âme dans un hypothétique au-delà, après leur mort, les humains doivent travailler d'arrache-pied pour accéder au bien-être matériel, dès leur vivant et dans un " ici-bas " bien réel ;
3°) c'est ainsi que la vie politique est peu à peu annexée par l'économie et que s'élabore le productivisme, idéologie de la croissance ;
4°) pour être toujours plus productifs, et décupler sans cesse leurs forces, les hommes inventent et multiplient les machines ;
5°) celles-ci devenant « intelligentes » avec l'informatique, le travail intellectuel — après le travail physique — n'est plus créateur de richesse et c'est en revanche la technique qui le devient. Or cela, les humains n'en prennent pas conscience.
Ellul estime en effet que, théoriquement, les humains pourraient profiter du fait que la technique leur libère du temps pour se défaire de l'idéologie du travail et se pencher par exemple sur des questions d'ordre spirituel mais, en réalité, il n'en est rien : engoncés dans une vision du monde étroitement matérialiste, ils continuent de faire du travail une valeur ; qui plus est, ils sacralisent la technique inconsciemment du fait qu'elle optimise sans cesse le travail et quand bien même elle les écarte progressivement de la chaîne de production. Les nuisances se multiplient alors sans que nul ne puisse y remédier : concurrence effrénée entre les entreprises, donc entre les individus, stress au travail, chômage de masse et précariat, catastrophe écologique, etc.

#### Paix

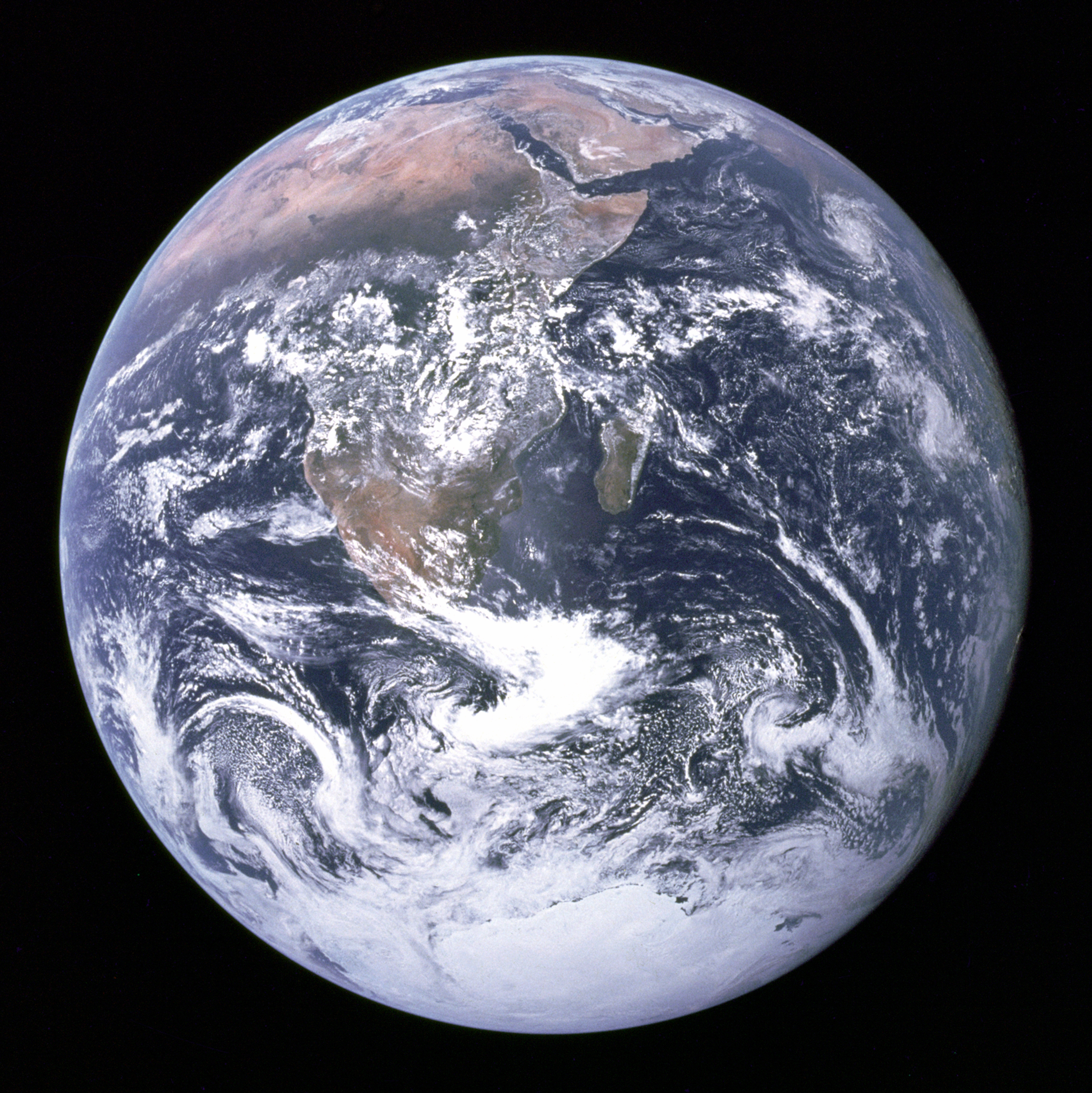
La Terre vue depuis la Lune.

Affiche du Département de la Guerre américain, v. 1940-1945.

À la fin des années 1960 (précisément à l'époque où les Américains marchent sur la Lune), leurs multinationales et les États impactent de plus en plus sur les décisions politiques à l'échelle planétaire. Un nouveau type de guerre apparaît alors comme le nouvel aiguillon du « progrès », alias la croissance économique : la « guerre économique ». Le financier français Bernard Esambert forge ce concept pour désigner entre autres la concurrence exacerbée entre entreprises, qui se manifeste par des pratiques agressives (espionnage industriel, dumping...).
Cette critique du capitalisme se démarque sensiblement de celle des militants marxistes ou socialistes (selon qui les principaux responsables des crises économiques sont les patrons ou les actionnaires, censés ne pas être vertueux) : le système est intrinsèquement vicié. Dans ce contexte, en tout cas, la rhétorique progressiste, pacifiste, droit-de-l'hommiste, humaniste, républicaniste... est elle-même en crise. Selon l'écrivaine Evelyne Pieiller, elle ne relève plus que des « bons sentiments » et - à terme - tend à subvertir totalement l'idée de démocratie :

« Réduire l’idéal de progrès humain à un manuel actualisé de bonne conduite n’est pas seulement un exemple égayant de méthode Coué. C’est surtout une vision de l’homme passablement conservatrice : en assimilant le progrès à l’élimination du « négatif » intérieur – ce qui incline l’humain à la domination, à l’exclusion –, ce progressisme autoproclamé suppose que le « mal » relève avant tout de vilains penchants innés, qui s’inscriraient tout naturellement dans la société. »

#### Progrès «accéléré»

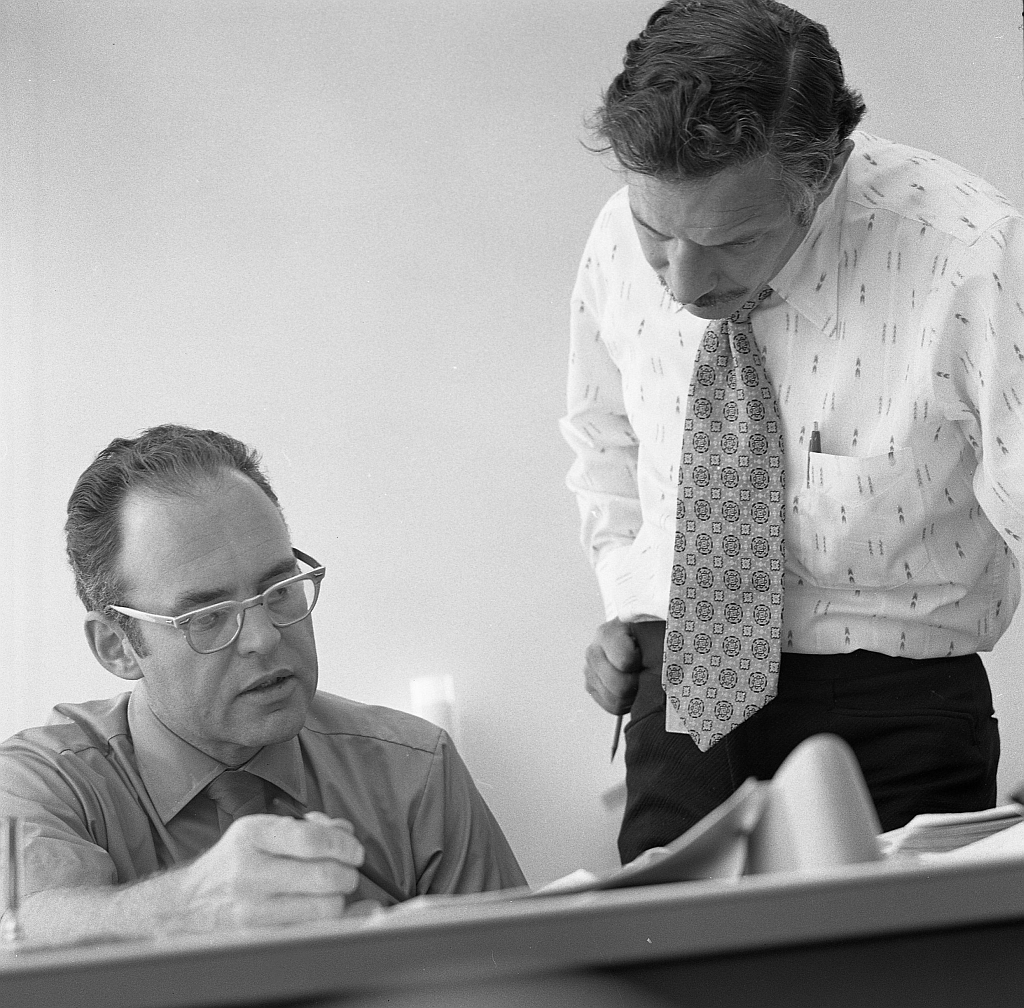
Gordon Moore (à gauche).

En 1965, l'ingénieur américain Gordon Moore, assure que la puissance de calcul des ordinateurs doublera tous les deux ans ; prédicat nommé par la suite « loi de Moore ».
En 1966, Jacques Ellul proclame : « chaque jour, mille nouveautés surgissent. Un monde technicisé se construit autour de nous à une vitesse croissante. Une organisation toujours plus rigoureuse, précise, contraignante, exacte, multiple, enserre dans un filet aux mailles toujours plus denses chaque homme à chaque instant de sa vie. Et nous n'y pouvons rien. Personne ne conduit et ne maîtrise cette prolifération. L'opération déclenchée il y a un siècle et demi se poursuit d'elle-même. Personne n'en est plus responsable. ».
Mais à l'opposé de cette approche fataliste, d'autres font l'apologie de l'accélération du progrès, en particulier, outre Atlantique dans les années 1970, les premiers théoriciens transhumanistes. C'est le cas notamment du roboticien canadien Hans Moravec à l'occasion d'une série d'articles où, s'appuyant sur la loi de Moore, il prédit l'essor exponentiel de « l'intelligence artificielle ». À la fin du siècle, le futurologue américain Raymond Kurzweil pousse encore plus loin la réflexion, et au début du siècle suivant, il estimera que, face à cette accélération incessante des innovations techniques et à leurs interconnexions, l'humanité elle-même, telle qu'on se la figure aujourd'hui, est appelée à disparaître.
Dans les années 2000, Bernard Charbonneau qualifie l'accélération du progrès technique de cercle vicieux : plus les innovations techniques peuplent la vie quotidienne et plus les individus se sentent dans l'obligation morale de s'y adapter, de suivre les modes, de ne s'enraciner nulle part. « Quand tout change de plus en plus vite, on habite un maelström ».

#### Progrès «contre-productif»
Au début des années 1970, le développement de l'électronique est tel que la capacité des ordinateurs augmente de façon exponentielle (en 1971, est commercialisé le tout premier microprocesseur de l'histoire).
À cause de cela, durant la décennie, Ivan Illich élabore le concept d’« effet de seuil » pour avancer son idée de l'ambivalence du progrès technique. Et cela en dehors de ce qui avait été dit à propos de la puissance technique destructrice de la bombe atomique. Prenant l'exemple de l'évolution des relations des individus à l'automobile, objet censé faire gagner du temps à ses utilisateurs, il estime que son développement s'opère au détriment de la vitesse de déplacement (le trop grand nombre de voitures provoque la prolifération des embouteillages), donc des usagers eux-mêmes ; surtout si l'on intègre le temps de travail qui leur est nécessaire pour gagner les sommes leur permettant d’acquérir les véhicules puis de les entretenir (carburant, parking, réparations, assurances, etc.).
Illich a développé le concept de seuil critique et avancé la thèse que, lorsqu'elles sont en situation de monopole, les grandes institutions industrielles s'érigent sans le savoir en obstacles à leur propre fonctionnement : la médecine nuit à la santé (tuant la maladie parfois au détriment de la santé du patient) ; l'école abêtit ; les communications deviennent si denses et si envahissantes que plus personne n'écoute ou ne se fait entendre, etc..
L'idée de contre-productivité du progrès technique sera par la suite reprise par d'autres intellectuels, notamment en 1988 par le journaliste français Noël Mamère, critiquant la société de l'information, dans la formule : « trop d'informations tue l'information ».

#### Progrès source de catastrophes
En même temps que le développement des centrales nucléaires des années 1970 émerge une prise de conscience des dangers qu'une exploitation irraisonnée des ressources de la Terre fait courir sur l'environnement, au caractère fini de notre planète. Elle donne lieu à l'apparition de différents courants dans le domaine de l'écologie qui vont de l'approche confiante, s'inscrivant encore dans l'idéal du progrès (notion de développement durable, susceptible de concilier environnement, aspects sociaux, et économie) à l'approche catastrophiste (notion d'effondrement ayant pour origine un rapport du Club de Rome publié en 1972).

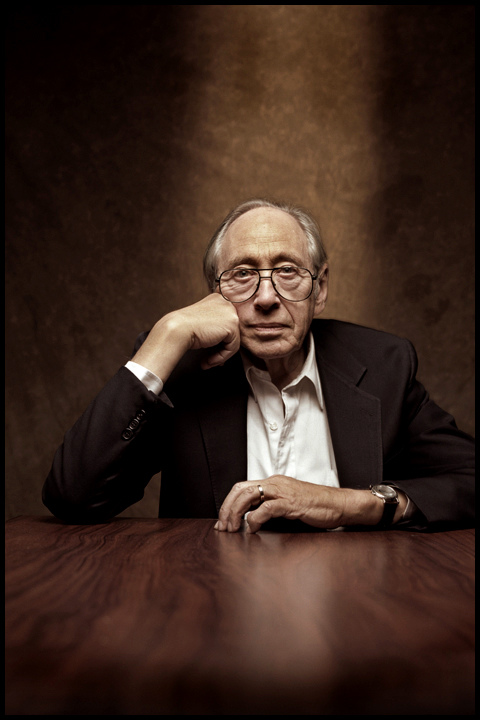
Alvin Toffler (en 2006).

Mais les craintes d'un emballement du progrès technique ne se limitent pas aux considérations écologiques, elles portent également sur les répercussions sur le plan psychologique d'une évolution exponentielle des techniques, en particulier l'informatique. En 1970, dans son livre Le Choc du futur, le sociologue américain Alvin Toffler anticipe la société de l'information et livre un pronostic pessimiste : « le choc du futur est le stress et la désorientation provoqués chez les individus auxquels on fait vivre trop de changements dans un trop petit intervalle de temps ».
En 1977, Jacques Ellul estime que toutes les postures progressistes, non seulement celles émanant des tenants de la Technoscience mais aussi les discours qui vantent l'émancipation par des moyens techniques (qu'ils émanent du monde entrepreneurial et de la sphère politique ou au contraire de la génération Soixante-huitarde et du mouvement écologiste), sont voués à l'échec, de nature incantatoires et déconnectés du réel. La raison en est selon lui que l'idéologie technicienne est désormais si prégnante que s'est érigé un système englobant, de nature totalitaire, le « système technicien », qui - insidieusement et apparemment sans douleur - façonne les mentalités : non seulement dans le monde du travail mais aussi celui de la vie privée et des loisirs :

« C'est maintenant la technique qui opère le choix ipso facto, sans rémission, sans discussion possible entre les moyens à utiliser(...) L'homme (ni le groupe) ne peut décider de suivre telle voie plutôt que la voie technique ... ou bien il décide d'user du moyen traditionnel ou personnel (...) et alors ses moyens ne sont pas efficaces, ils seront étouffés ou éliminés, ou bien il décide d'accepter la nécessité technique, il vaincra (...) soumis de façon irrémédiable à l'esclavage technique. il n'y a donc absolument aucune liberté de choix. »

En 1979, le philosophe allemand Hans Jonas se montre également très inquiet face à ce qu'il appelle le pouvoir de la technoscience mais il estime que celui-ci peut et doit être régulé par les humains au nom de principes éthiques qu'ils privilégieraient à tout autre principe, notamment celui des intérêts marchands. Il anticipe ainsi la notion de « principe de précaution », qui se développera dans les années 1990.

#### Acclimatation aux risques

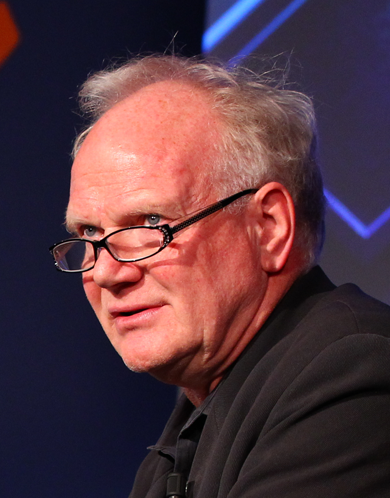
Ulrich Beck.

Durant les années 1980, le progrès technique est présenté comme une fatalité, un phénomène inéluctable. Ainsi, en 1986, le sociologue allemand Ulrich Beck affirme que, du fait que celui-ci n'a jamais été unanimement considéré comme une idéologie, nous vivons désormais sous sa coupe, dans « la société du risque ».
En 1988, Ellul estime que « tout progrès se paie », ceci d'autant plus que « le progrès technique soulève à chaque étape plus de problèmes (et plus vastes) qu'il n'en résout ; les effets néfastes du progrès technique sont inséparables des effets favorables ; tout progrès technique comporte un grand nombre d'effets imprévisibles ». Il considère que malgré les innombrables et considérables risques, le discours colporté sur « les technologies » est « bluffant » et l'emporte sur la conscience ou l'intuition du danger.

#### Progrès: un mythe résiduel se fixant dans l'économique avec sa publicité-propagande

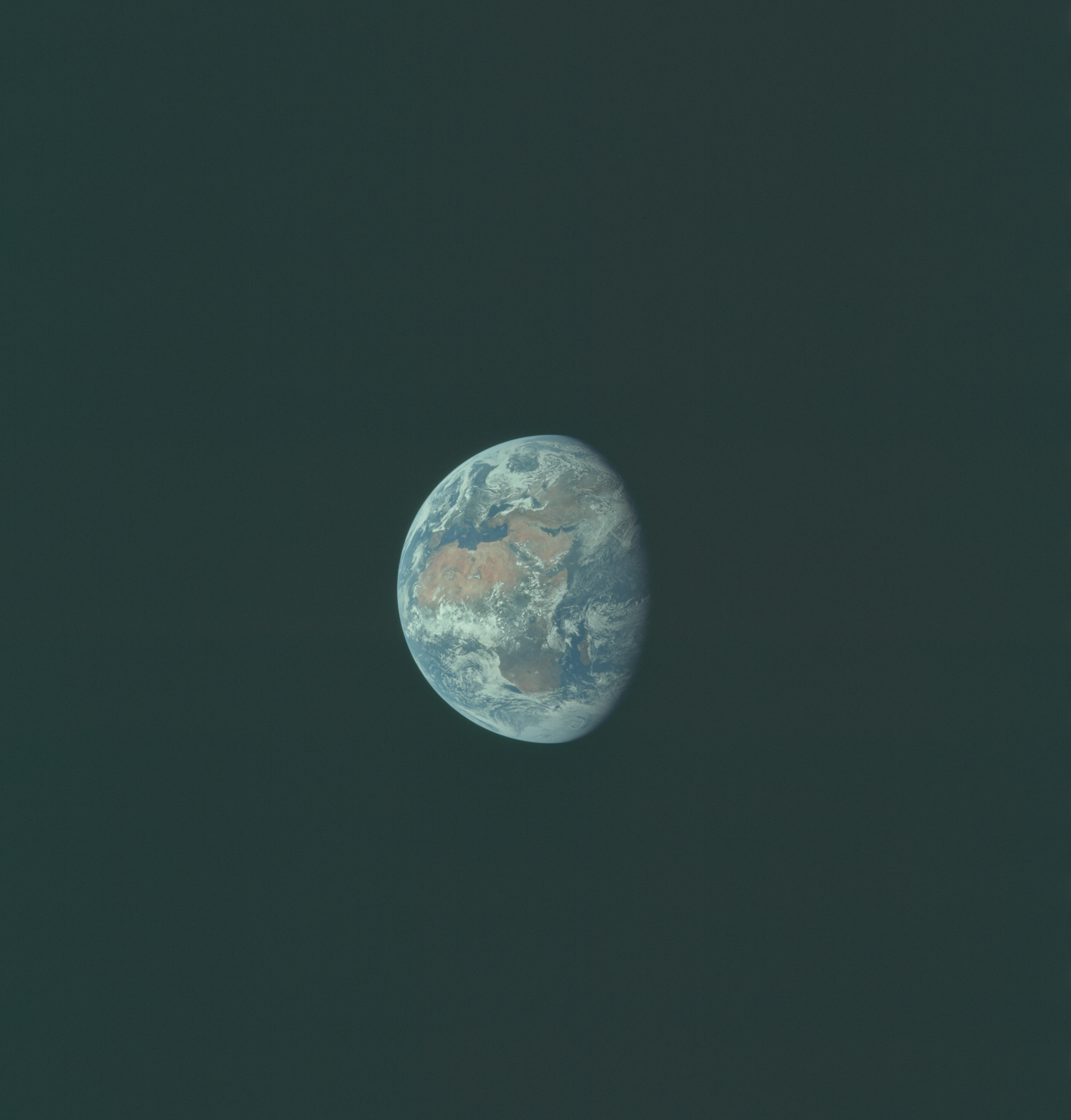
Depuis les années 1960, les humains peuvent avoir une vision globale de leur planète. Mais il leur semble en revanche très difficile de concevoir les raisons pour lesquelles ils la maltraitent sans cesse.

Tentant d'expliquer la perte de contrôle de jugement dans la masse des populations, certains penseurs technocritiques estiment que si la quête de confort matériel l'emporte sur le souci de préserver l'équilibre écologique — et celui de cultiver une vie spirituelle — c'est d'abord en raison de la prégnance et de l'efficacité des techniques publicitaires. C'est en tout cas ainsi que, dès 1944, Georges Bernanos analysait le caractère obsessionnel de cette quête de confort matériel :

« la plupart des besoins, constamment provoqués, excités par cette forme abjecte de la Propagande qui s’appelle la Publicité, tournent à la manie, au vice. La satisfaction quotidienne de ces vices portera toujours le nom modeste de confort, mais le confort ne sera plus ce qu’il était jadis, un embellissement de la vie par le superflu, le superflu, devenant peu à peu l’indispensable (...). Comment voulez-vous qu’un homme formé, dès les premières heures de sa vie consciente, à ces innombrables servitudes, attache finalement grand prix à son indépendance spirituelle vis-à-vis d’un système précisément organisé non seulement pour lui donner ce confort au plus bas prix, mais encore pour l’améliorer sans cesse ? »

Au début des années 1960, Jacques Ellul estimait que la difficulté de saisir la nature idéologique du « progrès » tient à ce que la plupart des humains sont déjà victimes non seulement des techniques de manipulation que sont la publicité et les relations publiques mais aussi des supports d'information, quand bien même ceux-ci sont animés par des gens consciencieux et vertueux : tous, en effet, tendent à présenter « le progrès » comme un fait, ce qui conduit à désamorcer tout esprit critique au point qu'ils se retrouvent alors dans l'incapacité de « penser globalement » le progrès, c'est-à-dire à la fois comme un fait et comme une construction idéologique. Selon Ellul, donc, « on n'arrête pas le progrès » car il est considéré avant tout comme un fait inéluctable.

La réflexion sur la prégnance de la publicité sur les mentalités a joué un rôle important dans les années 1960 et 1970, quand sont apparues les premières critiques de la société de consommation (en France : Debord, Baudrillard, etc.). Selon la sociologue Évelyne Lentzen dans l'étude des années 1950 à 1960 - période de la bascule de la lecture de journaux à l'audition de la télévision : 

« Quoiqu’aucune liaison automatique ne puisse être établie entre les dépenses publicitaires et les ventes, la croissance économique, la structure de consommation ou les processus d’innovation, les annonceurs qui ont choisi de faire de la publicité cherchent à ce qu’elle réponde à des caractéristiques de consommation et de public. Un choix s’opère à ce niveau entre les différents supports. ».

 La critique s'est émoussée dès les années 1980, quand les dirigeants des nations industrialisées se sont officiellement alignés sur les thèses néo-libérales (idéologie de la croissance) — notamment sous l'impulsion du président américain Ronald Reagan et de la Première Ministre britannique Margaret Thatcher — et surtout dans les années 1990, après l'écroulement du bloc des régimes communistes; comme le note la sociologue Valérie Sacriste qui remarque au passage le décalage entre ce que les penseurs affirment et l'erreur de leurs conclusions par rapport à la réalité : 

« Ainsi on occulte la dimension macrosociologique et l’aspect symbolique de la communication publicitaire. Prenant en compte cet aspect [dès l'après guerre], la sociologie critique (de l’École de Francfort) appréhendera la communication en insistant sur le fait qu’elle ne se déroule pas dans un espace aseptisé mais dans un espace social précis qui la transcende ; espace social lui-même, composé d’individus socialement situés et socialement contraints dont les rapports sont de domination ou de subordination. Elle démontrera ainsi que la publicité est fille de la société capitaliste et qu’elle est moins un discours informatif qu’un discours idéologique, agent du contrôle social qui contribue à acculturer les masses en homogénéisant les comportements. ».

La planète est de plus en plus peuplée et ses habitants de plus en plus demandeurs de confort matériel, donc d'énergie. En 1972, le rapport Meadows alertait sur les risques que cette quête de confort faisait peser sur l'environnement, posant la question des potentiels « limites de la croissance » sur Terre. À la même époque s'est développé le mouvement écologiste et d'autres signaux d'alarme ont été tirés : Rachel Carson, Paul Ehrlich, Barry Commoner, James Lovelock, Bernard Charbonneau, et beaucoup d'autres, ont fortement insisté sur le fait que la planète est un abri vulnérable. Mais, en cette période des « Trente Glorieuses », leurs messages sont restés pratiquement inaudibles.
Dans les années 1990, le philosophe finlandais Georg Henrik von Wright estime que le mythe du progrès n'est mort qu'en apparence car il survit sous d'autres formes et d'autres mots : « Si le mythe est mort, il vit toujours dans des formes dérivées qui identifient le progrès soit à la croissance économique, soit à la démocratie formalisée. Ces restes pétrifiés d'une croyance originairement optimiste continuent d'exercer une forte influence comme forces de motivation. Ils motivent les actes et les décisions des technocrates d'un côté et des politocrates de l'autre ».

### Fin de l'idée de  l'existence du mal en même temps que la toute-puissance dans sa bonté d'un Dieu

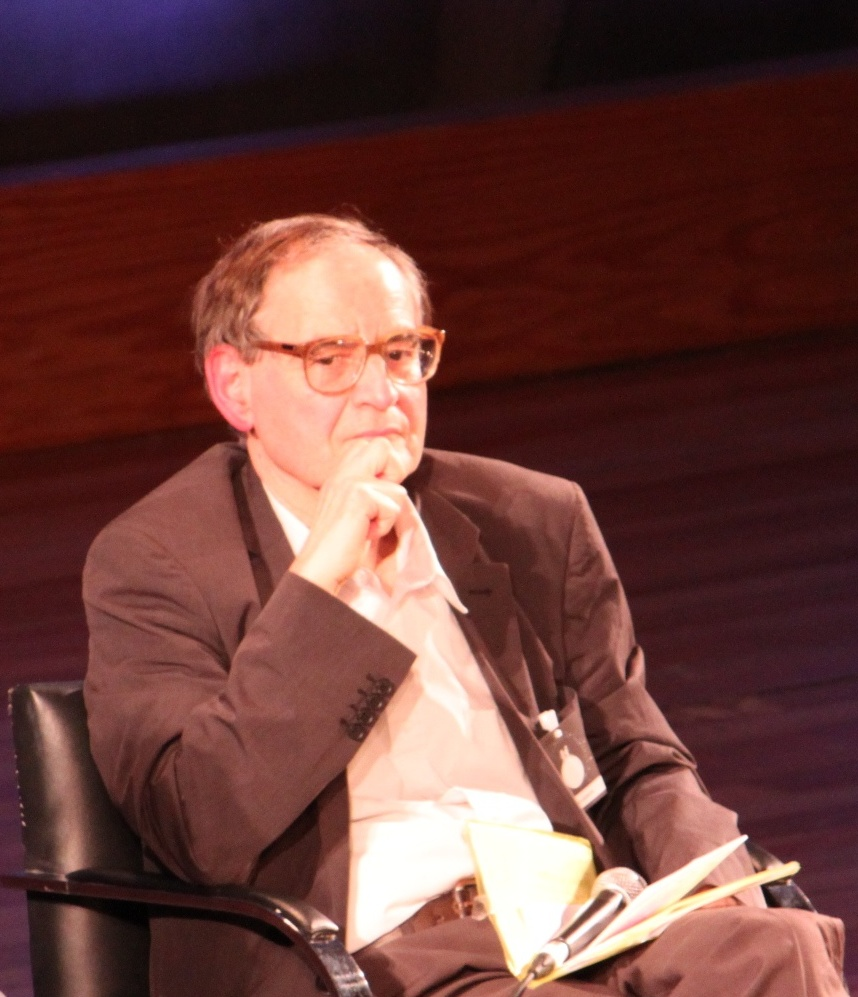
Michel Lacroix.

Analysant les raisons qui ont conduit à l'émergence de l'idée de progrès et celles qui sont la cause de son déclin, le philosophe Michel Lacroix situe le point de rupture au début du XXe siècle. Il estime en effet que depuis les fondements de la religion juive (Ve siècle av. J.-C.) jusqu'à Marx et Darwin (XIXe siècle), les conceptions du progrès ont en commun une même dialectique de la transformation du mal en bien (théodicée) mais que ce paradigme prend fin aux lendemains de la Première Guerre mondiale. Selon lui, quatre facteurs étroitement corrélés constituent la cause de cette rupture :
- l'effondrement de l'idée de totalité : les conceptions du monde holistes et les grands récits s'effacent au profit de prises de position spécifiques et parcellaires, indépendantes les unes des autres et considérées comme aussi pertinentes les unes que les autres (« tout se vaut ») ;
- une nouvelle façon de vivre le mal : les tueries en masse, par leur ampleur même, et les génocides, par leur cruauté extrême, constituent des « impensés », des « scandales absolus, impossibles à maîtriser par la dialectique » du bien et du mal ;
- la naissance d'une « mystique du mal » : celui-ci n'est plus vécu comme un tremplin possible vers le bien, il est devenu en quelque sorte autonome, aussi digne que le bien d'un point de vue ontologique ;
- un doute fondamental quant à l'efficacité de toute action de bienfaisance ou de bienveillance.

#### Position de l'Église catholique
Au XXe siècle, l'Église catholique s'est plusieurs fois trouvée contrainte de prendre position sur le progrès scientifique et le progrès technique, Essentiellement pour condamner ouvertement l'esprit matérialiste et la quête croissante de confort matériel, qui en sont d'après elle les conséquences, au détriment des valeurs spirituelles. En 1967, le pape Paul VI a mis l'humanité en garde dans son encyclique Populorum Progressio, se référant alors non pas tant aux Évangiles qu'à un « humanisme nouveau », qu'il appelait de ses vœux, sur le modèle de l'« humanisme intégral » proposé en 1936 par le philosophe Jacques Maritain, précisant que l'être humain est « capable d’être lui-même l’agent responsable de son mieux-être matériel, de son progrès moral, et de son épanouissement spirituel ».

## Réflexions contemporaines
Si l'idée de progrès a émergé au début du XVIIe siècle (voir supra), c'est durant la seconde moitié du XVIIIe siècle, quand l'usage du mot s'est généralisé, qu'elle a commencé à être critiquée, mais toujours de façon assez marginale. Les effets nocifs de la partie « progrès technique » se multiplient ensuite sans que, dans le même temps et les mêmes proportions, les penseurs fassent état de contreparties dans le progrès social, progrès culturel ou progrès spirituel « art de soi »,,,.
Ce décalage s’accentue au XXIe siècle car les technologies dans la nouvelle technicité occupent une place majeure dans la vie quotidienne, puis se répercutent dans l’imaginaire collectif — depuis la fin du XIXe siècle — avec une imprécision due à l'accélération de l'accumulation des connaissances scientifiques de tous ordres. L'affinité aux technologies confine parfois à l'addiction. Globalement, malgré les problèmes tels que la raréfaction des ressources naturelles ou le réchauffement climatique, et malgré des initiatives populaires telles que la marche pour le climat, le débat politique reste centré sur la question du pouvoir d'achat avant même la catastrophe mondiale du covid qui le fait encore plus être en avant,.
Cette réorganisation du droit de circuler à cause de la « nouvelle peste » aboutira à une nouvelle réflexion non passéiste, le monde ayant été bloqué pendant la crise. Son organisation est revue aussi bien sur la microéconomie, que la macroéconomie,,, avec le mot « éthique » compris dans une « culture post-covid »,,,, un état des lieux mondial retracé dans l'art amenant la nouvelle vision du progrès par reconsidération de la « fragilité de la vie ».

### Usure du mot mais pas du concept
À l'aube du XXIe siècle se pose la question : le Progrès est-il un projet sans objet ni sujet?. Dans le milieu politique, le mot « progrès » est beaucoup moins usité que par le passé.
Toutefois, même si, au sein de la classe politique, le mot « progrès » est moins présent qu'auparavant, dans la grande majorité des cas, celle-ci promeut l'idée progressiste sous d'autres vocables et, selon l'essayiste Robin Rivaton, « ce retour de la notion de progrès [peut] s’interpréter dans une optique défensive comme une réaction au pessimisme ambiant », voire une sorte de déni de réalité.
En France et dans les pays francophones, l'expression « le progrès » s'estompe au profit de nouveaux mots, en premier lieu « la croissance », « le développement » et « l'innovation », tandis que le phénomène internet est quasi unanimement qualifié de révolution : « la révolution numérique ».

#### Évolution globale due à la mondialisation et la financiarisation
Se livrant en 2001 à une analyse détaillée de l'idée de progrès, Pierre-André Taguieff développe le concept de « bougisme » :

« Ce qui se dessine nettement, c'est le système de valeurs et de normes à travers lequel l'idéologie globaliste prend forme. Les nouvelles élites transnationales exigent des individus qu'ils "bougent", qu'ils suivent le mouvement globalisateur, qu'ils accélèrent leur propre mouvement, qu'ils vivent à "l'heure de la mondialisation". Les normes en sont simples, voire sommaires : consommer toujours plus, communiquer toujours plus rapidement, échanger d'une façon optimalement rentable. »

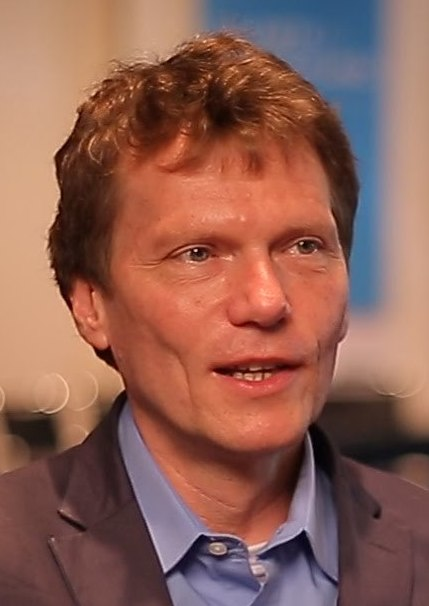
Hartmut Rosa.

Constatant lui aussi l'agitation de la plupart de ses contemporains, le sociologue allemand Hartmut Rosa propose dans les années 2010 une autre explication. Selon lui, s'ils se comportent ainsi, ce n'est pas sous la pression de telles ou telles « élites », comme l'affirme Taguieff, mais parce qu'ils ont intériorisé un certain nombre de contraintes sociales. Alors que les moyens de transports et de télécommunications, de plus en plus perfectionnés, leur permettent de gagner toujours plus de temps, ils sont soumis à un nombre croissant d'obligations diverses, notamment professionnelles, si bien qu'ils éprouvent de plus en plus le sentiment de manquer de temps. C'est donc parce que l'augmentation des contraintes est supérieure à celle des avantages procurés par la technologie, affirme Rosa, qu'ils en viennent à s'exposer toujours plus au risque du stress et du burn out.

Certains militants technocritiques contestent la pertinence de cette analyse. S'inscrivant dans la pensée d'Ellul, ils entendent comme lui ne pas limiter « la technique » aux « techniques » ou aux « technologies ». Selon eux, « la technique » est un processus bien plus large, comprenant également des éléments immatériels, en premier lieu l'organisation du travail. C'est pourquoi ils estiment que la situation décrite par Hartmut Rosa n'est en rien paradoxale : disposer de moyens permettant de gagner du temps et souffrir de manquer de temps sont les deux faces d'un même assujettissement à l'idéologie technicienne. Le progrès technique est un processus autonome, d'une part parce que les humains attendent de lui qu'il leur procure toujours plus de confort, d'autre part parce qu'ils placent cette quête de confort au sommet de leurs priorités : 

« On n’arrête pas le progrès pour la raison que l’on est devenu incapable de le penser, à force de le sacraliser. La quête frénétique du confort moderne se paie au prix fort du refoulement du bon sens. »

Considérant leurs désirs de confort pour des besoins, et les désirs étant par définition insatiables, les humains non seulement « n'arrêtent pas le progrès » mais sont contraints de s'adapter toujours plus à lui, courir après lui, à son rythme à lui, ceci dans le monde du travail comme dans celui des loisirs.
Aujourd'hui, le caractère idéologique du mot « croissance » est âprement discuté chez les économistes qui ne conçoivent pas « le progrès » comme une idéologie : certains affirment que « la croissance et le progrès social ne sont pas incompatibles » (avec le robot collaboratif par exemple), ; d'autres se demandent si « le progrès technique est nécessairement source de croissance »; d'autres plus loin que Schumpeter prétendent à une « destruction créatrice » des qualifications par l'évolution des marchés et des productions et donc évolution des individus par leur formation internalisée classique ou externalisée ; d'autres encore ne parviennent pas à se positionner. Le « pluralisme des conceptions raisonnables du bien » est pour certains à accepter pour faire face au désenchantement et la morosité transmise par la fin du XXe siècle sans croire à une homogénéité absolue de la « raison » dans l'ensemble des humains.

#### «Développement durable»
Le développement durable est valorisé principalement par les chefs de gouvernements et les entrepreneurs. Elle résume une nouvelle conception de la croissance économique, pensée dans une perspective de long terme qui intègre les contraintes liées à l'environnement, elles-mêmes abordées en termes de risques.
Non seulement la thématique du progrès perdure à travers le concept de « développement » mais la majorité des réflexions ayant cours dans les milieux économiques et institutionnels portent sur cette question : autour de quel projet de société concilier « progrès » et « développement durable »,,?
Certains assimilent l'expression l'expression « développement durable » à un oxymore et l'apparentent à l'écoblanchiment : ils y voient davantage un moyen pour le milieu économique de tirer profit de la crise environnementale que de contribuer à résoudre celle-ci. Dès les années 1990, l'anthropologue américano-colombien Arturo Escobar inaugure le concept d'« après-développement » (encountering development), qui se structurera par la suite dans un nouveau courant de pensée, celui de la décroissance (lire supra).

#### «Innovation»
Dans le sillage des analyses de Joseph Schumpeter, dans la première moitié du XXe siècle (lire supra), le terme « innovation » tend à supplanter le terme « progrès » mais plusieurs intellectuels contestent la pertinence de ce rapprochement.
En 2000, le philosophe Jean-Michel Besnier estime que l'innovation est au progrès ce que le présentisme est au progressisme. Il écrit :

« Qu'en est-il au juste de cette "innovation" à quoi l'on incite tous azimuts dans le monde de l'entreprise ? A t-elle donc à voir avec l'idéologie du progrès dont on semblait deviner l'extinction prochaine ? Ce n'est pas sûr : elle témoigne bien davantage de ce souci du petit, si caractéristique du temps présent qui fuit comme la peste les "grands récits", c'est-à-dire les philosophies de l'histoire. Odyssée du médiocre dédiée au concours Lépine qui consacre l'invention du ruban adhésif prédécoupé ou du porte-clés sonore comme le triomphe de l'invention, là où l'on cherchait jadis à le surprendre dans l'utopie d'un Bacon ou les anticipations d'un Jules Verne : tel est notre présent. Innover n'est pas forcément progresser. Ce peut être tout au plus aménager le site d'une existence qui voudrait s'abstraire des vicissitudes du temps. De ce dernier point de vue, les technologies d'information et de communication, qu'on présente comme le foyer de toutes les promesses du XXIe siècle, seraient mal placées au palmarès des progrès, elles qui écrasent le temps et l'espace faute desquels la pensée anticipatrice s'abolit. »

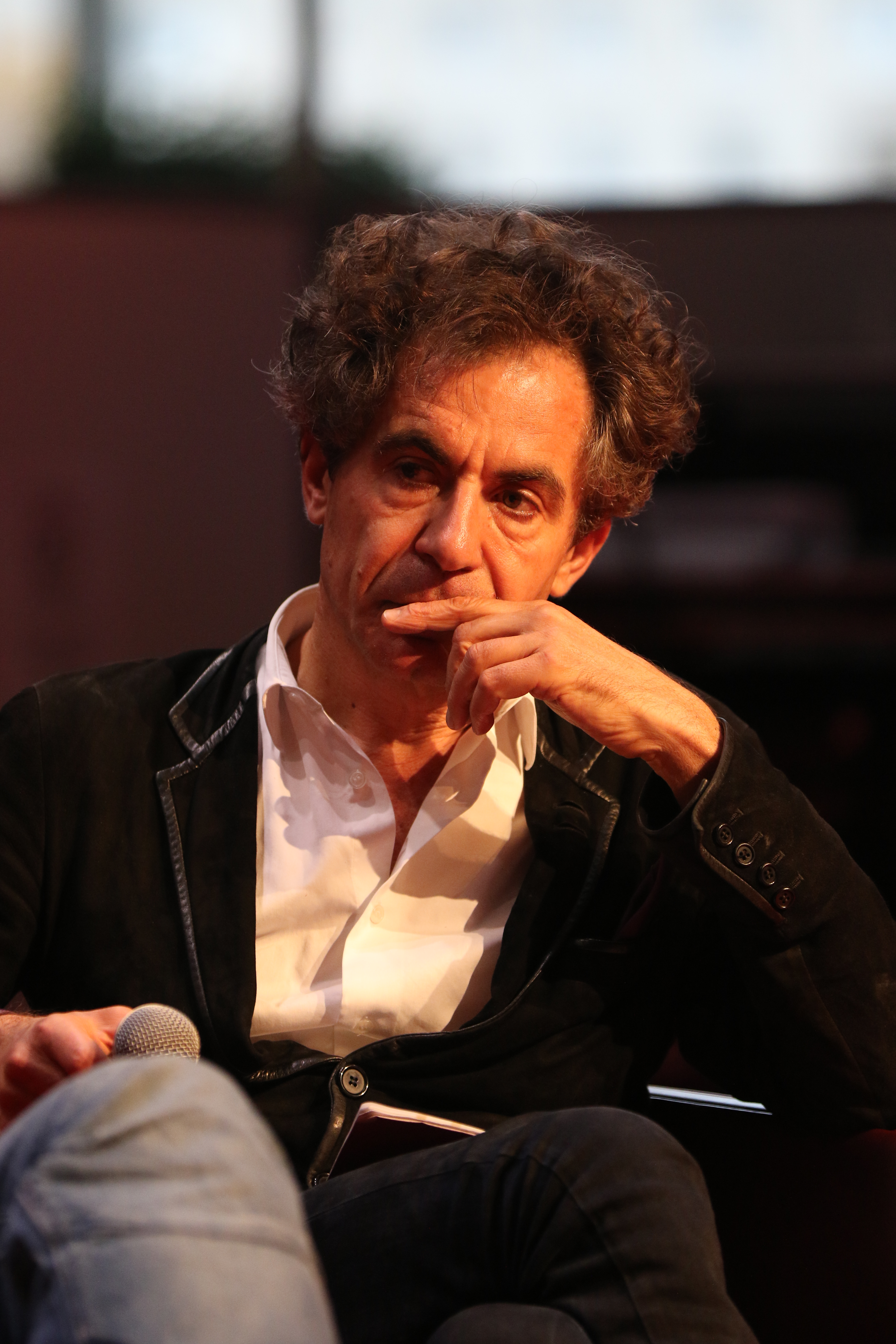
Étienne Klein.

En 2014, l'historienne américaine Jill Lepore écrit :

« Là où le progrès recherche une amélioration de la condition humaine, l’innovation ne se contente que de créer de nouveaux produits et de les lancer sur le marché. C’est pourquoi, l’innovation, c’est le progrès dénué des valeurs des Lumières. Nous aurions donc renoncé aux valeurs héritées des Lumières. Mais, en contrepartie de ce renoncement, nos outils techniques deviendraient de plus en plus sophistiqués. La sophistication technique s’est donc substituée à la recherche de sens. »

En 2017, Étienne Klein fait état d'études menées avec le sociologue Gérald Bronner portant sur le glissement de sens entre les mots « progrès » et « innovation » :

« Il semblerait qu’on demande à l’innovation le maintien du monde: cela revient à une rhétorique autour de l’érosion du temps : le temps dégrade, l’innovation permet de conserver un statu quo. C’est une contradiction majeure avec la philosophie des Lumières qui, elle, suppose une idée de progrès, de changement, d’évolution, de futur possible et désirable. »,

### Crise du progrès technique
Les principales objections formulées contre le « progrès technique », les plus répandues, concernent les dommages causés sur l'environnement et les interrogations relatives aux manipulations effectuées sur le corps humain, notamment les manipulations génétiques. La notion même de progrès technique est donc en crise.

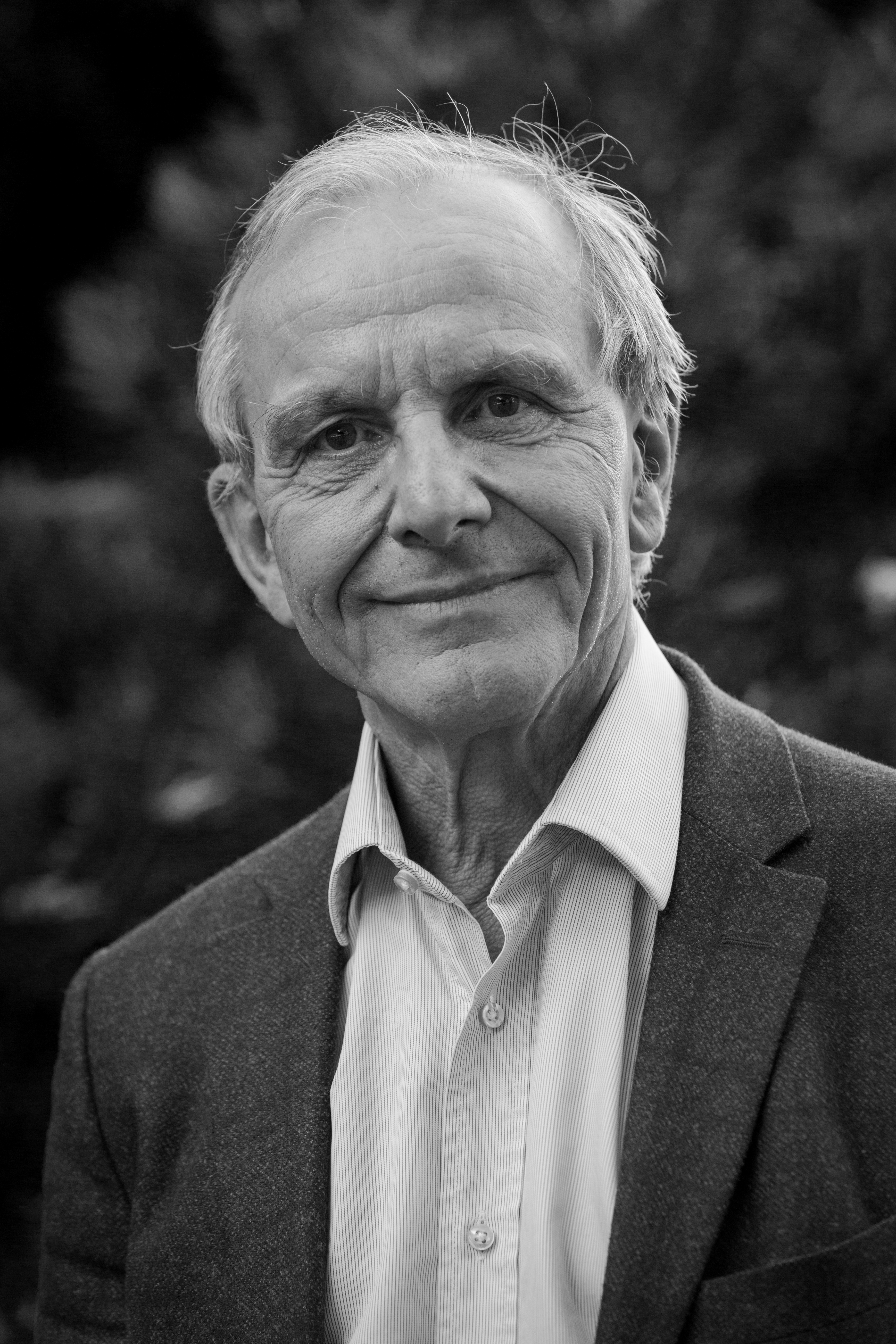
Axel Kahn.

Ancien membre du Comité consultatif national d'éthique, le généticien et essayiste Axel Kahn explique en 2016 cette crise par « une immense naïveté » :

« La crise du progrès est venue de ce que le XXe siècle est à la fois une illustration du progrès et une négation du progrès. C’est évidemment le siècle de la médecine, de la diminution de la mortalité infantile, de l’augmentation de la longévité, de la conquête de la Lune, de la conquête de Mars, de la conquête du génome, etc. c’est-à-dire des choses extraordinaires ; et puis c’est aussi le siècle de deux ou trois génocides, des bombes atomiques, de Tchernobyl, de la pollution, de l’augmentation de la température (planétaire)... c’est-à-dire - de plus en plus - le siècle où on se rend compte qu’il y a une discordance entre la persistance de l’augmentation des connaissances et des techniques qui en découlent, d’une part, et le sentiment que tout cela doit suffire à assurer une meilleure condition, un meilleur bien-être, pour l’homme (...). D’où vient cette crise du progrès ? D’une immense naïveté. (...) Les progressistes ont élaboré différentes hypothèses pour expliquer pourquoi les progrès des connaissances et des techniques devaient imparablement aboutir à un progrès pour l’homme. Et quand on réfléchit d’un point de vue philosophique extrêmement rationnel, tous ces arguments sont d’une extraordinaire faiblesse. (...) Pour que l’homme de plus en plus puissant soit également capable d’utiliser cette puissance au bénéfice des hommes (...), il faudrait qu’il y ait un accroissement de la sagesse au prorata de l’accroissement de sa puissance. (...) On a deux registres : celui des techniques et des sciences, qui est incroyablement cumulatif avec un effet boule de neige et dont on doit maîtriser l’usage éventuellement au bénéfice des autres à l’aide d‘une sagesse qui, elle, ne connaît pas du tout une évolution ayant la même cinétique. »

Selon Axel Kahn, donc, la crise du progrès repose en premier lieu sur un retard du questionnement éthique par rapport à l'innovation technique, autrement dit sur une « crise des valeurs » (lire infra). Sans nullement contredire ce type d'approche, d'autres estiment que les causes de la crise du « progrès technique » sont inhérentes au perfectionnement même des techniques. De manière générale, quatre types d'analyses peuvent être retenues.

#### «Révolution numérique»
En France, la plus ancienne occurrence de l'expression « révolution numérique » remonte à 1993. Elle désigne le bouleversement sociétal provoqué dans le monde entier par l'essor de l'informatique comportant les banques de données avec internet et qui se traduit par de nouvelles formes de communication entre les individus : sites fournisseurs d'accès, courrier électronique, blogs, réseaux sociaux...
En comparaison avec les termes « développement » et « innovation », l'expression « révolution numérique » est assez peu décryptée par les penseurs. D'une part, elle est régulièrement utilisée dans un sens laudateur, même lorsqu'il est fait état des risques que « le numérique » fait craindre. D'autre part et surtout, il semble admis qu'elle ne désigne nullement une construction idéologique mais un fait, ou un ensemble de faits, à savoir la concrétisation des idéaux progressistes du XVIIIe siècle : " démocratisation du savoir " (les idées ne viennent plus d'une autorité supérieure, telle l'Église ou l'État, mais de partout) ; gain maximal d'efficacité dans leur transmission (qui devient quasi instantanée entre les émetteurs et les récepteurs) ; décloisonnement des domaines ; dimension planétaire des échanges (notamment le secteur des jeux vidéo a un rythme d'évolution exponentiel).

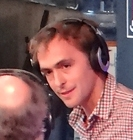
Selon Xavier de La Porte, parler de révolution numérique, c’est éteindre l’idée même de révolution.

Pour répandue qu'elle soit, cette expression n'en est pas moins ambigüe car le mot « révolution », comme la formule « révolution industrielle », induit l'idée d'un projet exclusivement émancipateur. Le journaliste Xavier de La Porte ironise sur le fait que les personnalités politiques ne cessent de l'utiliser.
Cette expression est très utilisée dans le milieu entrepreneurial, lui-même acquis à l'idéologie progressiste, ainsi que le révèlent par exemple en 2018 les « sept résolutions pour une révolution numérique » du Cigref (Club informatique des grandes entreprises françaises), qui se dit déterminé à « créer les conditions, jusqu’au plus haut niveau de l’État, d’une conviction, partagée par les dirigeants des entreprises et des administrations publiques, de l’impérieuse nécessité de la réussite du numérique comme condition de la croissance de l’économie et de la création d’emplois. »
Très rares, en définitive, sont les remises en question de « la révolution numérique » et ceux qui s'y risquent avancent essentiellement des arguments d'ordre économique. Selon eux, « le numérique » ne bouleverse aucunement les grands indicateurs macroéconomiques. « Un mouvement qui n'apporte pas un surcroît de bien-être et qui n'est pas source de croissance ne peut être qualifié de révolution ».

#### Progrès dans l'énergie: «publicité-propagande»
Aujourd'hui, même si la possibilité de catastrophe environnementale est largement considérée comme une réalité, peu de personnes se prononcent en faveur d'un modèle de décroissance, considérant qu'une croissance sur Terre reste possible. Plus nombreux en revanche sont ceux qui, adeptes du concept de développement durable estiment que les réponses aux problèmes causés par la technique (notamment l'exploitation des énergies fossiles) ne peuvent être résolus que par de nouveaux moyens techniques (le solaire, l'éolien, etc.). Il y a « crise du progrès » non pas au sens où l'idéal progressiste s'essouffle mais au contraire au sens où — sous de nouveaux vocables — il s'emballe : « on n'arrête pas le progrès » car nul ne se sent plus capable de l'arrêter.

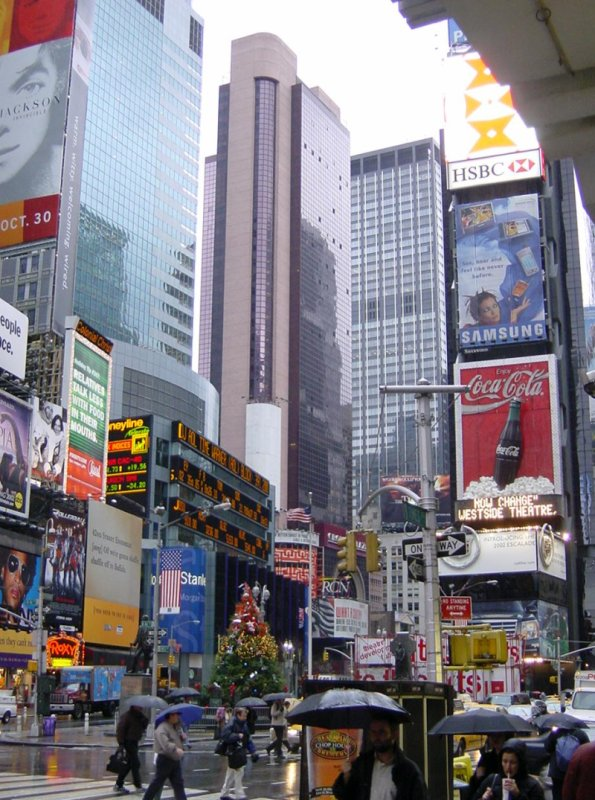
Selon certains penseurs technocritiques, la publicité constitue la propagande du « progrès » par excellence, car elle se pose progressivement en nouveau milieu ambiant. Ici : Times Square, New York.

Des mouvements critiques à l'égard de la publicité restent très minoritaires, « la puissance de la publicité est mythique ». Toutefois, selon Mehdi Khamassi, chargé de recherche au CNRS, la publicité « pose la question de notre libre arbitre, de notre liberté de penser, quand notre environnement est en quelque sorte manipulé par des marques à gros budget publicitaire. Les publicités véhiculent des modes de vie, des valeurs. C’est particulièrement dangereux chez l’enfant, encore plus influençable car, pour lui, la dissociation entre la réalité et l’imaginaire est balbutiante »,.

#### Dépassement de seuil dans la technique
Dans le sillage de la pensée d'Ivan Illich, et de son effet de seuil différents économistes estiment qu'un paramètre n'est pas pris en compte dès lors que l'on aborde la question du progrès technique, celui de la contre-productivité.

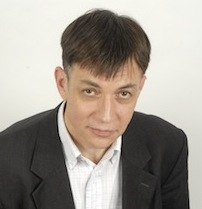
Olivier Rey.

Sur le plan philosophique, Olivier Rey reprend cette problématique. En 2014, il estime que 

« dans la réalité, la taille n’est pas un paramètre que l’on pourrait fixer à volonté : chaque être vivant n’est viable qu’à l’échelle qui est la sienne. En deçà ou au-delà, il meurt, à moins qu’il ne parvienne à se métamorphoser. Il en va de même pour les sociétés et les cultures. La plupart des crises contemporaines (politiques, économiques, écologiques, culturelles) tiennent au dédain affiché par la modernité pour les questions de taille. Nous mesurons tout aujourd’hui, des volumes de transactions à la bourse aux taux de cholestérol, de la densité de l’air en particules fines au moral des ménages. Mais plus nos sociétés se livrent à cette frénésie de mesures, moins elles se révèlent aptes à respecter la mesure, au sens de juste mesure. Comme si les mesures n’étaient pas là pour nous aider à garder la mesure mais, au contraire, pour propager la folie des grandeurs. »

#### «Démocratisation maléfique» des techniques

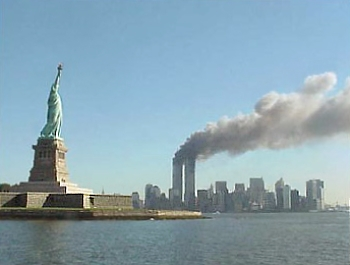
Selon certains analystes, les attentats du 11 septembre 2001 illustrent la thèse d'Ellul de « la démocratisation du mal », qui résulterait du progrès technique.

Interprétant les attentats du 11 septembre 2001 comme la démonstration de la thèse de démocratisation du mal en 1987 de Jacques Ellul, le politiste Patrick Chastenet entend décrire « la face sombre du progrès ».
En 2016, la journaliste anglaise Katharine Viner avance une thèse analogue. Elle souligne que les blogueurs et les utilisateurs des réseaux sociaux, à la différence des journalistes professionnels, ne sont soumis à aucune déontologie, en particulier ils n'ont pas l'obligation de vérifier les faits qu'ils annoncent : ils peuvent donc raconter n'importe quoi. Or, du fait que, dans les pays anglo-saxons, les gens s'informent davantage sur les blogs et les réseaux sociaux que via la presse traditionnelle, les contre-vérités sont susceptibles d'être crues de façon très importante, au point par exemple d'influer sur les résultats d'une élection nationale. Ainsi, la journaliste explique-t-elle la victoire du Brexit et la montée du populisme dans son pays. Ce faisant, elle avance l'idée que les réseaux sociaux propulsent l'humanité dans une nouvelle période, caractérisée par la désinformation permanente : l'ère post-vérité.

#### Accélération sans fin
La rapidité croissante avec laquelle se multiplient les innovations technologiques est telle que les produits techniques se retrouvent de plus en plus rapidement caducs. Dès la fin du XXe siècle, la notion de progrès "accéléré" fait surface, plusieurs intellectuels s'en sont inquiétés.

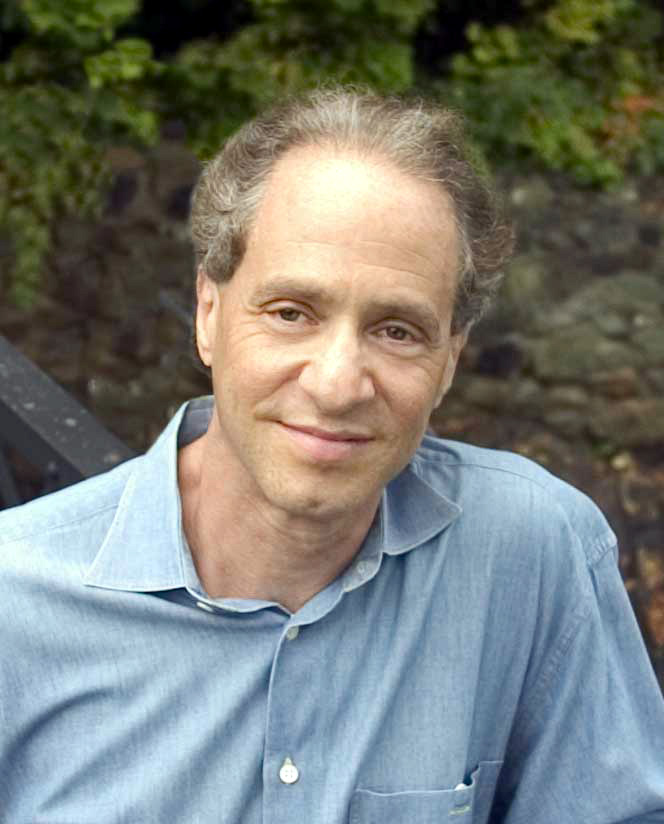
Raymond Kurzweil.

Mais les commentaires prennent encore plus d'ampleur en 2005 quand, dans son ouvrage The Singularity Is Near (traduit deux ans plus tard sous le titre Humanité 2.0), l'ingénieur et futurologue américain Raymond Kurzweil affirme que le croisement des nanotechnologies, du génie génétique, de l'intelligence artificielle et des sciences cognitives (croisement appelé « NBIC ») permet d'envisager que l'humanité elle-même risque de se retrouver obsolète - et ceci plus rapidement que lui-même n'ose l'imaginer. Kurzweil tient pour hautement réaliste la formule « obsolescence de l'homme », qui n'avait qu'une portée philosophique lorsque Günther Anders l'a utilisé pour la première fois en 1956.

Selon lui, en effet, il est absolument certain, indiscutable, que les distinctions entre humain et machine, réel et réalité virtuelle, vont à court ou moyen terme totalement disparaître : la dimension biologique de l'humain et les réseaux électroniques s'interpénétreront au point de former un tout. Si bien, estime Kurzweil, qu'il ne sert plus à rien de s'interroger aujourd'hui sur « le progrès » - celui-ci étant inexorable - mais qu'il devient en revanche urgent de se questionner sur ce que sera un humain, plus exactement sur ce que l'on veut qu'il devienne ; notamment dans l'hypothèse où le téléchargement intégral d'un cerveau s'avèrerait possible :

« Télécharger un cerveau humain signifie scanner tous les détails essentiels et les installer ensuite sur un système de calcul suffisamment puissant. Ce processus permettrait de capturer l'intégralité de la personnalité d'une personne, sa mémoire, ses talents, son histoire. »

Par la suite, certains auteurs de science fiction avancent que les choses pourraient aller plus loin encore et qu'avec les développements de l'informatique quantique et du deep learning, un humain pourrait accéder à la fois à l'omniscience et à l'immortalité. Tel est notamment le message du film Transcendance, du réalisateur américain Wally Pfister, en 2014.

#### Un mythe mortifère
En continuation du XXe siècle Gray en 2013, Bouveresse et Vignaux en 2017  associent l'idée de progrès à un mythe qui se substituerait à tous les mythes du passé — y compris le mythe chrétien — mais qui ne serait pas assumé comme tel par l'homme moderne car il constituerait pour lui un moyen de se glorifier lui-même sans s'en donner l'air, un moyen d'« enjoliver son existence d'innombrables fictions, détours et aveuglements, afin de ne pas reconnaître qu'il est un animal ».

#### Conformisme des sociologues
Le sociologue Julien Mattern fait remarquer que la majorité de ses confrères peuvent tout à la fois dénoncer le caractère idéologique de la notion de progrès et s'y conformer. Il souligne cette contradiction dès les fondements de sa discipline (Max Weber et Émile Durkheim) puis, plus tard, chez Georges Friedmann. Et il l'explique par le fait d'un conformisme à la philosophie de l'histoire ; laquelle, selon lui englobe l'idéologie du progrès.

### Crise des valeurs

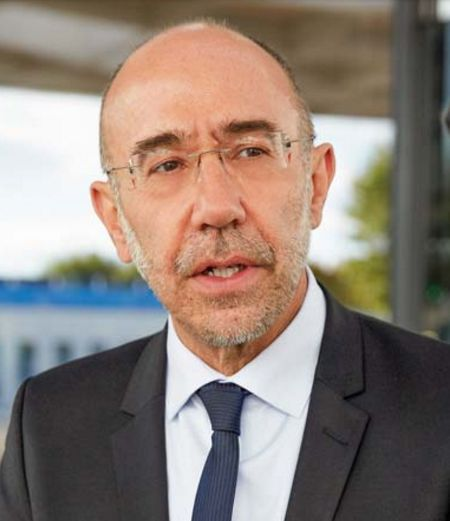
Michel Puech.

Selon le philosophe Michel Puech en 2013,

« la question du progrès (est devenue) : quel est notre système de valeurs ? Nous voulons progresser, nous voulons devenir ce que nous voulons être, collectivement et individuellement, mais savons-nous ce que nous voulons être ? Faut-il le déterminer collectivement, comme l'ont fait tous les groupes humains jusqu'ici, ou sommes-nous en train de passer à une civilisation globale ouverte qui autorisera des référentiels de valeurs individualisés, enfin véritablement éthiques ? Un progrès humain open source ?
La technoscience progresse parce qu'elle sait ce qu'elle veut : la puissance, par tous les moyens. Si nous n'avons pas d'autres référentiels de valeurs, alors nous ne pouvons progresser qu'en nous laissant mener par la technoscience, en nous y soumettant. Cette abondance de puissance est en train de nous étouffer – d'un étouffement qui est en réalité technocratique, une asphyxie par la soumission.
S'il nous prend l'envie de nous demander ce que nous voulons vraiment, où nous voulons aller, et si nous nous donnons les moyens de le déterminer autrement que par la soumission, nous pourrons parler d'un progrès humain qui serait émergent, assumé, nous pouvons desserrer le nœud coulant. »

Deux questions majeures se posent alors : quelles sont les causes de cette crise des valeurs ? Et pourquoi, si les effets du progrès peuvent se montrer dévastateurs, tant sur le registre écologique que sur le registre psychosocial, les humains sont-ils incapables de se ressaisir ? Cette incapacité, ce n'est pas la certitude des intervenants plongés dans la réalité ambiante dans laquelle existe la sinistrose : « le philosophe est-il censé dénoncer le progrès, ou en donner une analyse différente de ce que nous en comprenons d’ordinaire ? ». Et cela concerne le salariat légal valorisant la personne à la fois pécuniairement et socialement  dans le tertiaire, soit une « valorisation de soi », 
.
La  « Liberté-prétexte » est mise aussi en question, même si en 2018, certains estiment qu'il existe « une guerre larvée entre progrès et liberté » : « La liberté, la vraie, passe par une culture de la simplicité, de la frugalité, du minimalisme... et ce, quels que soient les progrès de la technique ».

#### «Solutionnisme technologique»
Pour un article plus général, voir Technosolutionnisme.

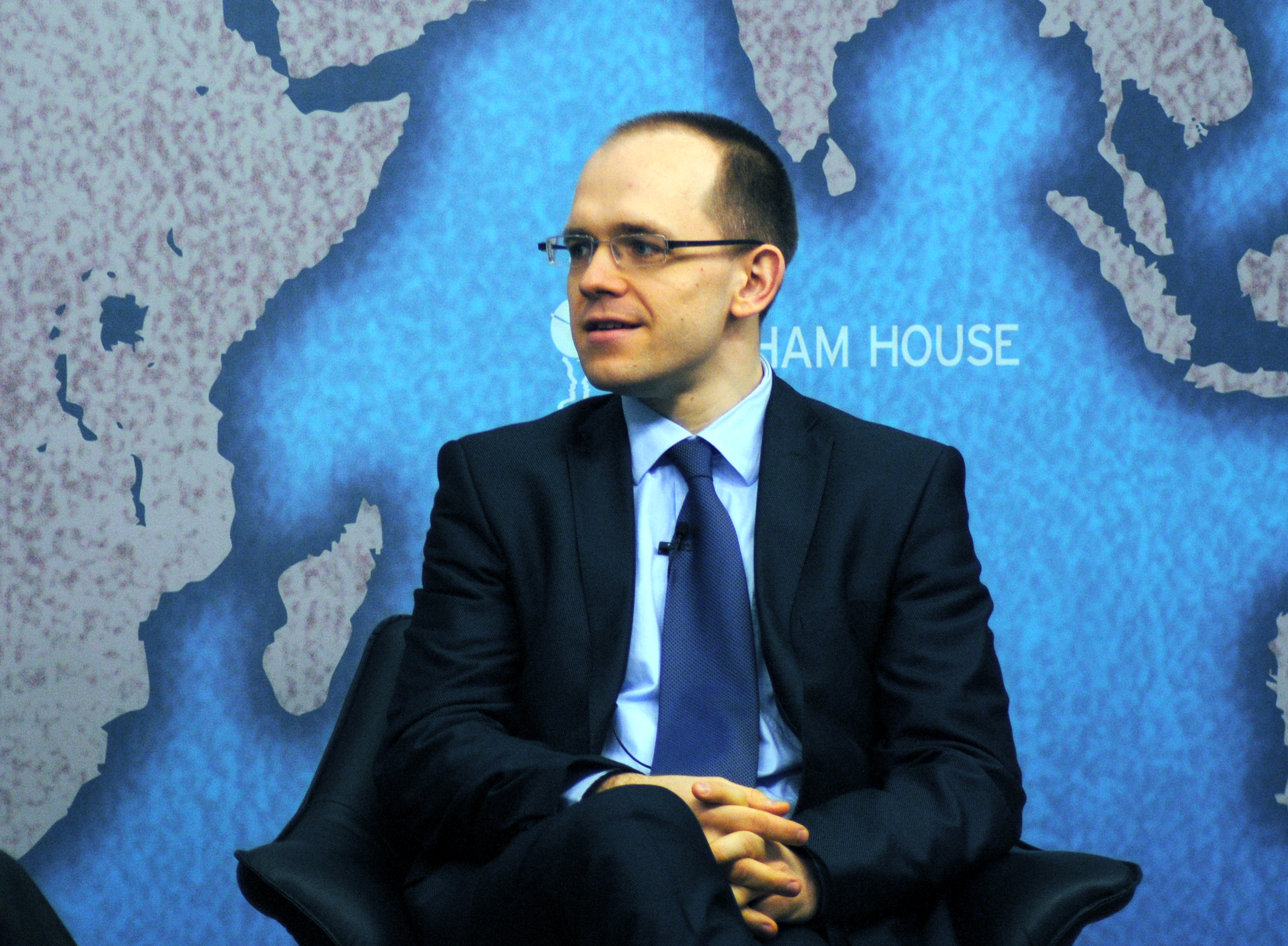
Evgeny Morozov.

En 2013, l'écrivain américain Evgeny Morozov développe la notion de « solutionnisme technologique » pour expliquer que chaque problème humain (politique, social, sociétal) est systématiquement transformé en question technique, puis adressé par les acteurs du numérique privés ou les États avec des solutions numériques traitant les effets des problèmes sans jamais analyser leurs causes. Selon lui, « ce qui pose problème n’est pas les solutions proposées, mais plutôt la définition même de la question : le solutionniste possède un marteau (le Web, Internet, de puissants ordinateurs...) et tout ressemble à un clou ».
L'essayiste Hubert Guillaud - selon qui le « progrès n’a pas encore tout à fait disparu » et qui consacre deux articles à Morozov - conclut de l'analyse de ce dernier que le solutionnisme contribue à bouleverser les raisonnements des politiciens au point que, en s'y conformant eux-mêmes, ils se positionnent de plus en plus par rapport aux effets d'un problème et ne sont plus capables d'en analyser les causes :

« L’innovation technologique ne garantit pas l’innovation politique. Parfois, elle pourrait même y faire obstacle. La glorification de « l’efficacité » par la Silicon Valley remet en question la manière même dont on fait politique. (...) Comme le dit Giorgio Agamben, la relation traditionnelle entre les causes et les effets est désormais inversée, de sorte qu’au lieu de gouverner par les causes, les gouvernements essayent de contrôler les effets. »

#### Position de l'Église

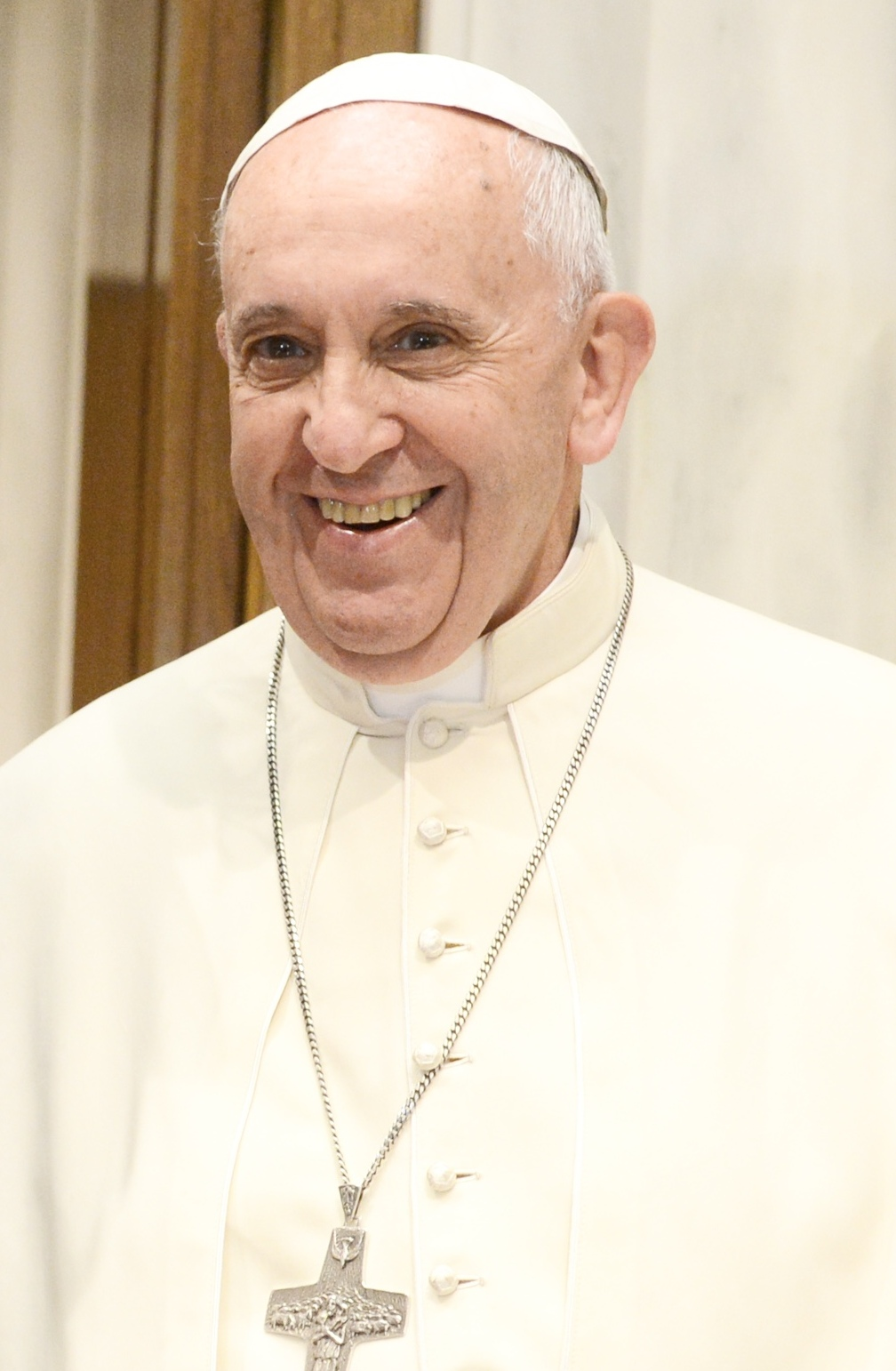
Nous ne pouvons pas ne pas valoriser le progrès technique, admet le pape François.

En 2014, le pape François qualifie (de la même façon laïque que Edgar Morin) Internet de « don de Dieu » au motif qu'il « peut offrir plus de possibilités de rencontre et de solidarité entre tous ». L'année suivante, toutefois, dans l'encyclique Laudato si', il nuance son propos. Il regrette notamment que « la croissance de ces deux derniers siècles n’a pas signifié sous tous ses aspects un vrai progrès intégral ni une amélioration de la qualité de vie » ; il invite à « chercher d’autres façons de comprendre l’économie et le progrès » ; il fustige « le mythe moderne du progrès matériel sans limite » ; il reconnaît que « nous ne pouvons pas ne pas valoriser ni apprécier le progrès technique » ; il souligne néanmoins que « l’immense progrès technologique n’a pas été accompagné d’un développement de l’être humain en responsabilité, en valeurs, en conscience » ; il souhaite que l'on oriente la technique pour « la mettre au service d’un autre type de progrès, plus sain, plus humain, plus social, plus intégral » ; il avertit qu'« on ne doit pas chercher à ce que le progrès technologique remplace de plus en plus le travail humain » ; il souligne que les processus biologiques « ont un rythme lent qui n’est pas comparable à la rapidité qu’imposent les progrès technologiques actuels » ; pour finir, il appelle tout simplement à « d'autres formes de progrès et de développement », à « convertir le modèle de développement global » et à « redéfinir le progrès ».

### Hétérogénéité de la critique

#### Optimistes à propos du progrès

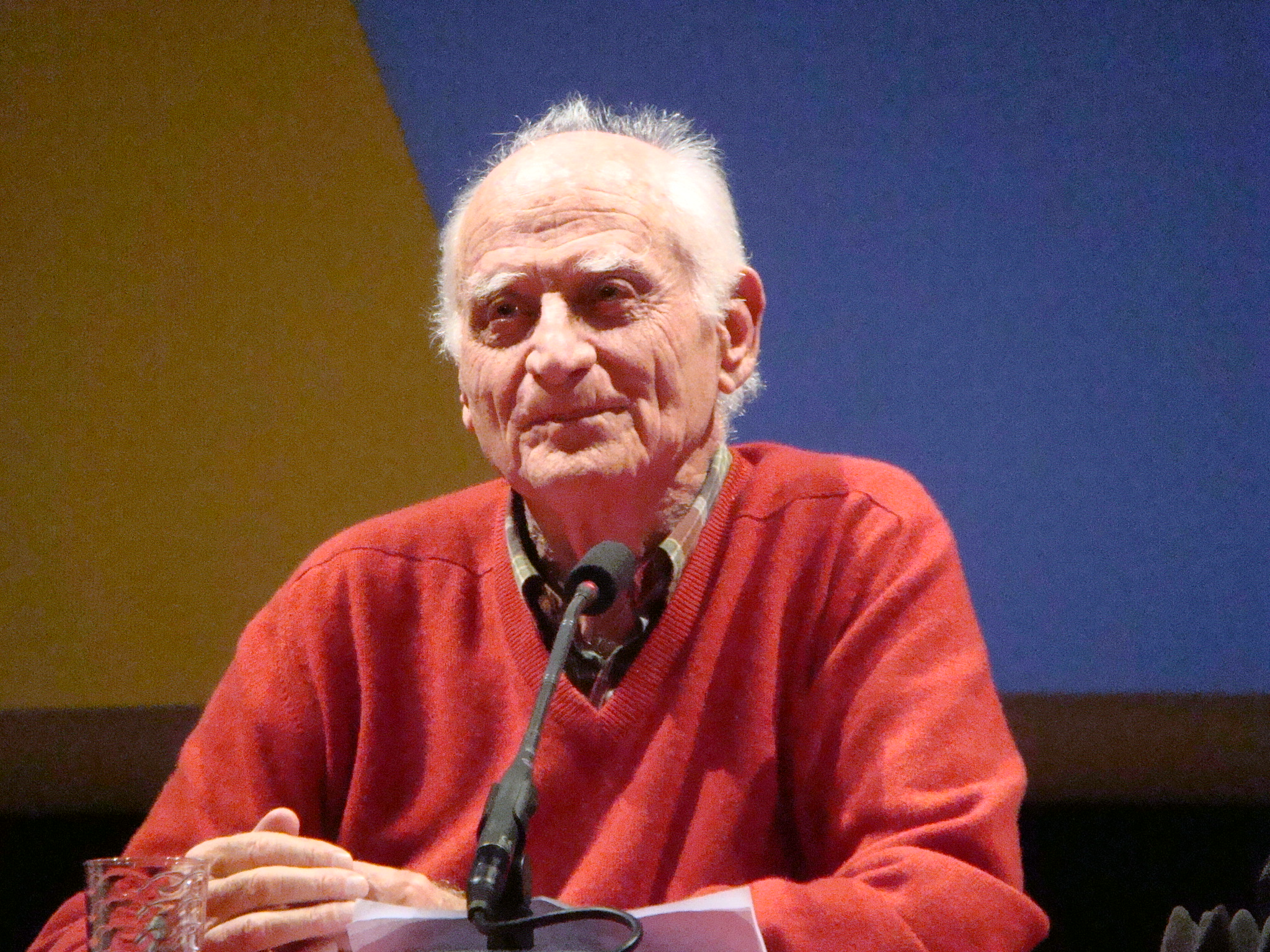
Michel Serres.

En France, le philosophe Michel Serres fait partie de ceux qui affichent le plus sa confiance dans le progrès. Il construit celle-ci sur la nécessité de rester toujours optimiste :

« Ça ne sert à rien de dire "c'est épouvantable" ; tandis que si vous êtes un peu optimiste, vous aidez quand même, un peu, les générations futures à survivre. »

Le psychologue cognitiviste canadien Steven Pinker, connu pour son plaidoyer en faveur de la psychologie évolutionniste et auteur en 2018 du livre Enlightenment Now, estime que la raison, la science et l’humanisme, combinés, ont permis des avancées considérables sur toute la planète dans à peu près toutes les dimensions de la condition humaine.
En France, le journaliste Pierre-Antoine Delhommais, connu pour s'afficher « 100 % progressiste », passe en revue les avancées que l'humanité a connues depuis plusieurs siècles, de l'élimination de la variole à la réduction de la mortalité infantile et de l'hygiène à l'alphabétisation et, au motif que « non, ce n'était pas mieux avant », il fustige toutes celles et tous ceux qui s'exposent à critiquer l'idée de progrès.

#### Pessimistes sur le progrès

##### Technocritique

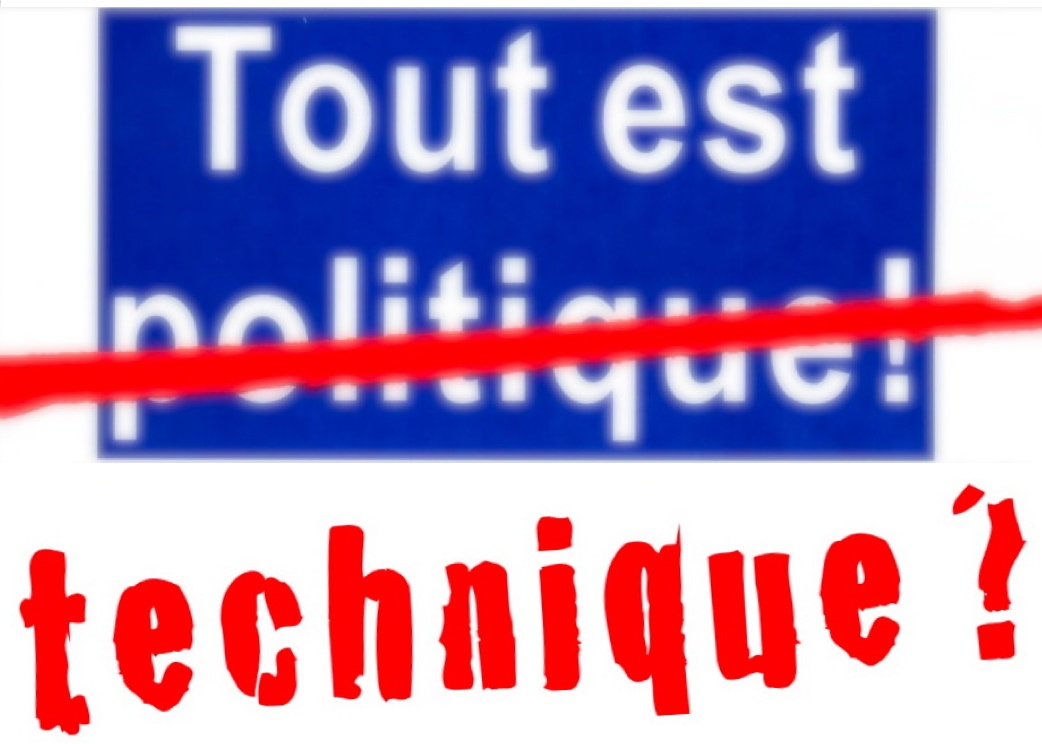
« Tout est technique ? » : slogan technocritique.

Stimulés par des auteurs tels que Mumford, Ellul ou Illich, certains courants militants estiment que le progrès ne peut pas être autre chose qu'une idéologie : qu'ils le veuillent ou non, le sachent ou non, et surtout s'ils ne le savent pas, les humains en ont fait un idéal-type, une catégorie inconsciemment mais constamment sur-évaluée. Raison pour laquelle ils affirment que le progrès technique se développe de façon totalement autonome et que cela conduit l'humanité à sa perte. Ils analysent et dénoncent l'inaction des pouvoirs publics ainsi que le désengagement des intellectuels (lire supra) et des milieux confessionnels (lire supra), voire le désintérêt de la majorité des militants politiques, notamment les anticapitalistes et les écologistes.
En 2014, l'historien François Jarrige décrit et analyse le mouvement technocritique depuis son émergence jusqu'à nos jours.

#### Effondrement
Pour certains, le " progrès technique " est un processus qui est allé trop loin pour qu'il soit possible de le réguler.
Le biologiste Jacques Testart ne remet pas en question l'idée que le progrès constitue une « marche en avant », mais il précise que c'est une avance « dans le mur », d'autant que la plupart des « progrès » menés au XXe siècle ont au XXIe siècle des effets non seulement désastreux (aux plans écologiques, politiques et éthiques) mais irréversibles. Sans sombrer dans l'angoisse, il importe selon lui de s'y préparer avec lucidité.

#### Ni pessimisme ni optimisme
Au congrès franc-maçonnique Penser le Progrès au XXIe siècle « s'il y a tout lieu d'être pessimiste à cause des hommes, il y a tout lieu d'être optimiste grâce à eux » le 12 avril 2014, Paris, Edgar Morin déclare : 

« [en dehors des preuves de la régression due aux violences (torture etc.) et de la probabilité de la catastrophe] le progrès n'est pas irréversible, le progrès n'est pas certain, le progrès n'est pas offert, le progrès est possible, ce qu'on appelle le progrès humain, progrès de notre intelligence, de notre ouverture au monde l'espoir de « vivre mieux » devenu la devise de deux états en Amérique latine (...) [la prise de conscience après les évènements accélérés de ce qu'est planète permettent de passer de la foi à l'espérance et nous oblige à rester éveillés]. ».

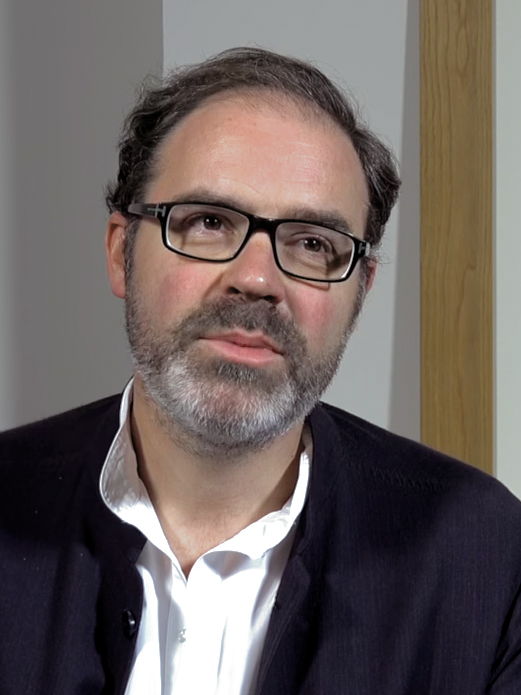
Pascal Chabot.

Inspiré par les écrits de Gilbert Simondon, le philosophe belge Pascal Chabot estime que tout en pointant le caractère idéologique de la notion de progrès, il est possible de l'aborder de façon pragmatique. Il différencie « le progrès utile », au fondement de l’avancée des sciences et des techniques et se développant par capitalisation (« technocapitalisme ») et « le progrès subtil », qui est selon lui « le progrès humain par excellence » car « il faut toujours réapprendre à vivre, réinterpréter les valeurs, réinterroger le sens » :

« La question n’est pas de savoir s’il faut être technophile ou technophobe. Cette alternative est un piège. Reformuler en termes de progrès utile et de progrès subtil, avec chacun leurs logiques et leurs modes de développement, l’alternative se mue en une interrogation sur les modes de relation. Il ne peut en effet s’agir de devoir choisir l’un plutôt que l’autre, ou l’un au lieu de l’autre. L’utile et le subtil constituent deux dimensions humaines fondamentales, comme l’esprit de géométrie et l’esprit de finesse de Pascal ou l’intelligence et l’intuition de Bergson. Le progrès s’alimente à ces deux sources. Plutôt que de les opposer, il s’agit de se demander comment les mettre en relation. »